# Guer
Guer [ɡɛʁ] (Gwern-Porc'hoed en breton) est une commune française située dans le département du Morbihan, en région Bretagne.

## Géographie

### Situation
La commune de Guer comprend quatre parties : Guer-Coëtquidan, Saint-Raoul, La Telhaie et Bellevue-Coëtquidan où l'on trouve les écoles militaires de Saint-Cyr-Coëtquidan, situées à cheval sur la commune voisine de Saint-Malo-de-Beignon. 
Guer est limitrophe de la forêt de Paimpont, souvent identifiée comme la mythique forêt de Brocéliande, liée à la légende arthurienne. Guer fait partie historiquement du pays de Porhoët.

### Communes limitrophes
|           | Beignon, Saint-Malo-de-Beignon | Plélan-le-Grand, Loutehel (Ille-et-Vilaine) |
| Porcaro   | Guer                           | Val d'Anast, Les Brulais                    |
| Monteneuf | Carentoir                      | Comblessac                                  |

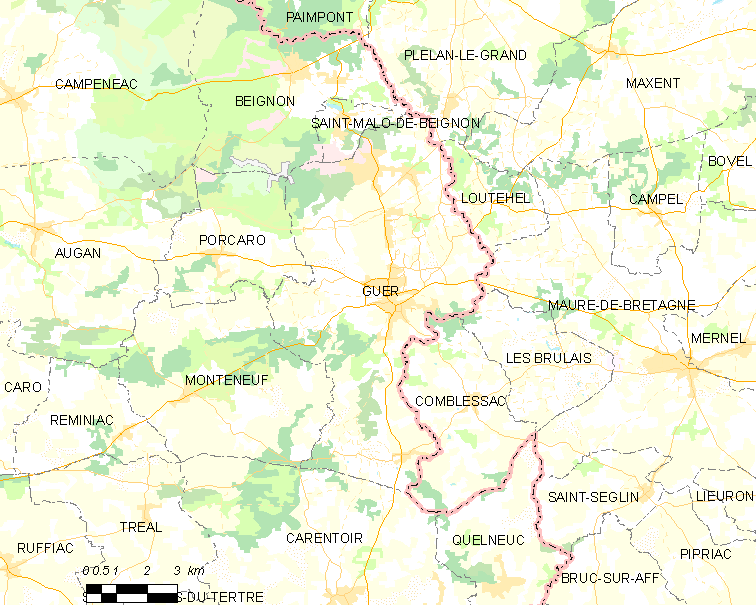
Carte de Guer et des communes avoisinantes.

Le finage de Guer a la forme d'un rectangle dont la longueur est selon un axe nord-sud, ce qui explique la création de sections et de paroisses  séparées de celles du bourg : Saint-Raoul au nord et la Telhaie au sud.

### Relief et hydrographie
Le territoire de Guer est assez accidenté : la partie la plus haute, qui atteint jusqu'à 155 mètres, est située dans l'angle nord-ouest de la commune, à sa limite avec Saint-Malo-de-Beignon et fait partie du camp de Coëtquidan. Le point le plus bas (18 mètres) est à l'opposé, dans l'angle sud-est de la commune, dans la vallée de l'Aff, à l'endroit oú cette rivière quitte la commune. Mais l'intérieur de la commune est parsemé de buttes (la butte du Dran est à 110 mètres et domine la partie centrale de la commune, dont le bourg qui est vers une cinquantaine de mètres  d'altitude ; au sud de la commune la butte de la Telhaie atteint 99 mètres et au nord celle de Saint-Raoul atteint 91 mètres ; celle de la Motte n'atteint que 59 mètres, mais domine la région avoisinante).

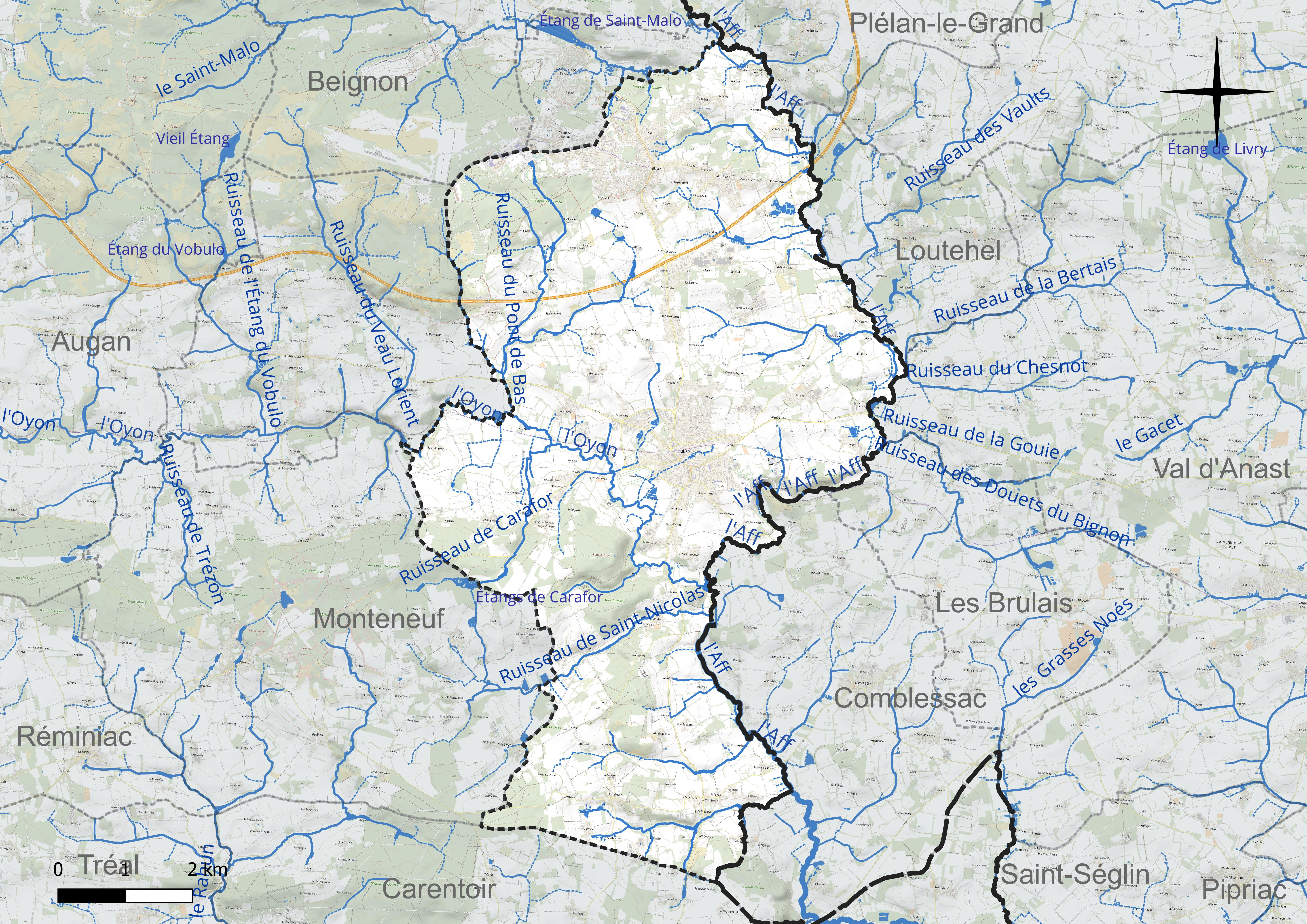
Carte du réseau hydrographique de la commune de Guer.

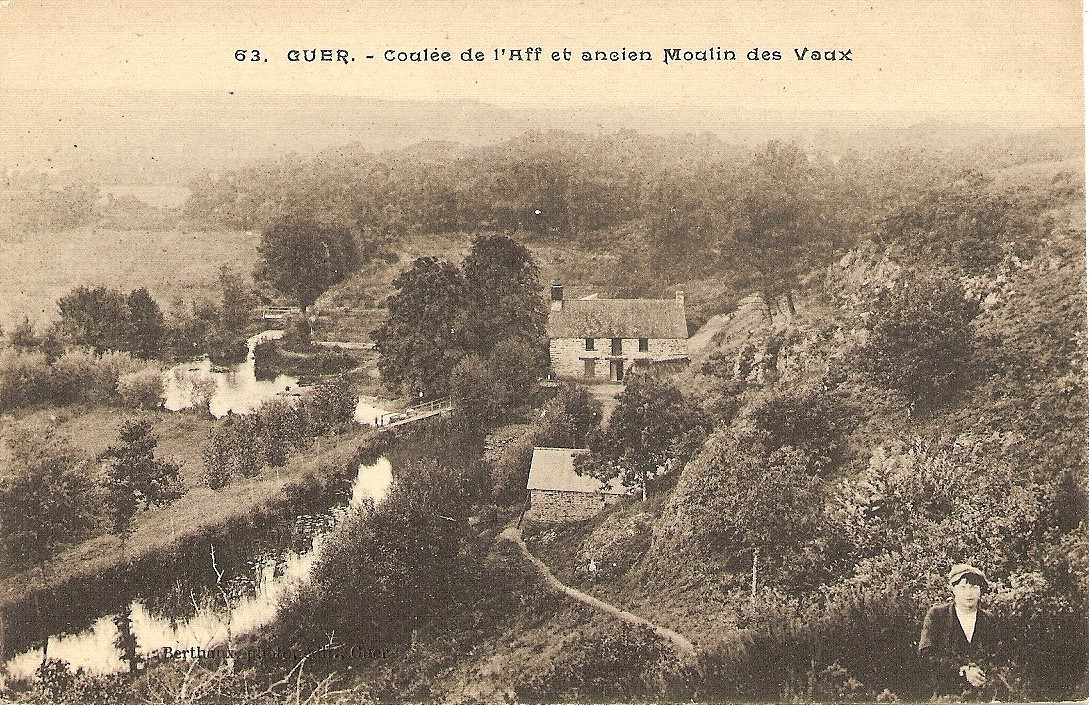
Guer ː la vallée de l'Aff et l'ancien moulin des Vaux au début du XXe siècle (carte postale).

Guer est limité à l'est par l'Aff, qui sépare son territoire de ceux de Plélan-le-Grand, Loutehel, Maure-de-Bretagne (désormais Val d'Anast), Les Brulais et Comblessac ; ce cours d'eau sert aussi de limite départementale entre le Morbihan et l'Ille-et-Vilaine.
Plusieurs affluents de rive droite de l'Aff traversent le finage de Guer, le plus important étant l'Oyon, qui traverse la partie centrale de la commune, passant au sud-ouest du bourg ; le Ruisseau de Saint-Nicolas rejoint l'Aff un peu plus en aval que l'Oyon et traverse la partie méridionale de la commune. Le Ruisseau de Saint-Malo, un autre affluent de l'Aff, sert de limite communale au nord, séparant Guer de Saint-Malo-de-Beignon.

### Hydrographie
Pour un article plus général, voir Réseau hydrographique du Morbihan.
La commune est située dans le bassin Loire-Bretagne. Elle est drainée par l'Aff, l'Oyon, le Saint-Malo, le ruisseau de Saint-nicolas, le ruisseau de Carafor, le ruisseau de la Fléchaie, le ruisseau de la Gouie, le ruisseau du Minerai de coëtquidan, le ruisseau du Pont de bas, le Vau Marqué et divers autres petits cours d'eau,.
L'Aff, d'une longueur de 67 km, prend sa source dans la commune de Paimpont et se jette  dans l'Oust à Saint-Vincent-sur-Oust, après avoir traversé 17 communes. 
L'Oyon, d'une longueur de 32 km, prend sa source dans la commune de Campénéac et se jette  dans l'Aff  sur la commune, après avoir traversé cinq communes. 
Le Saint-Malo, d'une longueur de 10 km, prend sa source dans la commune de Campénéac et se jette  dans le Blavet à Saint-Malo-de-Beignon, après avoir traversé quatre communes. 

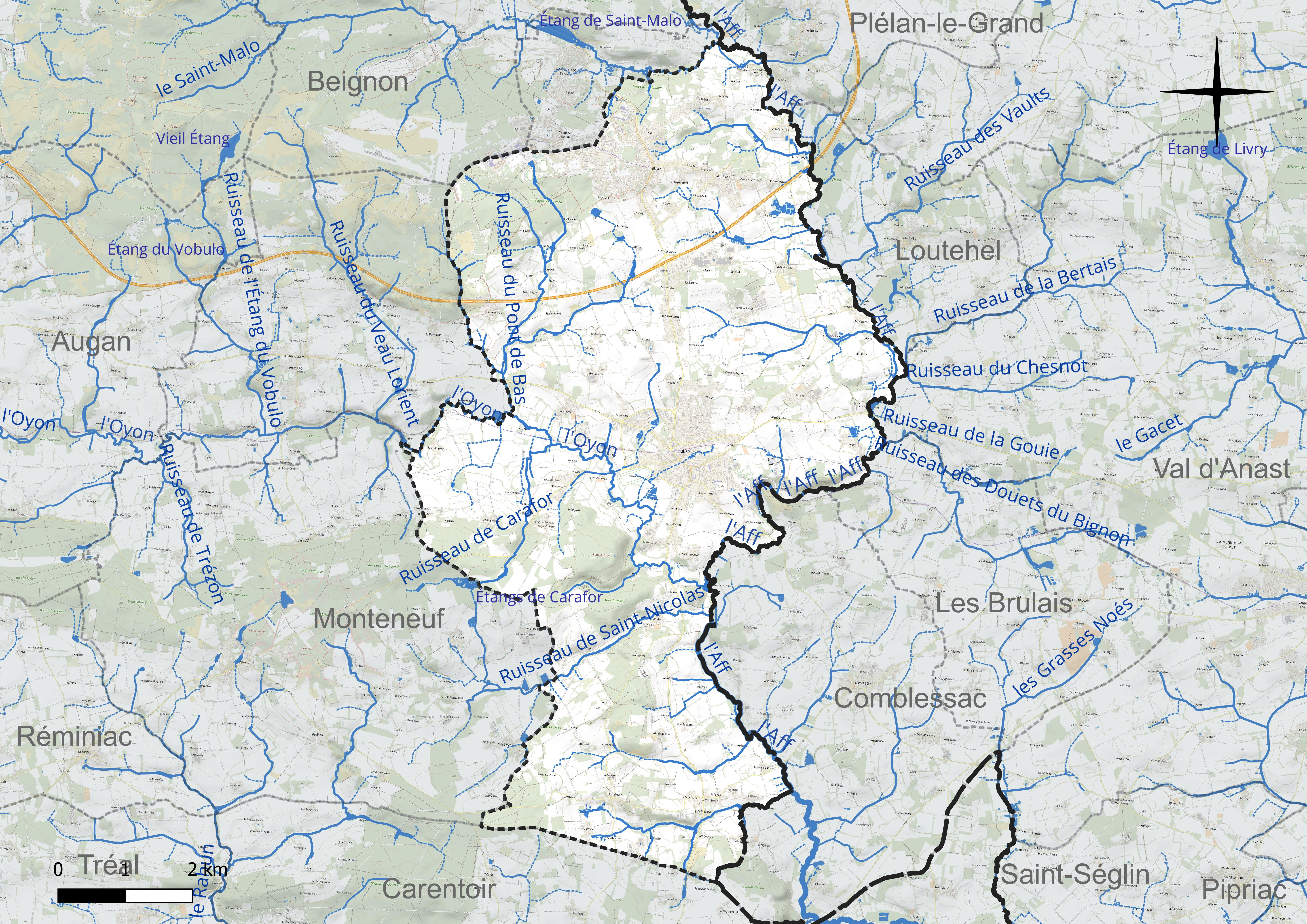
Réseau hydrographique de Guer.

Un plan d'eau complète le réseau hydrographique : les étangs de Carafor, d'une superficie totale de 3,7 ha (0,08 ha sur la commune),.

### Climat
Le climat qui caractérise la commune est qualifié, en 2010, de « climat océanique franc », selon la typologie des climats de la France qui compte alors huit grands types de climats en métropole. En 2020, la commune ressort du type « climat océanique » dans la classification établie par Météo-France, qui ne compte désormais, en première approche, que cinq grands types de climats en métropole. Ce type de climat se traduit par des températures douces et une pluviométrie relativement abondante (en liaison avec les perturbations venant de l'Atlantique), répartie tout au long de l'année avec un léger maximum d'octobre à février.
Les paramètres climatiques qui ont permis d’établir la typologie de 2010 comportent six variables pour les températures et huit pour les précipitations, dont les valeurs correspondent à la normale 1971-2000. Les sept principales variables caractérisant la commune sont présentées dans l'encadré ci-après.
| Paramètres climatiques communaux sur la période 1971-2000 - Moyenne annuelle de température : 11,5 °C - Nombre de jours avec une température inférieure à −5 °C : 1,7 j - Nombre de jours avec une température supérieure à 30 °C : 3,3 j - Amplitude thermique annuelle : 12,9 °C - Cumuls annuels de précipitation : 812 mm - Nombre de jours de précipitation en janvier : 12,7 j - Nombre de jours de précipitation en juillet : 6 j |

Avec le changement climatique, ces variables ont évolué. Une étude réalisée en 2014 par la Direction générale de l'Énergie et du Climat complétée par des études régionales prévoit en effet que la  température moyenne devrait croître et la pluviométrie moyenne baisser, avec toutefois de fortes variations régionales. La station météorologique de Météo-France installée sur la commune et en service de 1992 à 2020 permet de connaître l'évolution des indicateurs météorologiques. Le tableau détaillé pour la période 1981-2010 est présenté ci-après.
| Mois                                  | jan.           | fév.          | mars        | avril       | mai           | juin        | jui.          | août         | sep.          | oct.          | nov.          | déc.            | année    |
| ------------------------------------- | -------------- | ------------- | ----------- | ----------- | ------------- | ----------- | ------------- | ------------ | ------------- | ------------- | ------------- | --------------- | -------- |
| Température minimale moyenne (°C)     | 2,9            | 2,8           | 3,9         | 5,4         | 8,8           | 11,4        | 13            | 13           | 10,2          | 8,2           | 5             | 2,7             | 7,3      |
| Température moyenne (°C)              | 6,1            | 6,7           | 8,7         | 10,8        | 14,4          | 17,5        | 19            | 19,1         | 16,3          | 12,8          | 8,8           | 5,9             | 12,2     |
| Température maximale moyenne (°C)     | 9,2            | 10,6          | 13,4        | 16,2        | 20            | 23,5        | 25,1          | 25,3         | 22,3          | 17,5          | 12,6          | 9,2             | 17,1     |
| Record de froid (°C) date du record   | −12 02.01.1997 | −9 11.02.12   | −9 01.03.05 | −4 11.04.03 | −1,2 06.05.19 | 4 01.06.06  | 6 30.07.15    | 5,4 13.08.19 | 2 24.09.03    | −5 30.10.1997 | −7,5 29.11.10 | −8,5 31.12.1996 | −12 1997 |
| Record de chaleur (°C) date du record | 19,5 27.01.03  | 22,7 27.02.19 | 25 20.03.05 | 29 30.04.05 | 32 30.05.03   | 37 23.06.05 | 38,7 23.07.19 | 41 09.08.03  | 33,5 06.09.06 | 30,5 02.10.11 | 22,1 07.11.15 | 18 19.12.15     | 41 2003  |
| Précipitations (mm)                   | 94,8           | 67,8          | 65,6        | 61,9        | 74,4          | 46,3        | 51,5          | 34,5         | 63            | 94,4          | 89,9          | 99,4            | 843,5    |

Entre 2003 et 2022, Guer a détenu le record de la température la plus chaude jamais enregistrée dans la région Bretagne : 41 °C le 9 août 2003.

### Transports
La RN 24 (axe routier Rennes-Lorient), aménagée en voie express, ouvre en 1994, remplaçant l'ancien tracé de cette route nationale, qui passait par Beignon et Campénéac. Guer est relié à cette voie express, via la D 773 par l'échangeur de Val Coric, ce qui a permis la création de la zone d'activités de Val Coric Est.
Guer est aussi desservi par les anciennes Route nationale 772 (de Ploërmel à Chäteaubriant) et Route nationale 773, désormais déclassées en routes départementales (RD 773 et RD 773).
La voie verte reprend le tracé de l'ancienne voie ferrée dont les rails ont été enlevés dans la décennie 1990.

### Paysages et habitat
Guer présente un paysage agraire traditionnel de bocage avec un habitat dispersé en de nombreux écarts formés de hameaux ("villages") et fermes isolées.
Selon l'abbé Le Claire dans son ouvrage publié en 1915, les principaux villages de la paroisse étaient : la Bardoulais, le Boucher, la Boulais, la Bruyère, la Chaussée (en partie en Carentoir), Le Clos-Arraud, Les Cormiers, Couenuel, le Hanlée, Larmelais, Léteneuc, Les Moustiers, la Peignardais, le Prado, 
la Ruézie, Saint-Étienne, Saint-Marc, Saint-Nicolas, Tellian, le Tertre-Bréchépy, Tessiac, la Touche-Buis, Tréveneuc, le Valescan, la Vallée-Perrot, la Ville-Boscher (et en plus ceux de la trève de Monteneuf).
De nos jours les principaux écarts sont : 
- Bellevue-Coëtquidan : ce quartier s'est beaucoup urbanisé depuis l'implantation du camp de Coëtquidan et l'arrivée en 1945 des Écoles militaires de Saint-Cyr-Coëtquidan.
- La Houssaye[22]
- La Telhaie
- Saint-Raoul

## Urbanisme

### Typologie
Au 1er janvier 2024, Guer est catégorisée bourg rural, selon la nouvelle grille communale de densité à sept niveaux définie par l'Insee en 2022.
Elle appartient à l'unité urbaine de Guer, une unité urbaine monocommunale constituant une ville isolée,. Par ailleurs la commune fait partie de l'aire d'attraction de Guer, dont elle est la commune-centre,. Cette aire, qui regroupe 9 communes, est catégorisée dans les aires de moins de 50 000 habitants,.

### Occupation des sols
Le tableau ci-dessous présente l' occupation des sols de la commune en 2018, telle qu'elle ressort de la base de données européenne d’occupation biophysique des sols Corine Land Cover (CLC).
| Type d’occupation                                                                   | Pourcentage | Superficie (en hectares) |
| ----------------------------------------------------------------------------------- | ----------- | ------------------------ |
| Tissu urbain discontinu                                                             | 8,9 %       | 462                      |
| Zones industrielles ou commerciales et installations publiques                      | 1,8 %       | 96                       |
| Équipements sportifs et de loisirs                                                  | 0,05 %      | 3                        |
| Terres arables hors périmètres d'irrigation                                         | 32,5 %      | 1690                     |
| Prairies et autres surfaces toujours en herbe                                       | 6,3 %       | 327                      |
| Systèmes culturaux et parcellaires complexes                                        | 30,4 %      | 1581                     |
| Surfaces essentiellement agricoles interrompues par des espaces naturels importants | 2,4 %       | 124                      |
| Forêts de feuillus                                                                  | 3,6 %       | 189                      |
| Forêts de conifères                                                                 | 8,8 %       | 457                      |
| Forêts mélangées                                                                    | 5,3 %       | 274                      |
| Source : Corine Land Cover                                                          |             |                          |

## Toponymie
Attestée sous les formes Wern en 836, Guern au XIIe siècle.
« Guer » est issue du mot breton Gwern issu du mot gaulois verno que l'on retrouve toujours en gallois sous la forme Gwernin signifiant « aulnes », mais en breton, gwern peut également signifier le « marais », l'un n'excluant pas l'autre, l'aulne est un arbre qui aime beaucoup l'humidité, et qu'on trouve fréquemment au bord des marais.
Ce nom de lieu a par la suite perdu son -n final.
La forme bretonne actuelle proposée par l'Office public de la langue bretonne est Gwern Porc'hoet : Porc'hoet permet de différencier Guer de Guern, autre commune du Morbihan.

## Histoire

### Préhistoire
Le pays de Guer-Coëtquidan connut sa première occupation humaine à l’Âge de pierre : de nombreux mégalithes en témoignent encore, principalement au lieu-dit “les Pierres droites”, sur les hauteurs de Monteneuf.

### Antiquité
Le territoire actuel de Guer était traversée par une voie romaine (qui allait de Rennes  (Condate Riedonum) et Juliomagus (Angers) à Carhaix (Vorgium)), dénommée au Haut Moyen-Âge "chaussée d'Ahès", et encore au début du XXe siècle "la Roanne" (déformation de "la Romaine") qui venait de Carentoir et se dirigeait vers Caro, via Guer et Monteneuf. Un autre chemin romain reliait le camp de Saint-Étienne à celui des Portes en traversant la lande dite de Saint-Méen, longeant la route actuelle de Guer à Monteneuf.
Des tegulae nombreuses ont été trouvées dans l'ancien camp romain situé au-dessus du hameau de Saint-Étienne (le prieuré Saint-Étienne fut fondé en 1140 à l'emplacement de l'ancien camp romain). Le camp des Portes se trouve à 1 kilomètre environ de Monteneuf. Le village de Saint-Raoul a été construit à l'emplacement d'un établissement romain.
Trois sépultures datant du Bas-Empire romain ont été trouvées en 1968 à l'Hérupée en Guer.

### Moyen Âge
Saint Malo, lors de son arrivée  en Bretagne, habita d'abord dans un monastère à Aleth, puis le quitta pour aller construire un petit ermitage qu'il nomma Danguern ; il le quitta en 541 pour devenir le premier évêque de Saint-Malo. Son successeur en 565, Gurval, ne garda son siège que deux ans, et se retira dans le même ermitage, où il mourut. On éleva sur son tombeau une église en son honneur, laquelle fut, par la suite, érigée en paroisse, et qui changea son nom Danguern en celui de Guer. Elle fut donnée, à titre de prieuré, à l'Abbaye de Saint-Méen.
Le cartulaire de Redon fait mention d'une église à Guer vers 833-836. Une église dédiée à saint Gurval y existait au XIIe siècle. Guer dépendait du doyenné du Porhoët et de l'évêché de Saint-Malo.

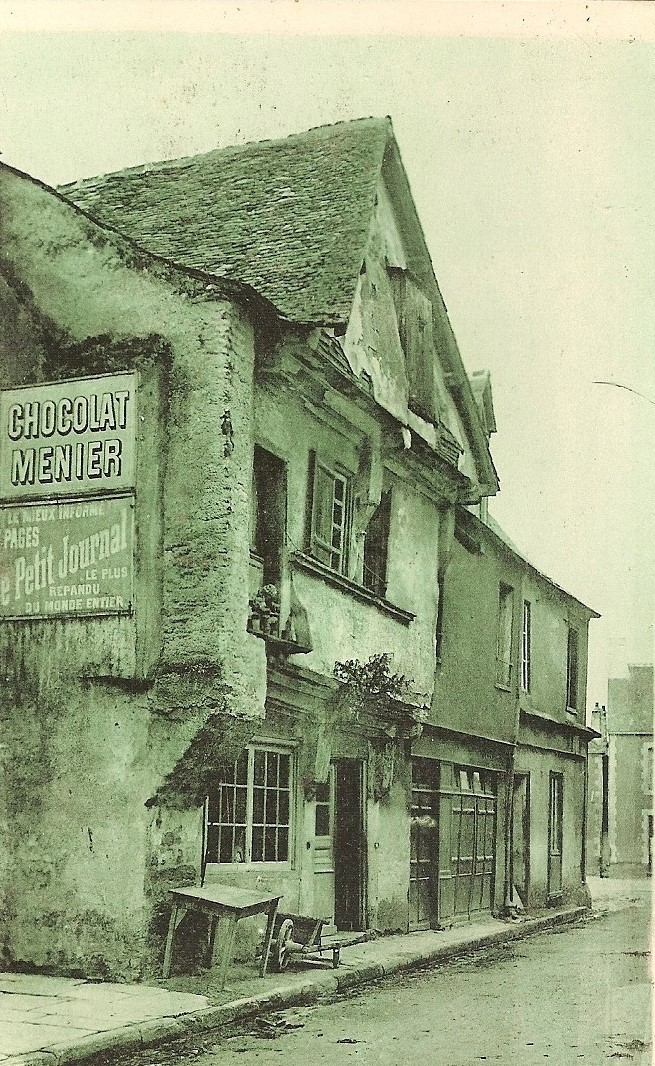
Guer ː vieille maison du XVe siècle, rue Haute (carte postale début XXe siècle).

Le pays de Guer cultivait traditionnellement la vigne comme le prouve plusieurs textes historiques, par exemple vers 869 saint Salomon dota le monastère Saint-Maxent de Plélan, qu'il venait de fonder, de vignes situées notamment à Guer ; au XVIIe siècle le poète 
Saint-Amant célèbre dans un poème les vignes de Coëtbo (en Saint-Malo-de-Beignon).
La famille de Guer, issue d'un cadet de la famille de Malestroit, habitait à  l'origine probablement dans le bourg de Guer et disposait de la plus importante seigneurie de la paroisse jusqu'au XIVe siècle, mais on ignore où se trouvait son siège (probablement dans la ville de Guer). Cette famille quitta Guer pour Broons (Hamon de Guer est seigneur principal de la paroisse de Broons en 1231) au XIIIe siècle et la seigneurie de Guer fut ensuite unie à celle du Couëdor. Les seigneurs de Guer disposaient de nombreux droits (taxes sur les marchés et foires de la ville, droits honorifiques comme le droit de prééminence, le droit de banc dans le chœur et celui d'enfeu dans l'église, droits de haute, moyenne et basse justice, etc..). Des branches cadettes de la famille de Guer se sont établies par la suite l'une dans la région de Pontivy (par exemple à Cléguer) et une autre à Berné (Pontcallec) et Riec (seigneurie de la Porte-Neuve).
Il existait de nombreuses autres seigneuries au XIIIe siècle, par exemple celles de Raoul Pillet, de Jean le Bastard, de la Grande-Abbaye (à l'emplacement de l'ancien monastère Saint-Gurval, d'où le nom de cette famille ; Alain de l'Abbaye est cité en 1280), la Petite-Abbaye (famille du Couédor au XVe siècle), de l'Abbaye-Jarno, de la Bardoulais (au XVIe siècle), de Boquidé (au XVIe siècle), du Bouëxic (propriété de Jean du Bouëxic en 1415, puis de la famille Hudelor), du Coëtbo, de Couëdor (famille de Couëdor, puis par mariages d'héritières famille de Montauban, famille de Rohan-Rostrenen, famille d'Acigné), Livoudray, Lohingat, le Plessis-Arraud, Porcaro, etc.. La ville de Guer avait 3 seigneuries : la Roche, la Porte-Pillet et la Porte-aux-Bastards.
Des nobles de Guer participèrent à la Septième croisade en 1248 (par exemple Alain du Houx, Robert de la Landelle, Olivier de la Bourdonnaye, etc..). Dans la Guerre de succession de Bretagne les nobles de Guer (par exemple Olivier du Couëdor) soutinrent Charles de Blois contre Jean de Montfort. En 1491 la pays de Guer fut dévasté par les troupes de Louis XI entrées en Bretagne pour châtier le duc de Bretagne François II. Quelques nobles locaux embrassèrent la religion protestante (Jean d'Acigné réunit 500 huguenots dans son château du Couëdor en décembre 1562). Guer fut peu concerné par les Guerres de la Ligue, mais le fut davantage par la Révolte du Papier timbré (des bonniots rouges (bonnets rouges) établirent leur quartier général du côté de Téhel et de la Mulotière).
Le prieuré Saint-Étienne est cité pour la première fois dans une source écrite en 1498, mais il aurait été fondé peut-être en 1140 (la chapelle Saint-Étienne est mentionnée en 1408) ; il dépendait de l'abbaye Notre-Dame de Paimpont, mais lui serait antérieur.

### Temps modernes

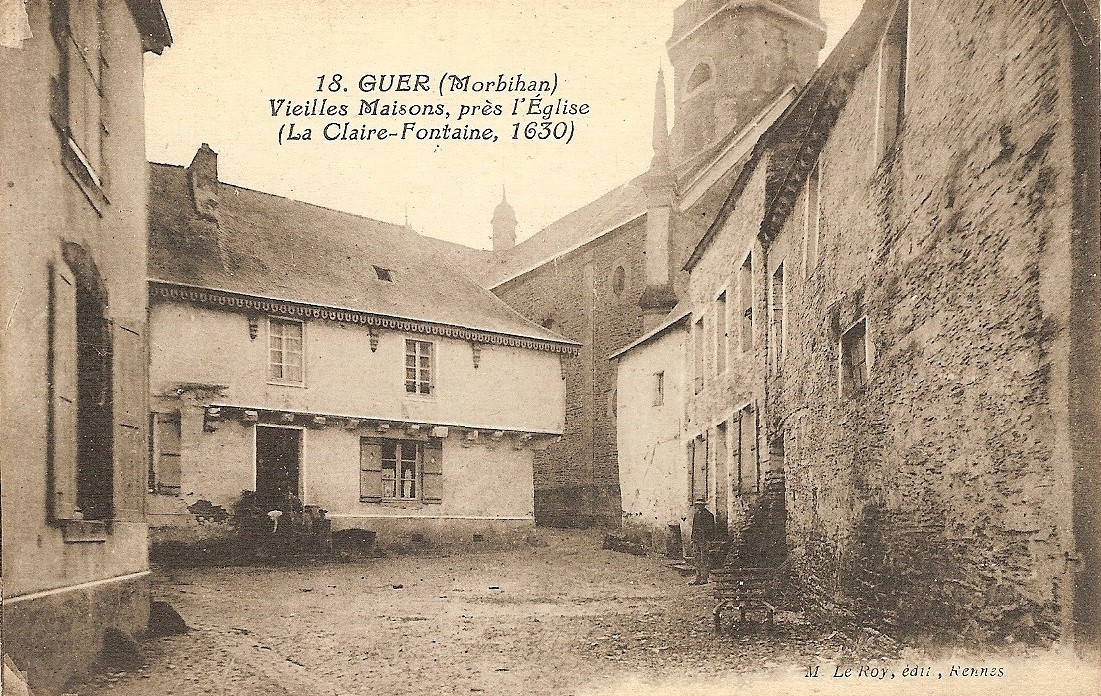
Guer ː vieilles maison du XVIIe siècle (carte postale début XXe siècle).

Guer accueillait autrefois (XVIIe siècle) plusieurs foires tout au long de l'année : la veille de la mi-carême en mars, à la Saint-Marc, le 25 avril, à la Saint-Atanaze, le 2 mai, à la Saint-Grégoire, le 9 mai, à la mi-août (16 août), la grande Saint-Michel, le 29 septembre et la petite Saint-Michel, le 16 octobre, le mercredi d'après la Toussaint et le lendemain de la Saint-Thomas, le 6 décembre.
En 1650 la paroisse de Guer comptant 5 chapelles frairiennes : Saint-Raoul de Livoudraye, Saint-Jean du Bouëxic, Saint-Sébastien de Porcaro , Saint-Joseph de Porcaro et Notre-Dame de la Telhaie ; la paroisse comptait alors 4 prieurés : Saint-Étienne (qui dépendait de l'abbaye Notre-Dame de Paimpont), Saint-Michel des Moutiers (qui dépendait de l'Abbaye Saint-Melaine de Rennes), Saint-Nicolas (qui dépendait de l'abbaye de Marmoutiers) et le prieuré Saint-Nicolas (uni à Saint-Nicolas de Ploërmel) ; il existait aussi 7 ou 8 chapelles privatives comme Sainte-Anne (château des Touches), Notre-Dame de Prado (château du Tertre), Saint-Marc (maladrerie de Saint-Marc, alors un village de cordiers, etc.. ; des chapellenies (la Douve, Fonds-Glan, la Mulotière, Saint-Thomas, Vieille-École, etc..).

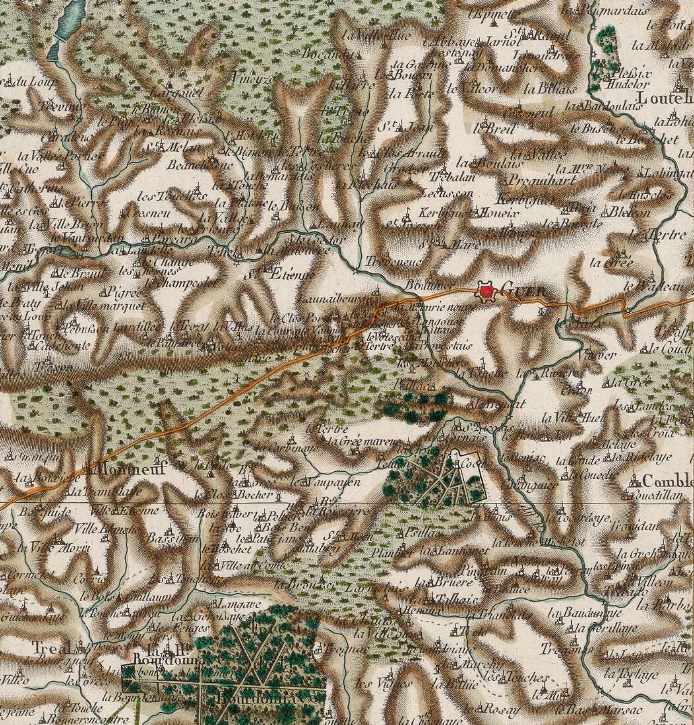
Carte de Cassini de la paroisse de Guer et de sa trève de Monteneuf (1785).

En 1732 l'abbaye Saint-Melaine de Rennes possédait dans la paroisse de Guer la chapelle Saint-Michel « au village du Moutier, le fief de ce nom, et le tiers de la coutume et étalage de marchandises qui s'exposent en vente en la ville et faubourg de Guer, aux jours de foire Saint-Michel, de Montgargan et du Mont-de-Tombe ».
Jean-Baptiste Ogée décrit ainsi Guer en 1778 :

« Guer ; gros bourg , sur une hauteur, et sur la route de Rennes à Malestroit ; à 18 lieues un quart de Saint-Malo, son évêché ; à 9 lieues de Rennes et à 2 lieues trois quarts de Plélan, sa subdélégation. Cette paroisse relève, en partie, du Roi, et ressortit au siège royal de Ploërmel : on y compte, y compris ceux de Monteneuf, sa trève , 4 400 communiants : la cure est à l'alternative. Ce territoire est arrosé par la rivière d'Aph (Aff), et coupé de plusieurs ruisseaux qui vont s'y jeter. Les terres y produisent du froment et autres grains , du lin, et des fruits dont on fait d'excellent cidre. Quoique le pays soit fort peuplé, on y voit beaucoup de landes. »

La paroisse de Guer était divisée en 10 sections (dites aussi traits) : la Ville, le Fresne, Livoudray, Bout-de-Ca, Bout-de-là, Coulmeneuc et Trélo et les trois de la trève de Monteneuf (Monteneuf, Pébusson, Couesplan).

### Révolution française
Lors des États généraux de 1789, le cahier de doléances de la ville demande que Guer soit pris pour « chef lieu d'un district considérable, eu égard à sa population et à sa distance de toutes villes voisines ». Le contenu de ce cahier de doléances est lisible dans son intégralité dans le livre de l'abbé Le Claire. L'assemblée du général de la paroisse désigna Joseph-Marie Fabre et Foulon-Duclos comme députés pour les représenter à l'assemblée du tiers-état de la sénéchaussée de Ploërmel.
Le château de Coëtbo, résidence du seigneur de Guer, est pillé le 18 janvier 1790 par des paysans venus de Maure, Loutehel, Campel, Comblessac, Plélan, Maxent, armés de fusils, fourches, faucilles, qui exigent de ce seigneur une renonciation à ses rentes et droits féodaux.
Joseph Pihuit, un des vicaires de la paroisse, est le premier maire de la paroisse, choisi le 8 mars 1790 à la suite d'une réunion désignant les officiers municipaux  tenue le 4 mars et présidée par le recteur de Guer, Le Breton. La première mairie est installée dans la chapelle Saint-Thomas. Joseph Piquit est contraint de démissionner, de même que le procureur de la commune, le curé J. Henrio, le 17 avril 1791 car ils refusent de prêter le serment de fidélité à la Constitution civile du clergé. Éon, un marchand, et Perrot sont élus respectivement maire et procureur pour les remplacer, mais démissionnent à leur tour le 20 novembre 1792.
Le Breton, recteur et J. Henrio, curé de Guer, font partie des signataires d'un texte publié le 12 janvier 1791 par le journal L'Ami du roi annonçant l'opposition des signataires à la Constitution civile du clergé.
Jean-Toussaint Hamery, prêtre originaire de Guer, chapelain de la chapellenie du Bois-du-Gué en Saint-Servant, prêtre réfractaire, ne s'étant point exilé, fut guillotiné à Vannes le 22 mars 1796.
Guer fut un quartier général des chouans, dont le chef, le comte de Puisaye, après s'être d'abord installé à Plélan, s'établit à Coëtbo au début de 1794 et combat les troupes républicaines d'Ille-et-Vilaine (notamment lors du combat de Beignon le 3 mai 1794).
L'église de Guer fut occupée  des soldats révolutionnaires qui y mirent le feu le 25 janvier 1795 et le presbytère le 8 février suivant selon A. Marteville et P. Varin ; mais en fait l'église aurait été incendiée le 10 juin 1796 par les chouans afin d'en chasser les soldats de la Garde nationale de la garnison de Guer qui s'y étaient réfugiés et étaient assiégés par les chouans, une autre version disant toutefois que ce sont les soldats assiégés qui y auraient mis le feu. L'église fut reconstruite entre 1806 et 1809, mais A. Marteville et P. Varin écrivent en 1843 qu'à cette date « la partie basse n'est pas encore achevée sur une longueur d'environ 11 mètres ; la tour du clocher n'a même pas commencé à élever ». Les travaux furent achevés en 1845.

### LeXIXesiècle
Entre 1833 et 1837 « Guer fut le siège d'un institut agronomique (l'institut agricole de Coëtbo) qui compta parmi ses professeurs Émile de Girardin. On y installa une fabrique d'instruments agricoles. On fit venir de Roville  (où Christophe Mathieu de Dombasle avait mis au point un nouveau modèle de charrue) un ouvrier de Dombasle , Ferdinand Obermuller. On tenta même la création d'une sucrerie. Mais de telles entreprises étaient trop en avance sur l'époque : au bout de peu de temps, l'institut et la sucrerie avaient disparu. Seul dans cette ruine Ferdinand Obermuller continuait à fabriquer ses charrues, et la charrue Dombasle était connue de tout le monde à Guer et dans les environs, qu'il n'en était pas encore question nulle part dans le reste de la Bretagne ».

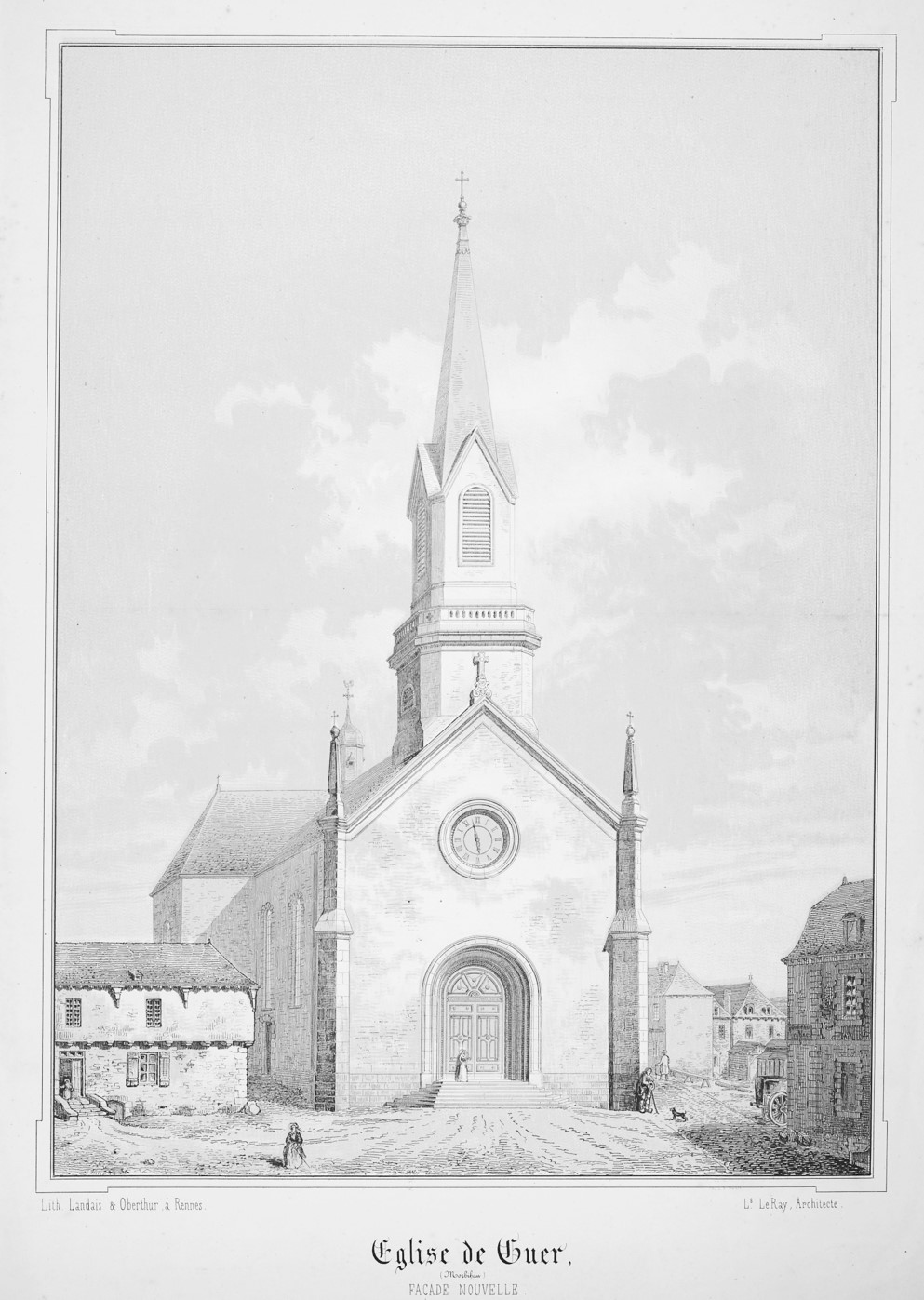
Guer ː l'église nouvelle Saint-Gurval (dessin, 1845).

A. Marteville et P. Varin, continuateurs d'Ogée, décrivent ainsi Guer en 1843 :

« Guer (sous l'invocation de saint Gurval, évêque) : commune formée de l'ancienne paroisse de ce nom, moins sa trève Monteneuf, devenue commune ; aujourd'hui cure de 2e classe ; bureau d'enregistrement ; chef-lieu de perception ; bureau de poste ; brigade de gendarmerie à pied. (..) Superficie totale 6 326 hectares 18 ares, dont (..) terres lavourables 2 414 ha, prés et pâturages 609 ha, bois 221 ha, vergers et jardins 85 ha, landes et incultes 2 763 ha, étangs 81 ha (..). Moulins :18 (de Perohan, d'Araud, des Vaux, du Dran, des Rocherais, d'Avaugour, à vent ; du Prada, du Châtellier, de Lohinga, du Bois, de Livraudais, à eau). (..) Géologie : schiste argileux ; au nord poudingue quartzeux. On parle le français [en fait le gallo]. »

Les mêmes auteurs indiquent, qu'outre l'église, il existe les trois chapelles de Sainte-Anne, de Saint-Raoul et de la Teilhais ; « elle sont desservies par une messe basse qu'on y célèbre chaque dimanche ». La paroisse de Saint-Raoul est créée en 1842, celle de la Telhaie en 1844.
Porcaro, devenue paroisse en 1843, devient une commune le 1er janvier 1860 malgré l'opposition de la municipalité de Guer à l'encontre de cette scission.
En 1878 l'école mixte de la section de la Telhaie compte 87 élèves, mais la maison d'école étant insuffisante, la municipalité de Guer demande le secours financier du département pour l'aider à en construire une nouvelle. Cette école publique, mais tenue par des religieuses, fut laïcisée le 3 septembre 1903.
C'est en 1873 que le ministre de la guerre fait étudier le projet d'un champ de tir sur la lande de Coëtquidan, les portions de lande à occuper momentanément dépendant des six communes de Guer, Augan, Porcaro, Saint-Malo-de-Beignon, Campénéac et Beignon. « Elles se composent, dans les cinq premières, de terrains communaux que les municipalités s'étaient empressées de mettre à la disposition de l'administration de la guerre, moyennant la concession de certains avantages, notamment des fumiers. Mais, dans la commune de Beignon, la négociation avait été plus difficile parce que les terrains y étaient devenus l'objet d'un partage consommé entre les habitants, et qu'on avait à traiter avec un plus grand nombre d'individus ».
Un champ de tir d'artillerie ouvre en 1878 (décret d'utilité publique en date du 3 décembre 1878 et jugement d'expropriation en date du 26 décembre 1878 par le tribunal d'instance de Ploërmel) sur les hauteurs des landes de Coëtquidan.

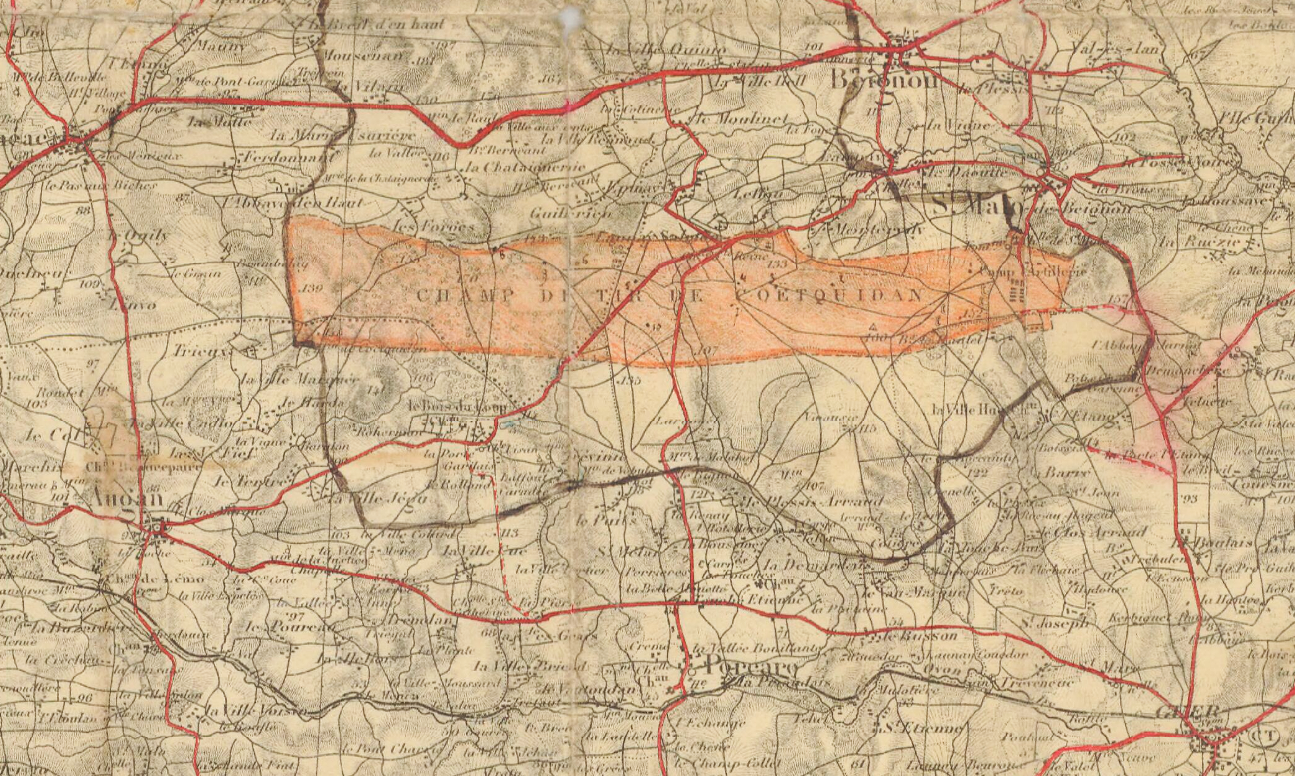
Carte du champ de tir de Coëtquidan lors de sa création en 1878 (Service géographique de l'armée).
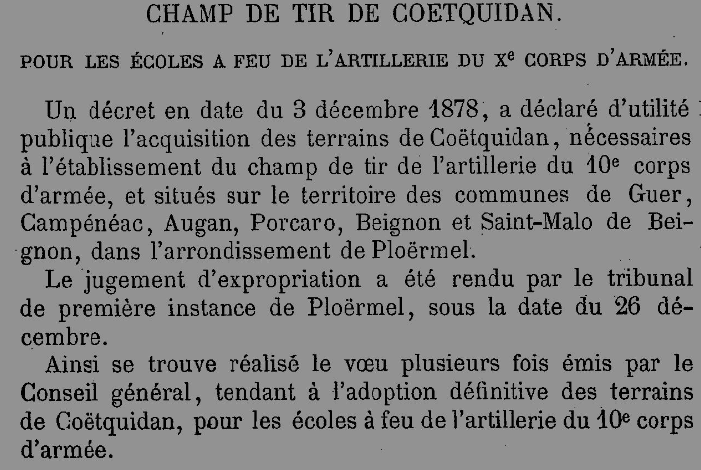
Création du champ de tir de Coëtquidan en 1878 (Conseil général du Morbihan).

### LeXXesiècle

#### La Belle Époque

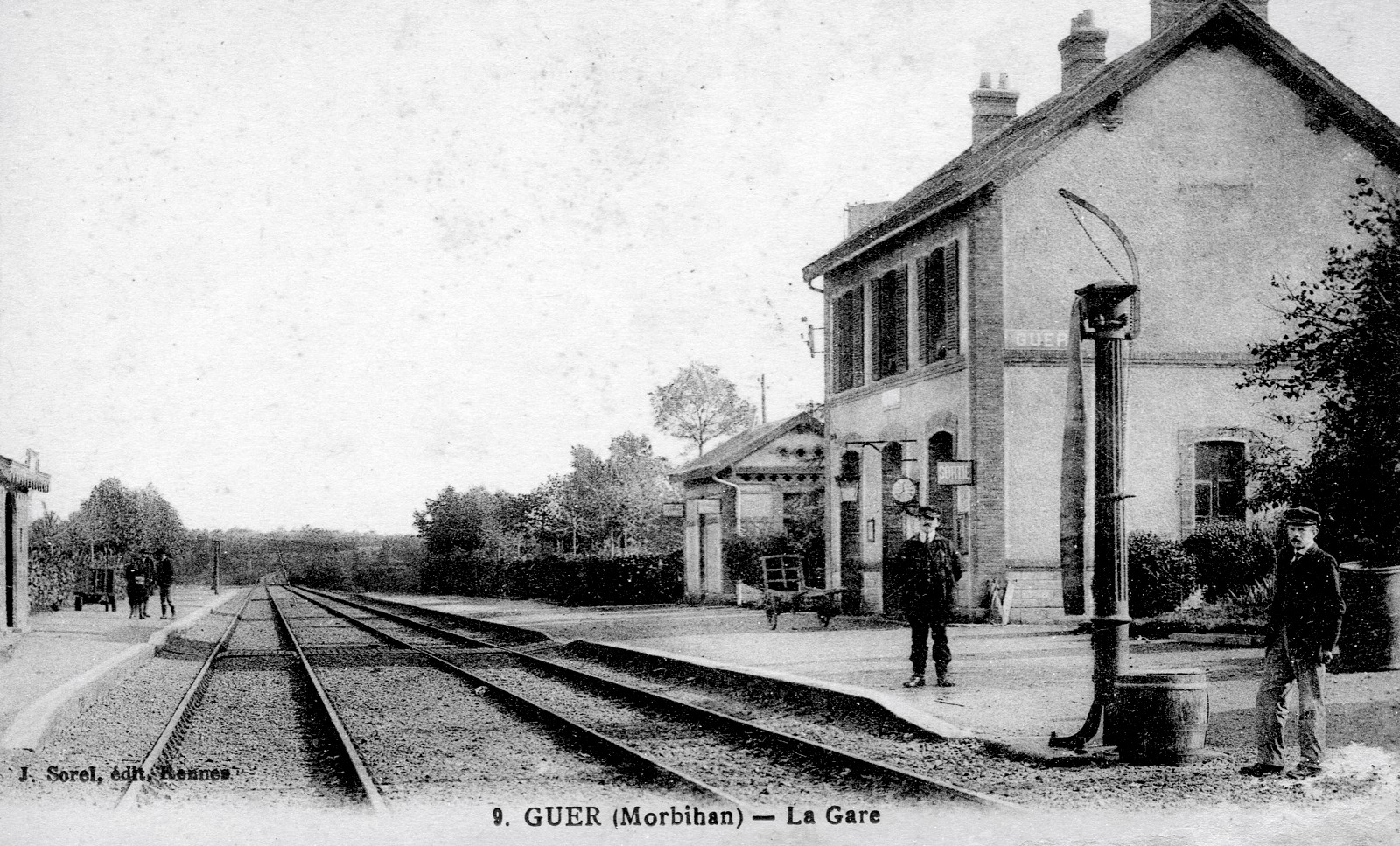
La gare de Guer au début du XXe siècle (carte postale).

L'ouverture le 5 avril 1903 du tronçon Ploërmel-Messac, via Guer et Maure, de la ligne ferroviaire allant de Châteaubriant à Ploërmel fut un événement important que raconte le journal L'Ouest-Éclair : 

« La ville de Guer célèbre aujourd'hui même, par une fête (..) l'ouverture du chemin de fer qui va donner un nouvel essor à son mouvement commercial. Guer a raison. Déjà dans l'isolement où elle se morfondait, la ville de Guer était un des marchés les plus importants du Morbihan ; à quoi n'est-elle pas en droit d'espérer aujourd'hui ?. »

En 1906 le champ de tir de Coëtquidan s'agrandit, devenant un camp militaire de plus de 5 000 hectares, à cheval sur les communes de Guer et Saint-Malo-de-Beignon, et se transforme en un camp d'instruction pour l'infanterie, accueillant de 10 000 à 12 000 soldats chaque année. La création du compte provoque des expropriations, notamment celle des habitants du village de Guillerien, lequel remontait au XVIIe siècle.

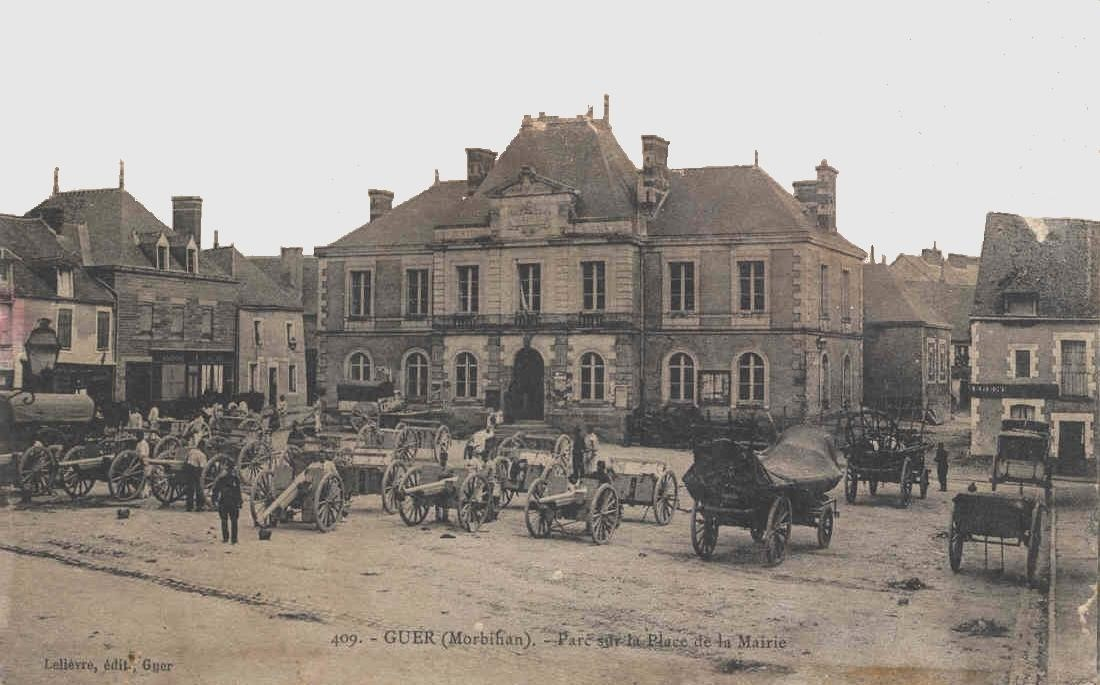
Guer ː parking d'engins militaires sur la place de la mairie (carte postale, 1906).
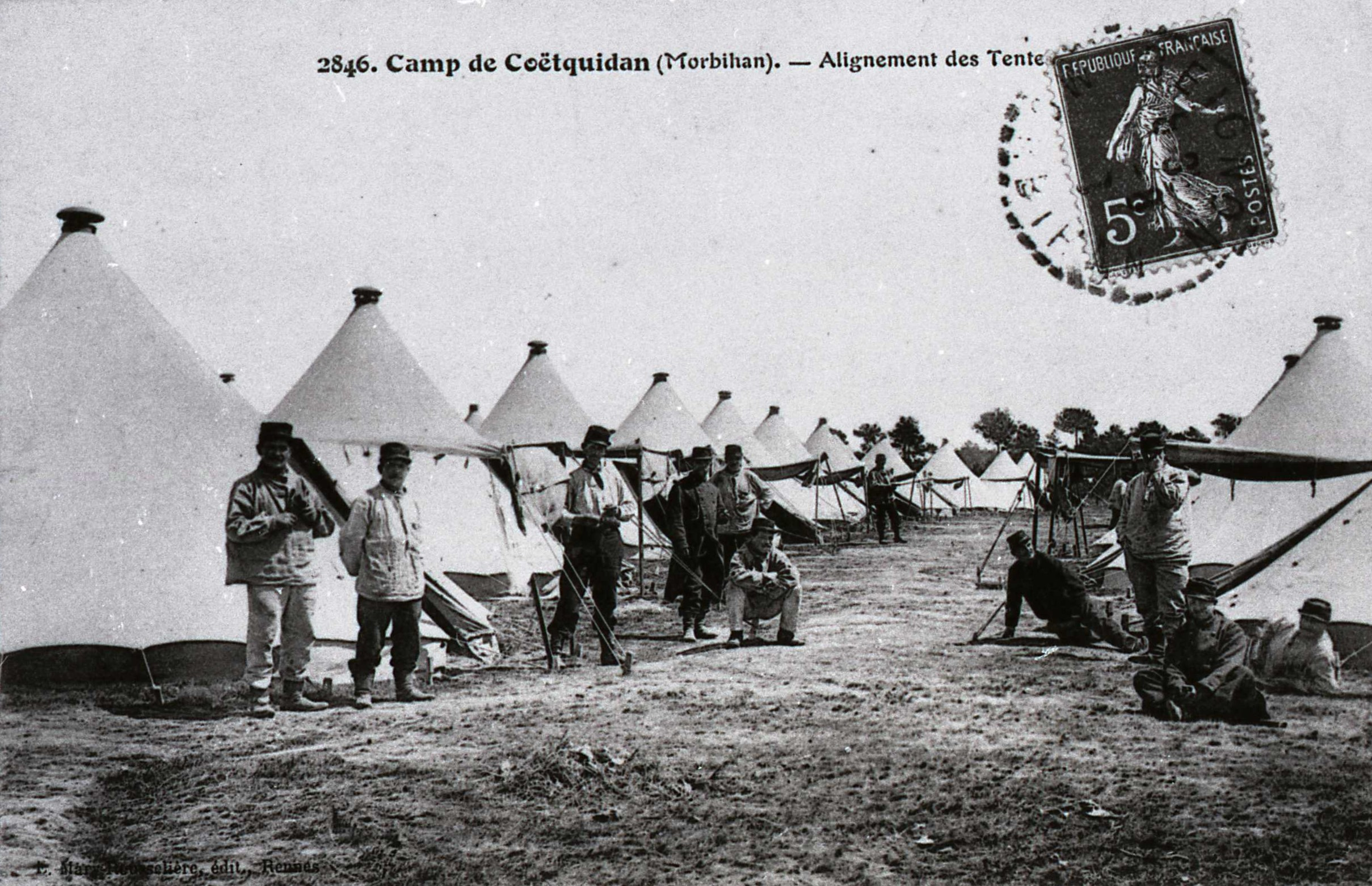
Alignement de tentes au camp de Coëtquidan vers 1912.
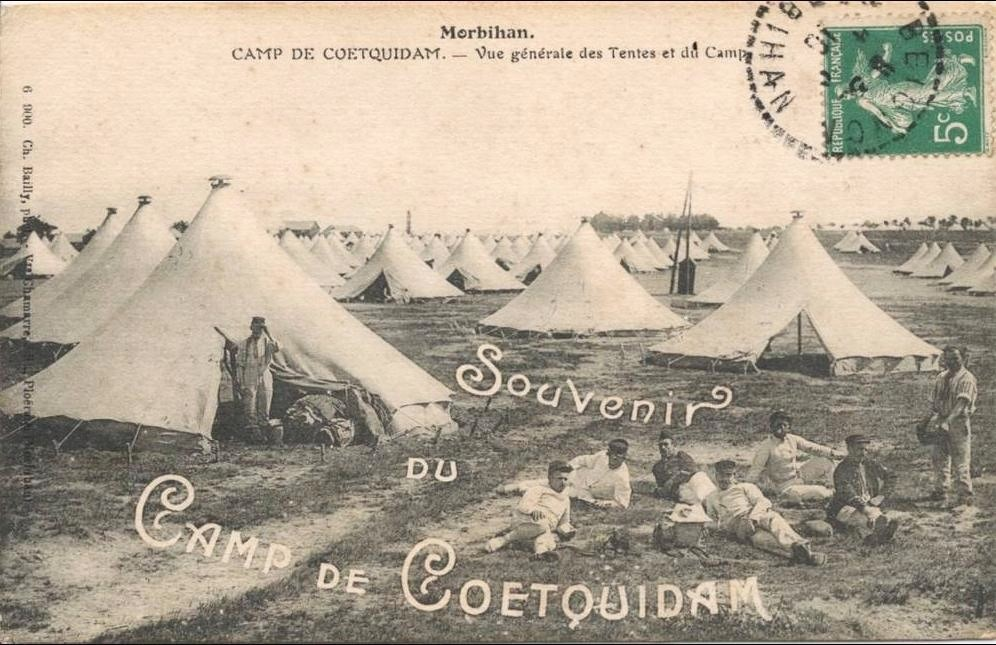
Camp de Coëtquidan ː vue générale des tentes et du camp vers 1910 (carte postale).
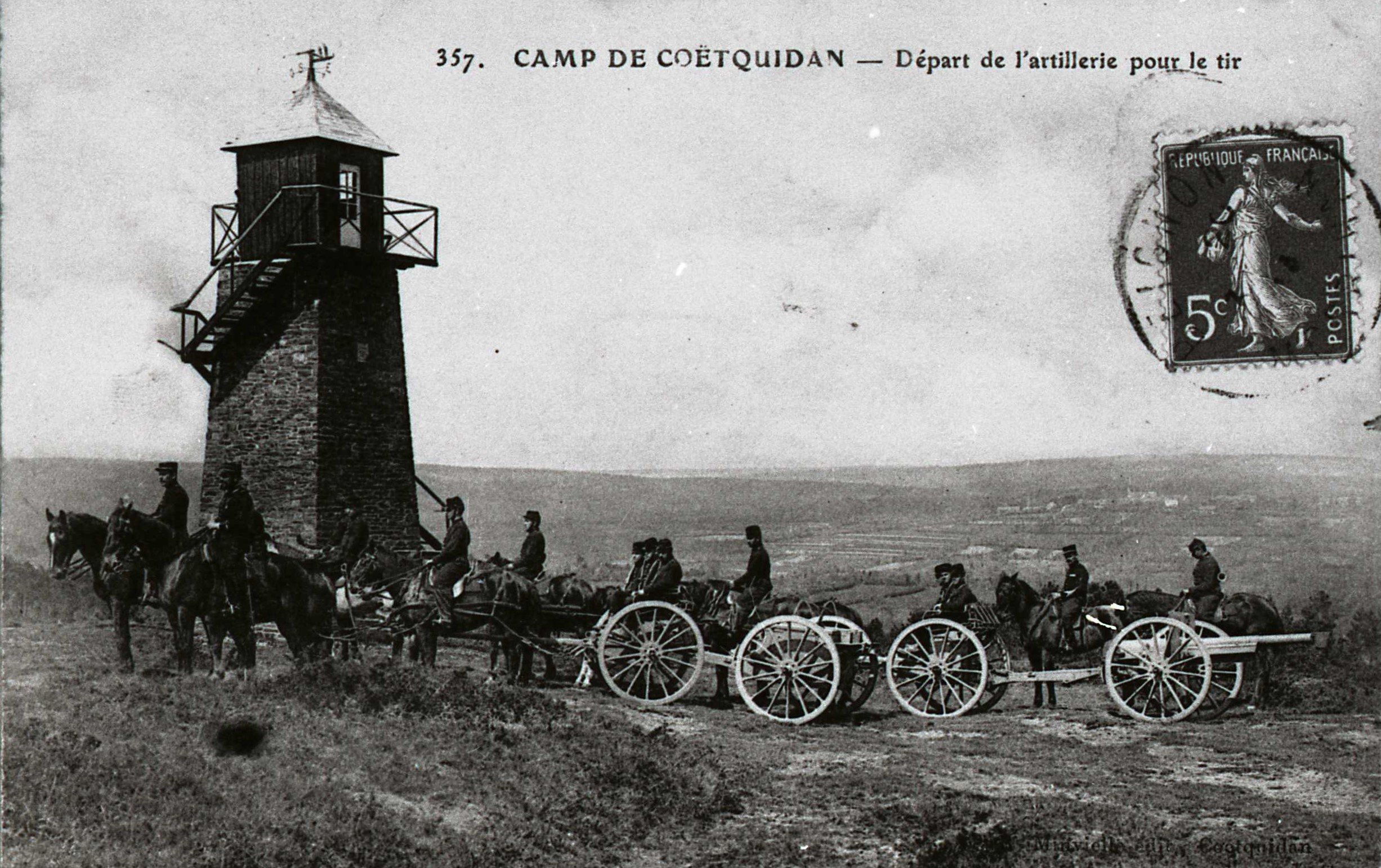
Le camp de Coëtquidan vers 1914 : départ de l'artillerie pour le tir.
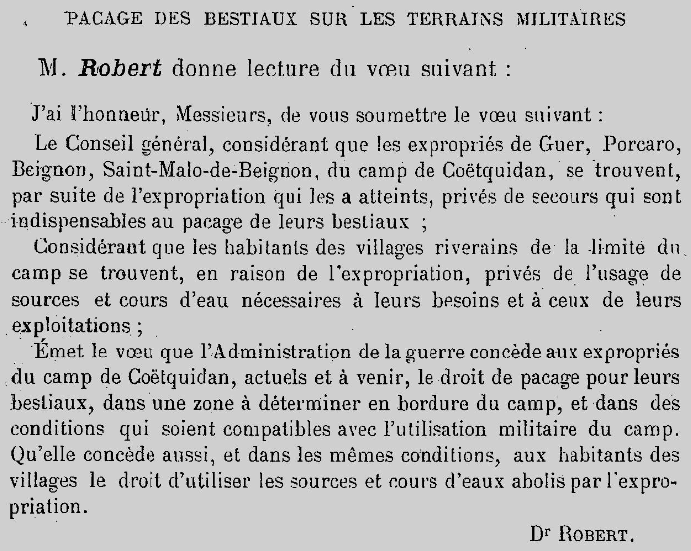
Vœu proposé et adopté par le Conseil général du Morbihan pour que les paysans obtiennent le droit de pacage et d'eau dans le camp de Coëtquidan (1912).

Un décret du Président de la République en date du 14 juin 1911 attribue, à défaut de bureau de bienfaisance, les biens ayant appartenu à la fabrique de Guer et actuellement placés sous séquestre à la commune de Guer.

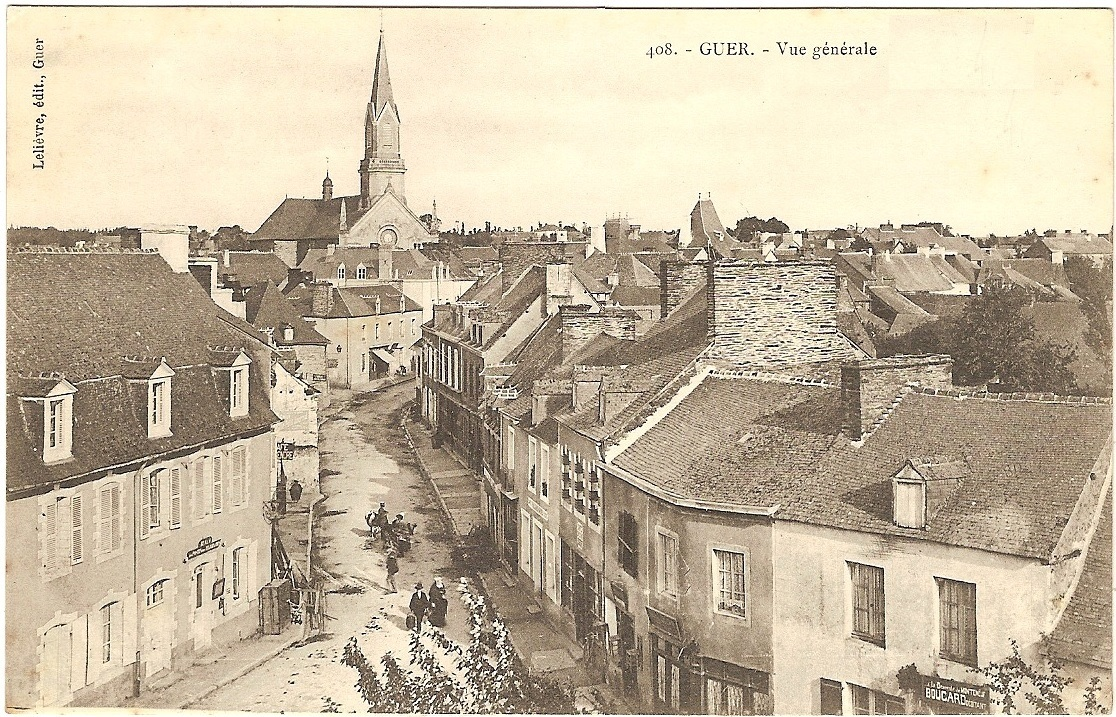
Guer ː vue générale au début du XXe siècle (carte postale).
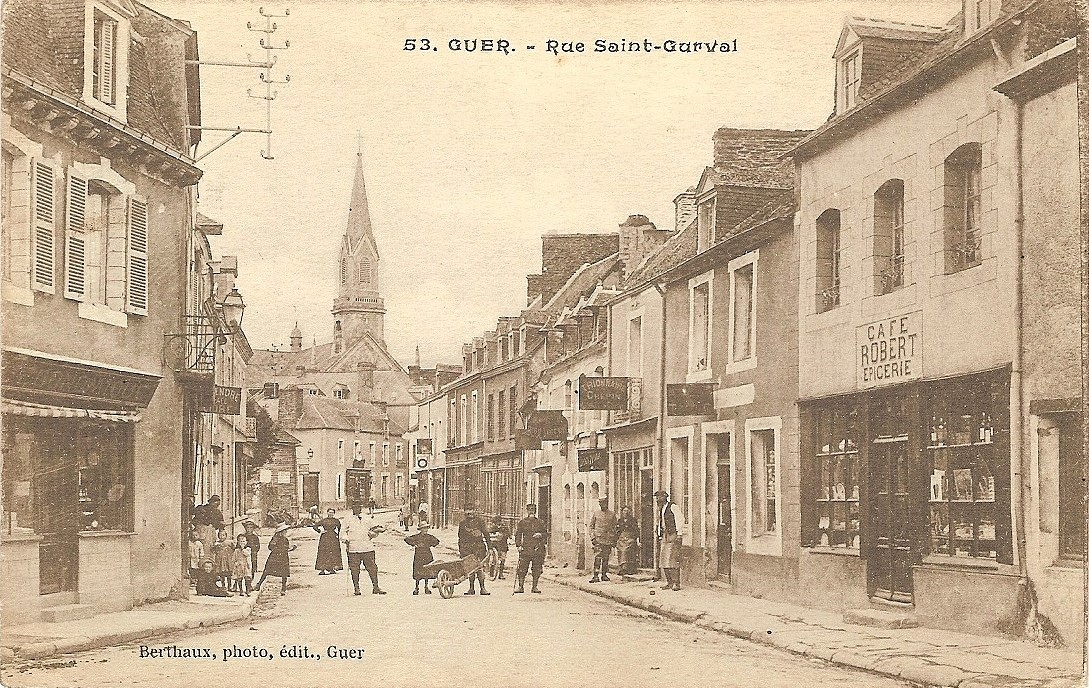
La rue Saint-Gurval au début du XXe siècle (carte postale).
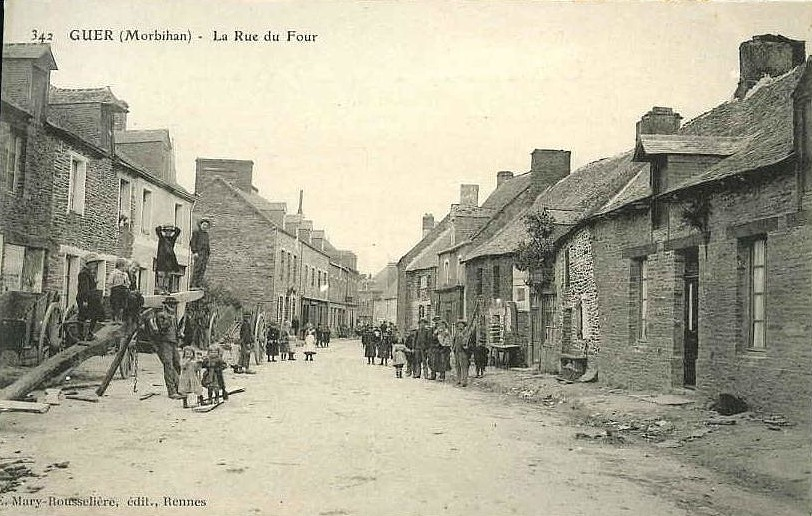
La rue du Four au début du XXe siècle (carte postale).
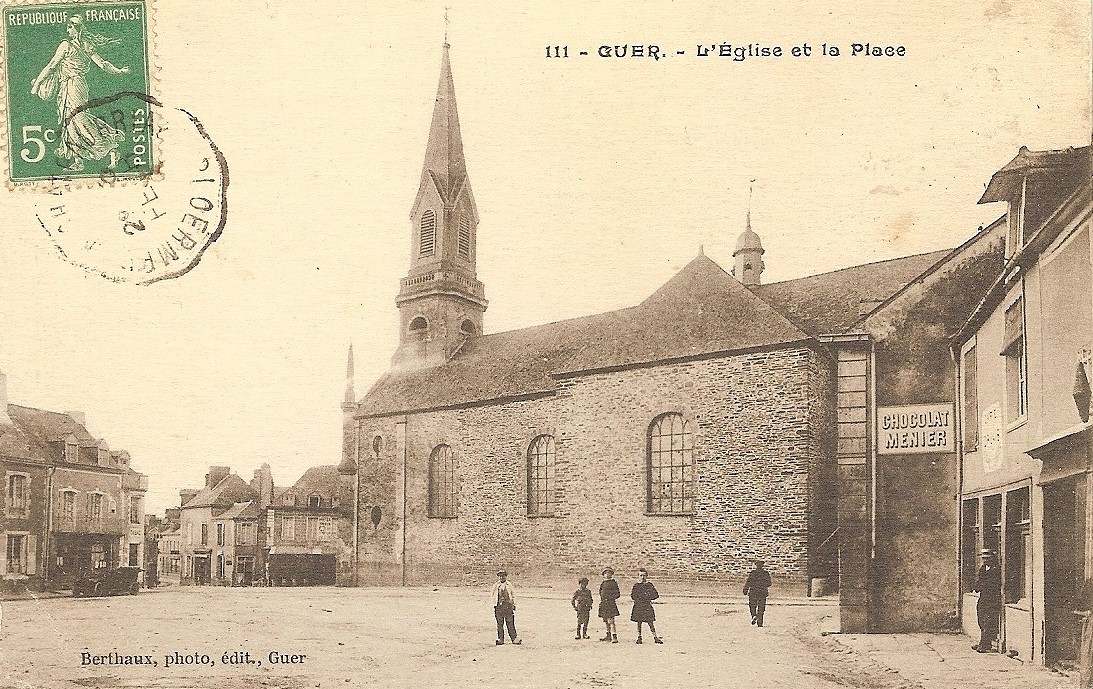
L'église paroissiale au début du XXe siècle, vue extérieure (carte postale).
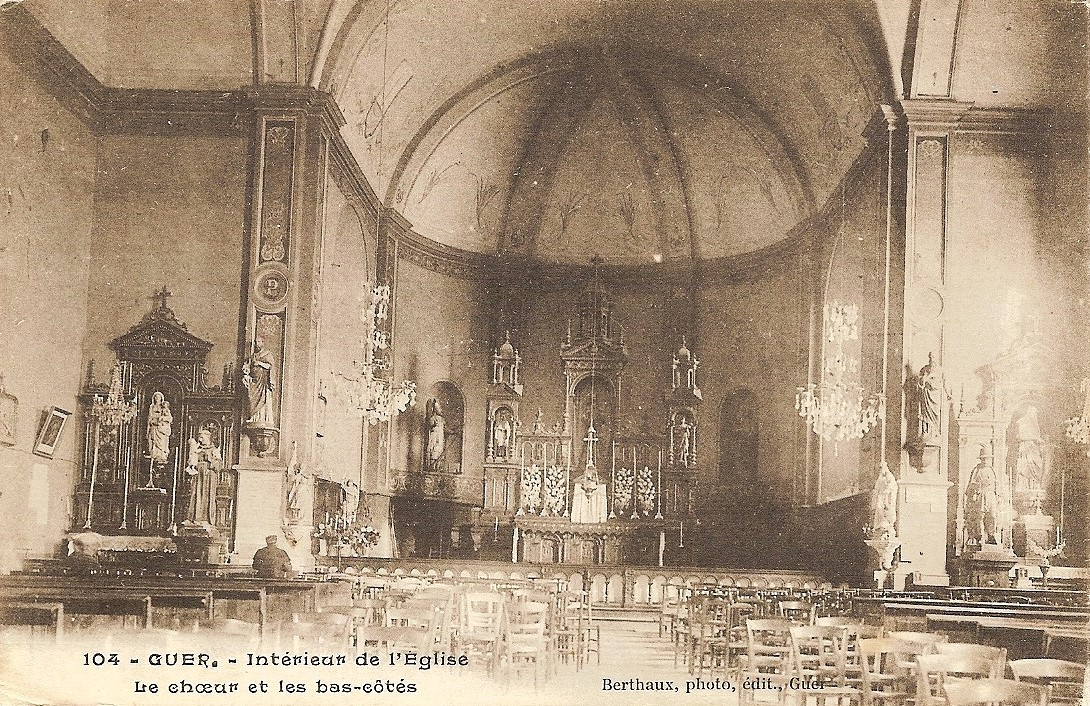
L'église paroissiale au début du XXe siècle, vue intérieure (carte postale).

En 1912 « les cultivateurs de Porcaro, Augan, Campénéac, Guer, Saint-Malo-de-Beignon demandèrent l'autorisation de faire paître leurs bestiaux sur les landes expropriées pour l'extension du camp de Coëtquidan, et de continuer à faire usage des mares, pièces d'eau et sources situées sur les terrains militaires récemment acquis pour y abreuver leurs bestiaux et pour leurs besoins domestiques » ; le ministre de la guerre fit répondre qu'« il y aurait de graves inconvénients à rapporter ces interdictions (..) sauf à titre exceptionnel ».
La ligne de tramway à voie métrique et voie unique de la Compagnie des tramways à vapeur d'Ille-et-Vilaine allant de Rennes à Plélan (inaugurée en 1898) et surnommée « le Tacot », est prolongée jusqu'à Guer via Paimpont-les-Forges, Beignon, Saint-Malo-de-Beignon et le camp de Coëtquidan (mise en service le 6 juin 1913), puis jusqu'à Redon via Carentoir et La Gacilly, elle ferma le 31 août 1948).

#### Première Guerre mondiale
Durant la Première Guerre mondiale, le camp de Coëtquidan a servi de camp d'entraînement et de camp de prisonniers : selon le journal Le Miroir ce fut même le plus important camp de prisonniers de France avec environ 15 000 prisonniers allemands.

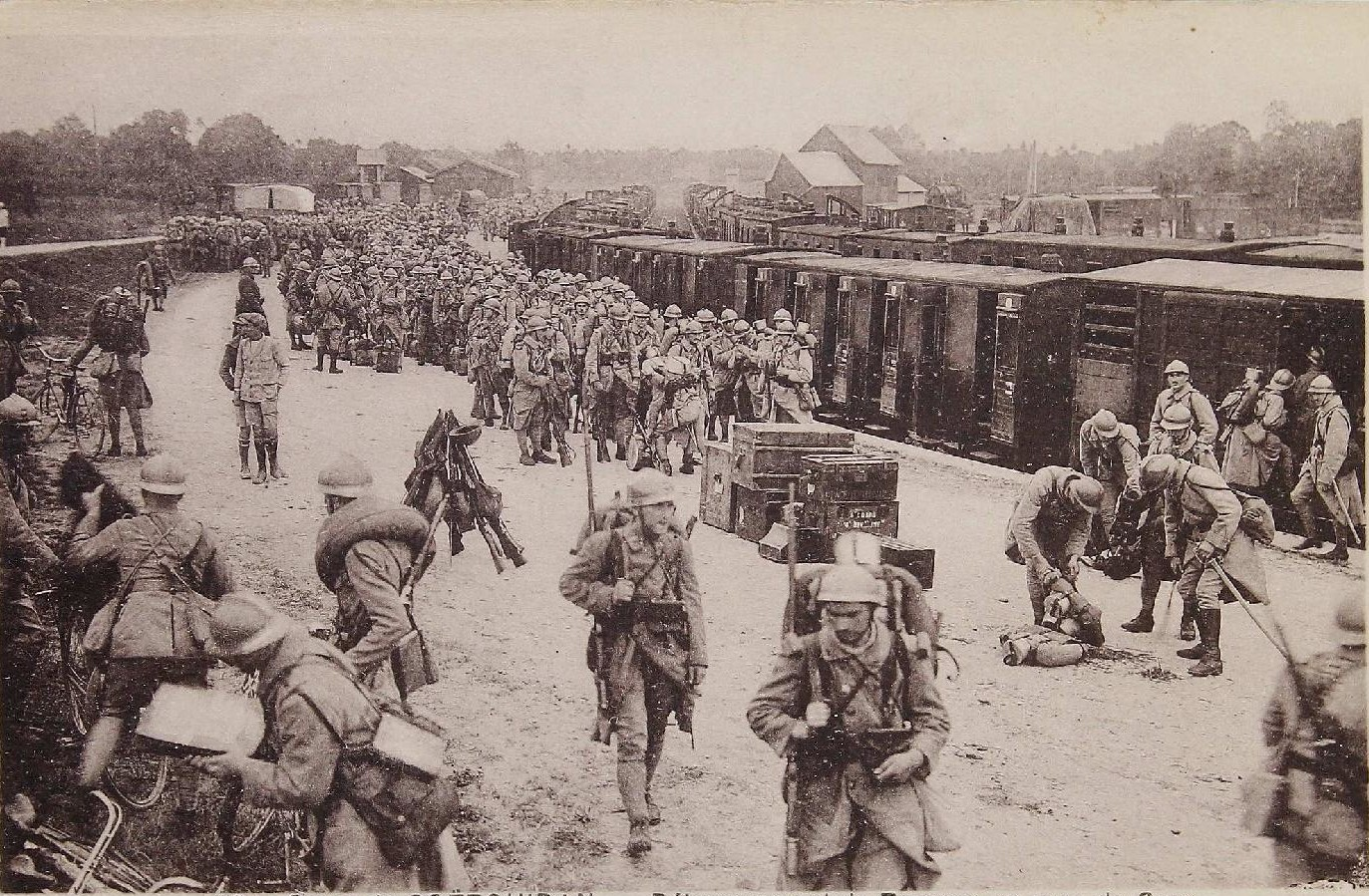
Débarquement de troupes se rendant au camp de Coëquidan en gare de Guer (carte postale, 1914).
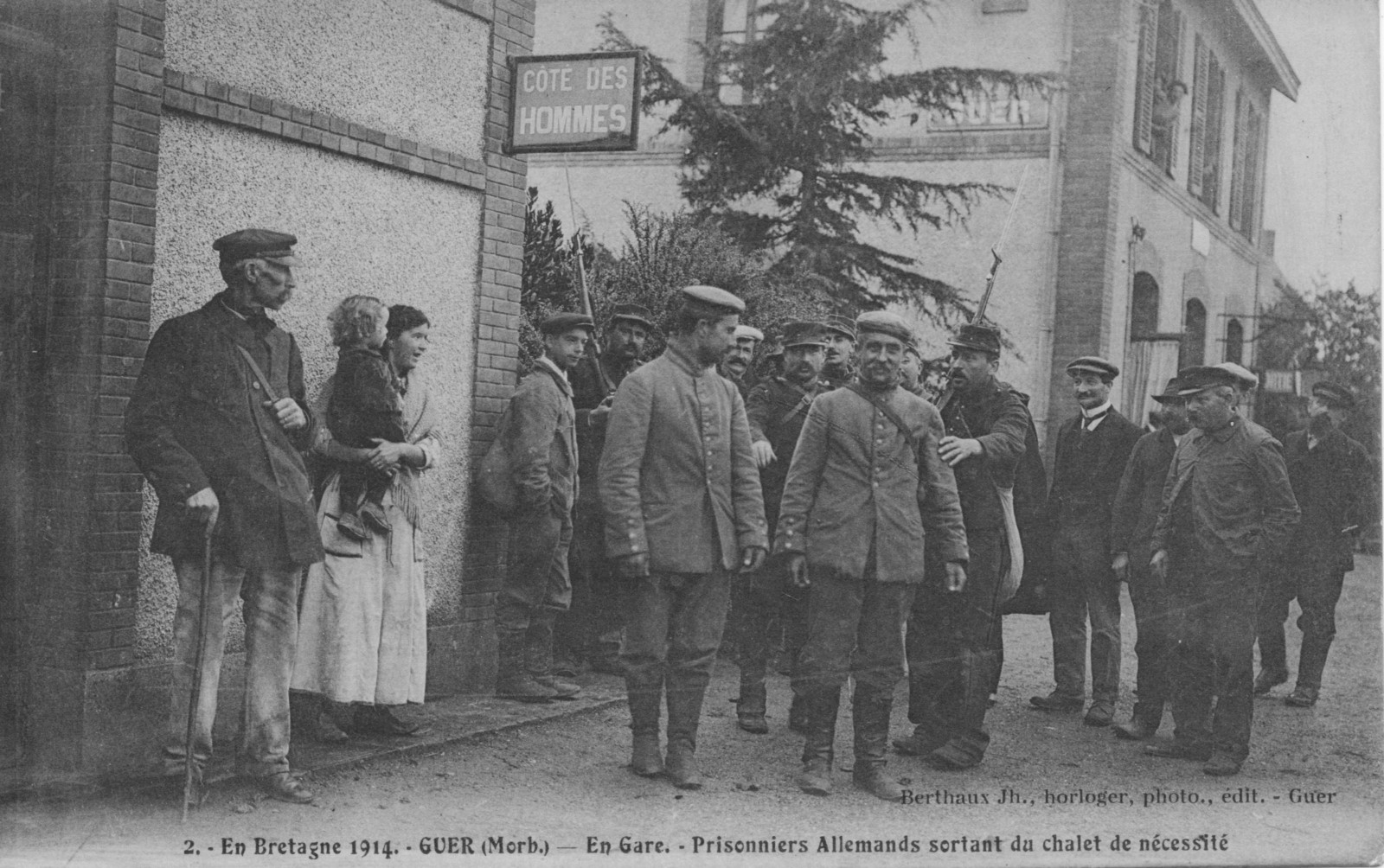
Prisonniers allemands en gare de Guer (1914, carte postale).
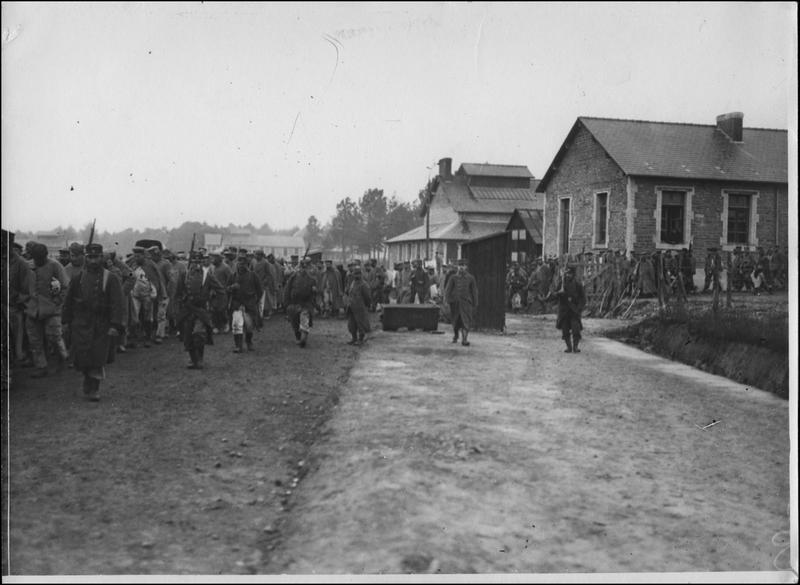
Camp de prisonniers à Coëtquidan en 1915.
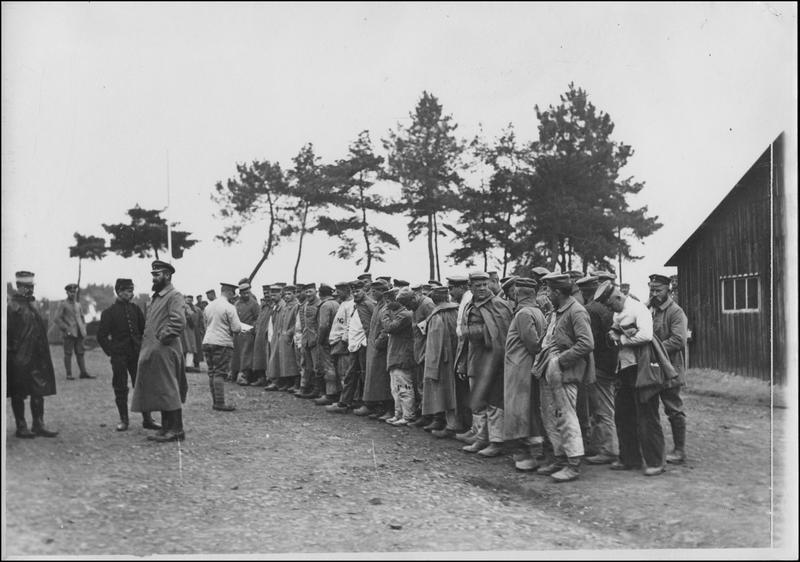
Camp de prisonniers à Coëtquidan en 1915.
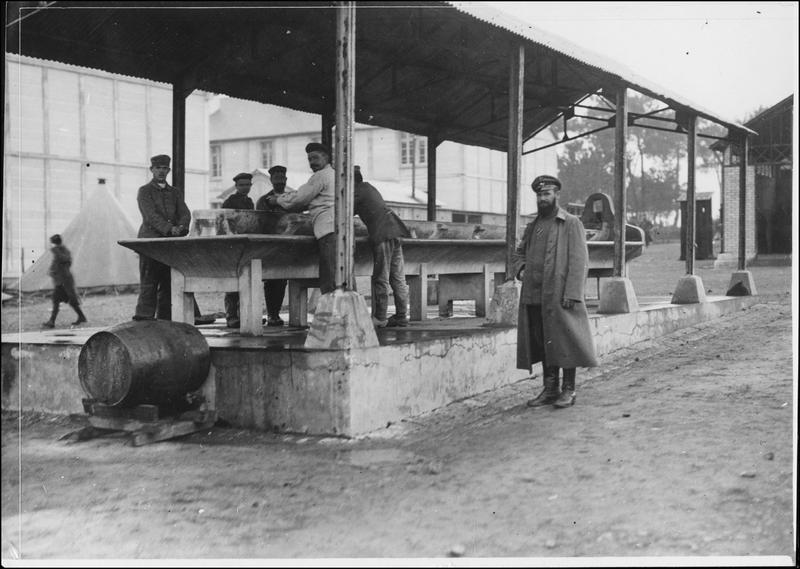
Camp de prisonniers à Coëtquidan en 1915.
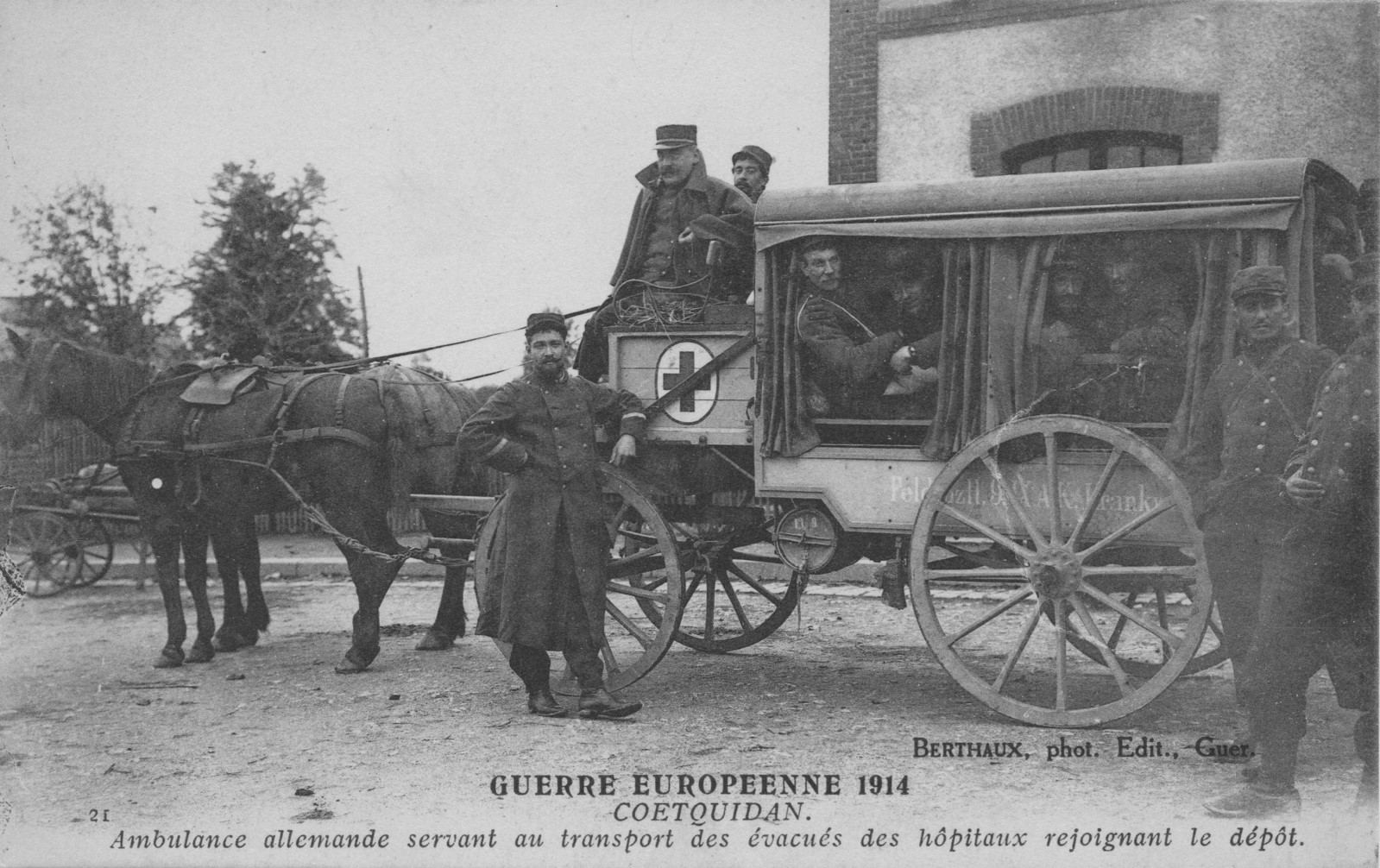
Guer ː ambulance allemande transportant des blessés de guerre évacués des hôpitaux vers le camp de prisonniers de Coëtquidan (carte postale, vers 1916).
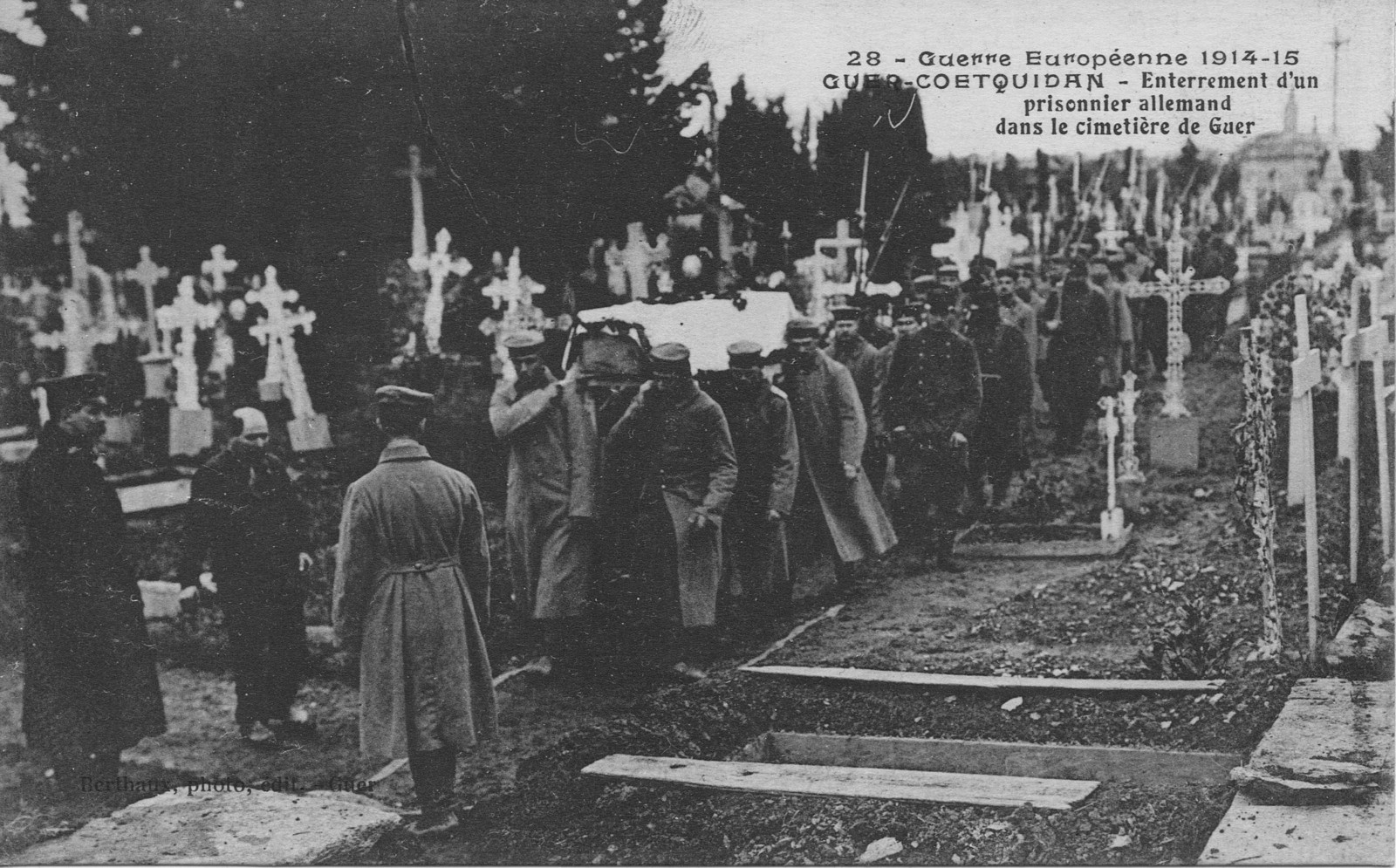
Inhumation d'un soldat allemand prisonnier de guerre dans le cimetière de Guer (carte postale, 1915).
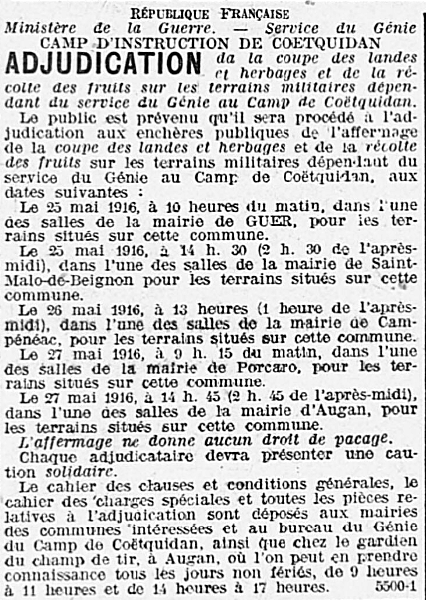
Camp de Coëtquidan ː adjudication annuelle de la coupe des landes et herbages (1916).
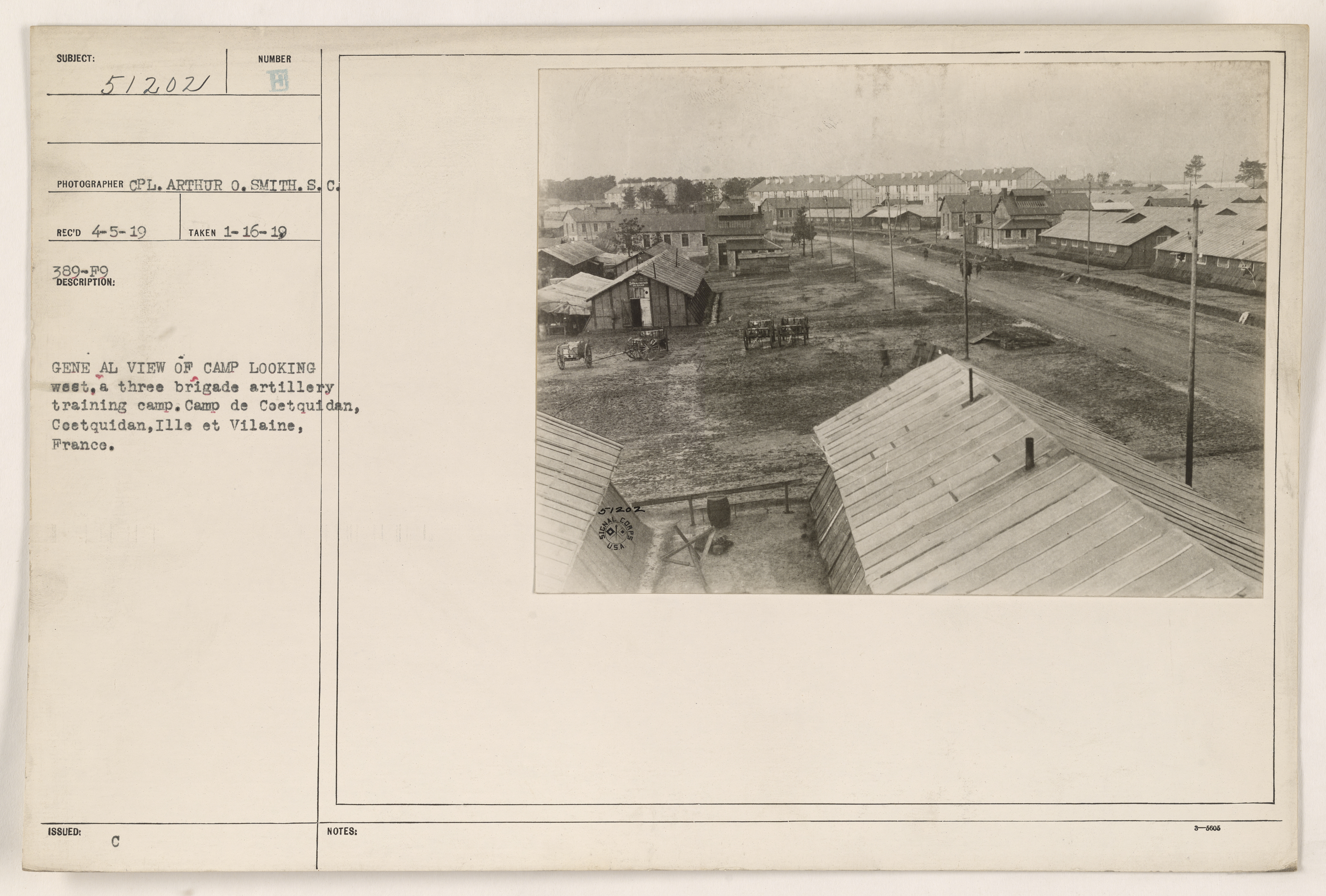
Vue générale du camp de Coëtquidan en 1919.

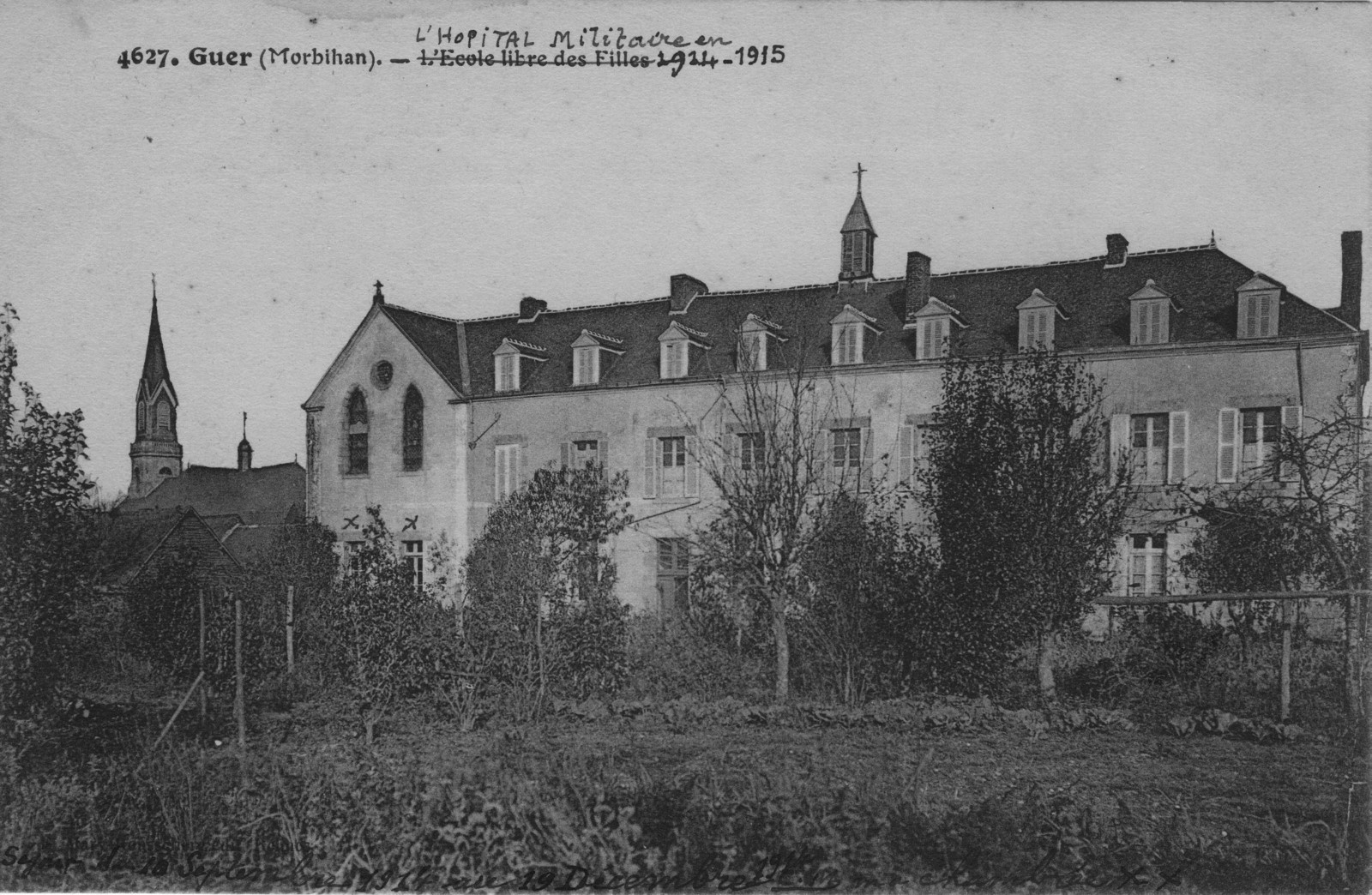
Guer ː l'école libre des filles transformée en hôpital militaire pendant la Première Guerre mondiale (carte postale).

Le monument aux morts de Guer porte les noms de 193 soldats morts pour la France pendant la Première Guerre mondiale ; parmi eux 8 au moins sont morts en Belgique (dont Joseph Colléaux à Fosse dès le 21 août 1914, et le lendemain Joseph Brégère à Rossignol, Théophile Crusson et Arsène Mazarguil à Maissin), mais d'autres vers la fin de la guerre (Eugène Méhaud le 25 octobre 1918 des suites de ses blessures à Machelen et René Barre tué à l'ennemi le 31 octobre 1918 à Nazareth); Félix Fontaine est mort des suites de ses blessures le 29 novembre 1914 alors qu'il était prisonnier en Allemagne ; Albert Dessin, matelot, est mort lors du naufrage du croiseur cuirassé Amiral-Charner le 8 février 1916 ; trois sont morts dans les Balkans (Joseph Costard mort de maladie à Salonique (Grèce) le 19 juin 1916, Gabriel Delannée, lui aussi de maladie, le 18 octobre 1918 dans l'actuelle Macédoine du Nord et Jean Bréchat, marsouin, le 27 novembre 1918 en Bulgarie (donc après l'armistice) ; la plupart des autres sont morts sur le sol français (parmi eux le capitaine Henri de la Foye, mort des suites de ses blessures dans l'ambulance, le 16 avril 1917 à Vendresse-et-Troyon ((Aisne), chevalier de la Légion d'honneur et Croix de guerre ; Félix Hamon, tué à l'ennemi le 25 septembre 1915 à Agny (Pas-de-Calais), lui aussi chevalier de la Légion d'honneur et Croix de guerre ; Joseph Colléaux, Alexis Houssais, Jean Jouan, Julien Macé, Félix Rousseau, tous les cinq décorés à la fois de la Médaille militaire et de la Croix de guerre ; Albert Jolive décoré de la Médaille militaire, etc.

#### L'Entre-deux-guerres

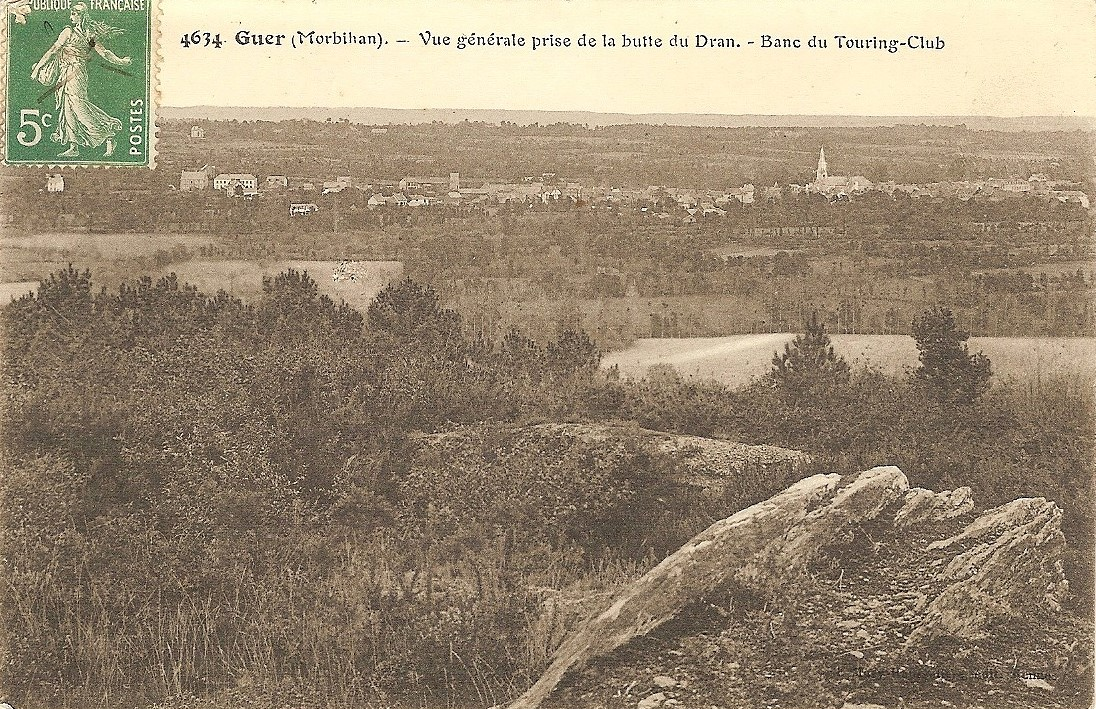
Guer ː vue générale du bourg depuis la butte du Dran (carte postale).
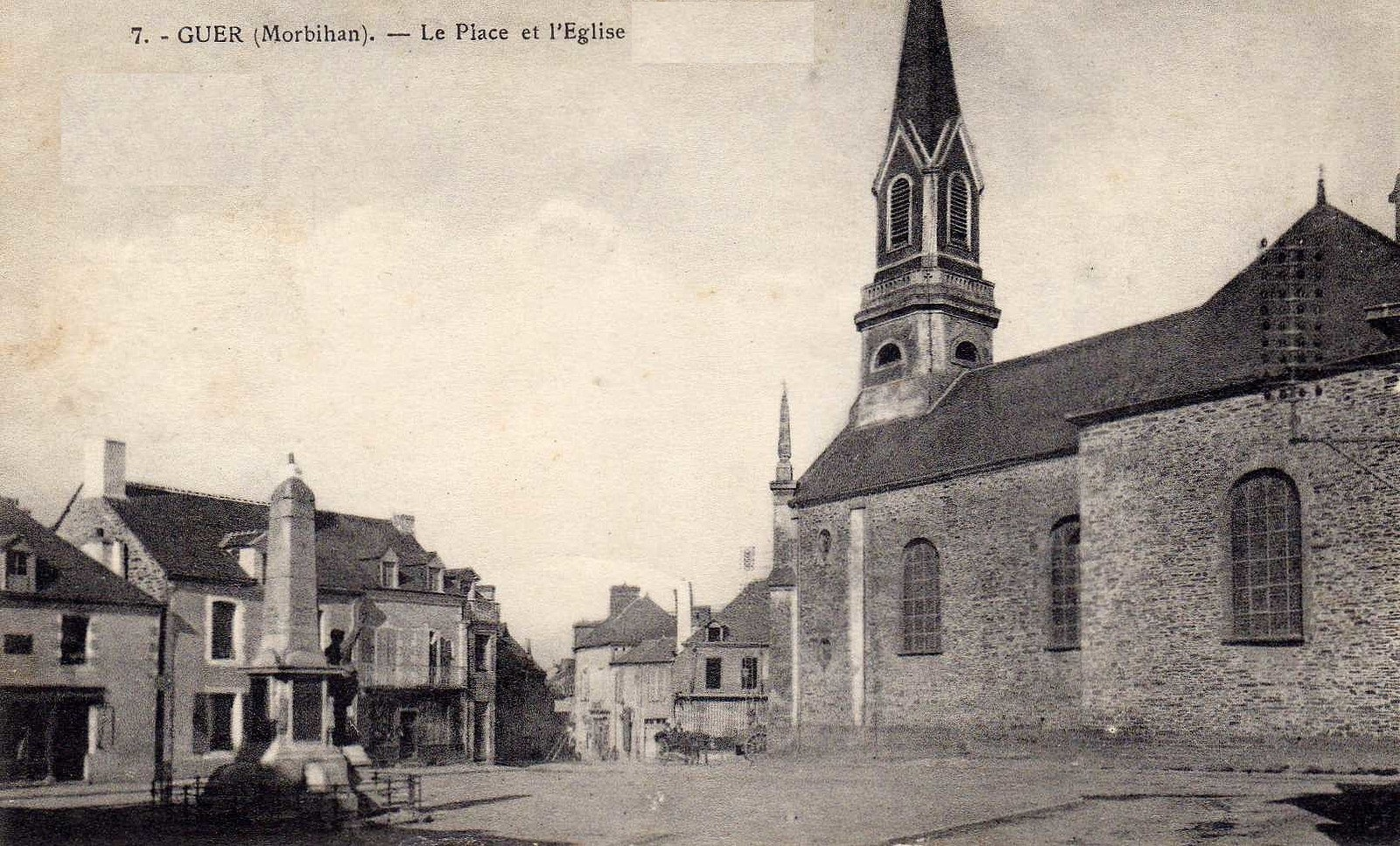
L'église et le monument aux morts vers 1925 (carte postale).
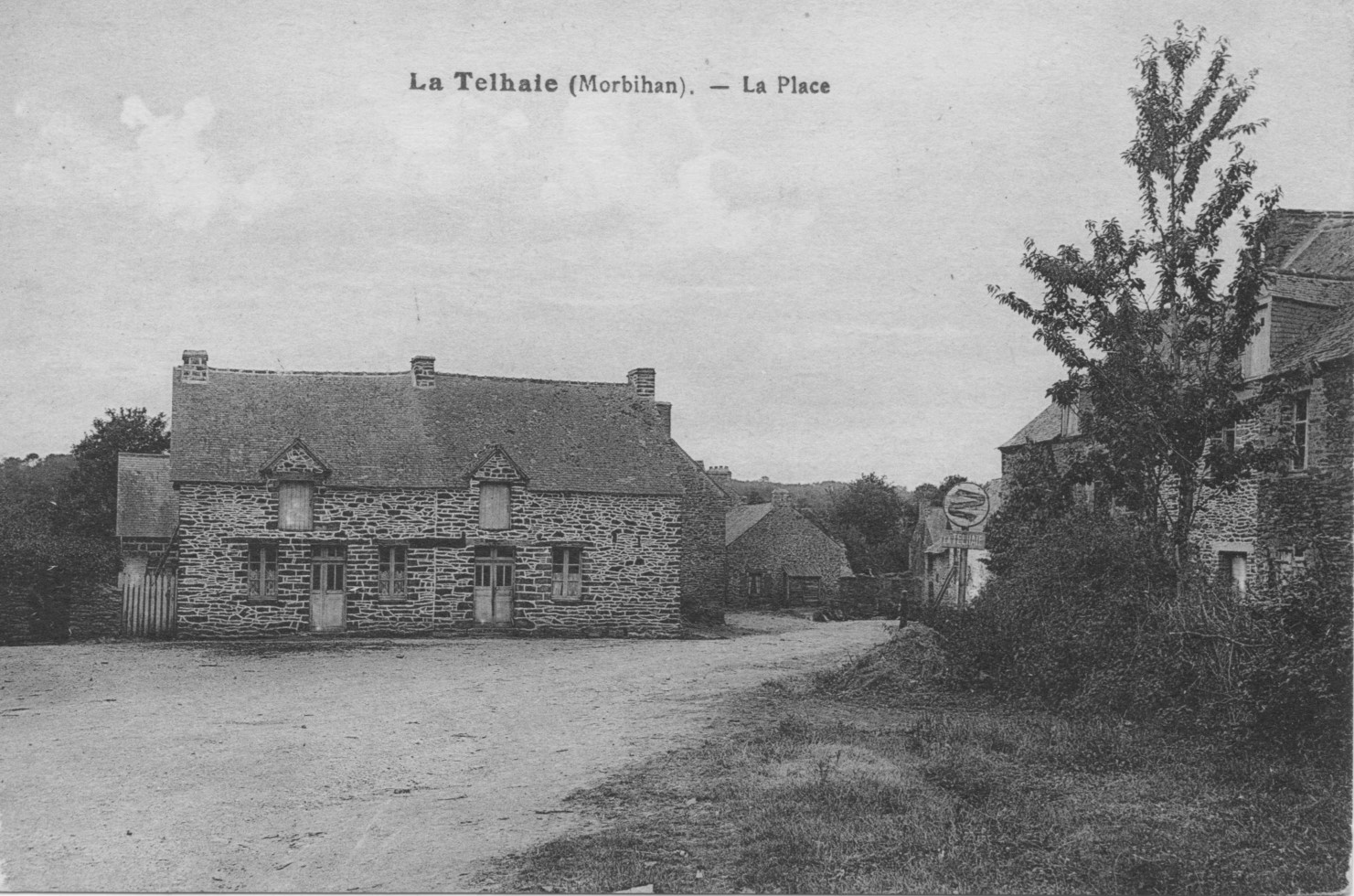
La place du village de la Telhaie vers 1925 (carte postale).
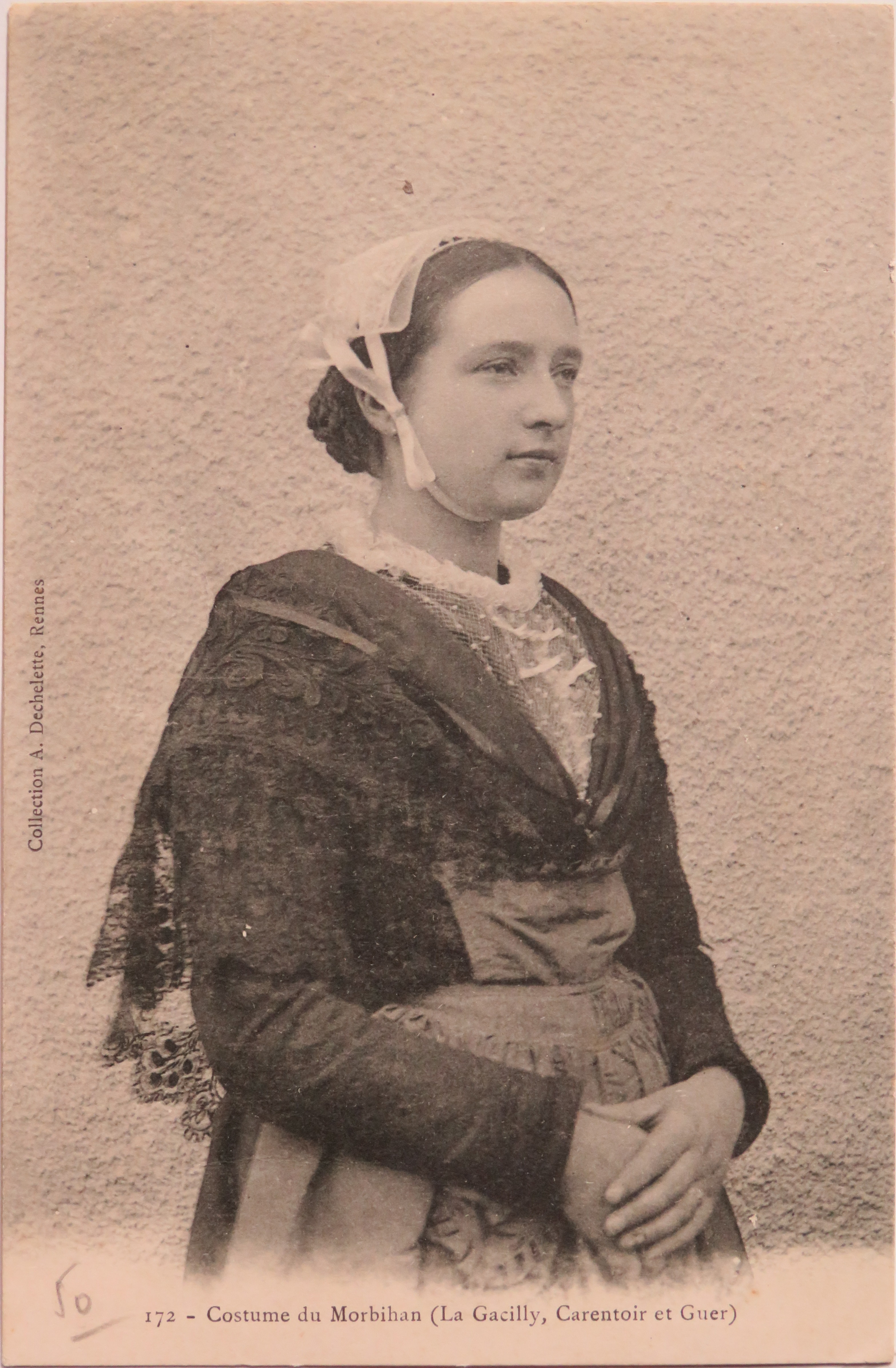
Femme en costume traditionnel de la région de Guer.
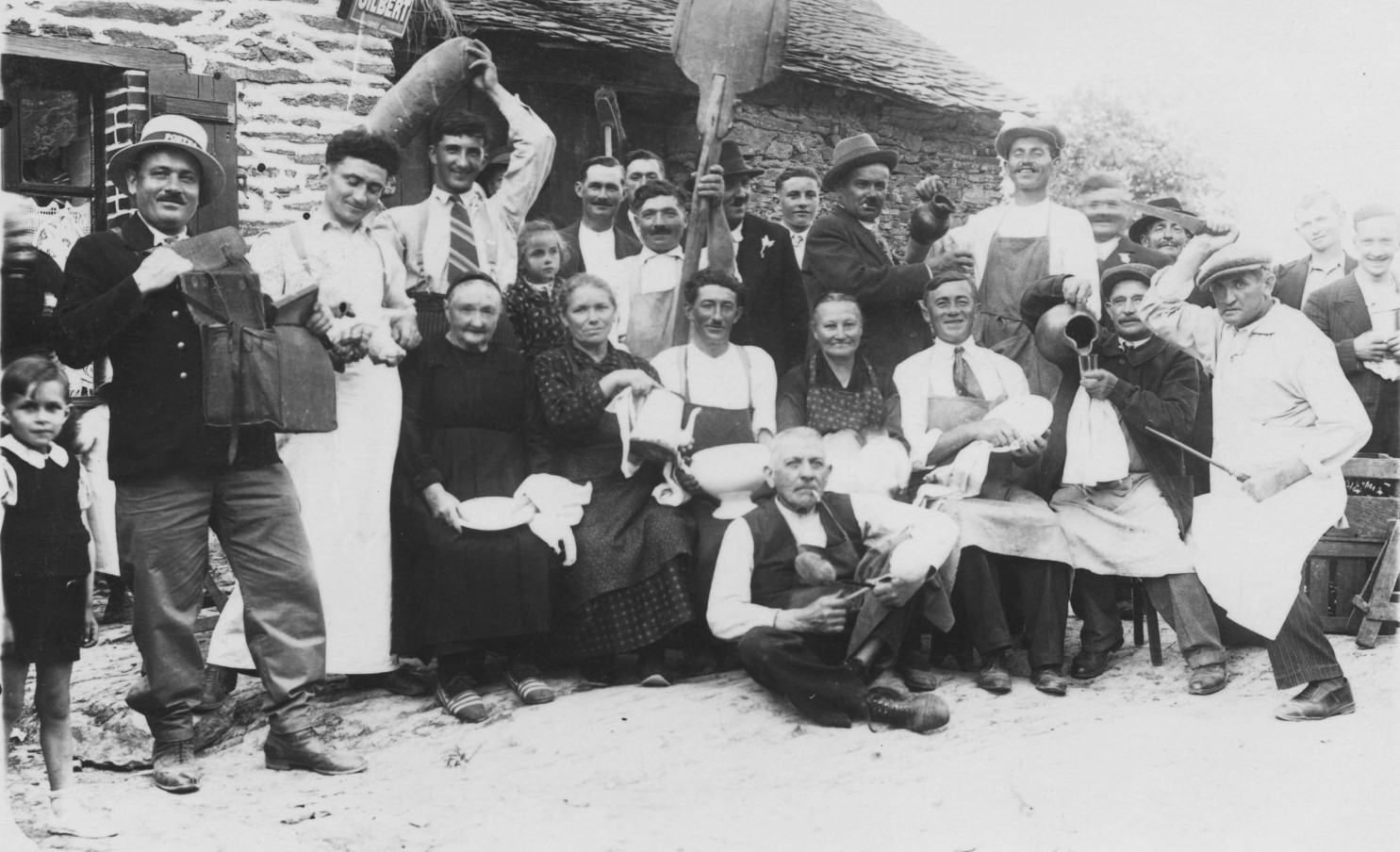
Fête du village de Saint-Marc dans la décennie 1930.

Une réunion organisée le 15 juin 1921, réunissant des autorités militaires, l'ingénieur des Ponts et Chaussées de Pontivy et les maires de  Beignon, Saint-Malo-de-Beignon, Campénéac, Augan et Guer précisa les modalités d'interruption du trafic routier lors des séances de tir dans le camp de Coëtquidan, concernant notamment la route nationale 24 (dont le tracé d'alors passait par Campénéac et Plélan-le-Grand via Beignon et Trécesson) et les routes d'intérêt local « de viabilité médiocre [où] la circulation rurale est beaucoup plus importante que la circulation automobile » comme les axes Augan-Beignon et Porcaro-Beignon. En 1929 les élus locaux demandent une restriction des interdictions.

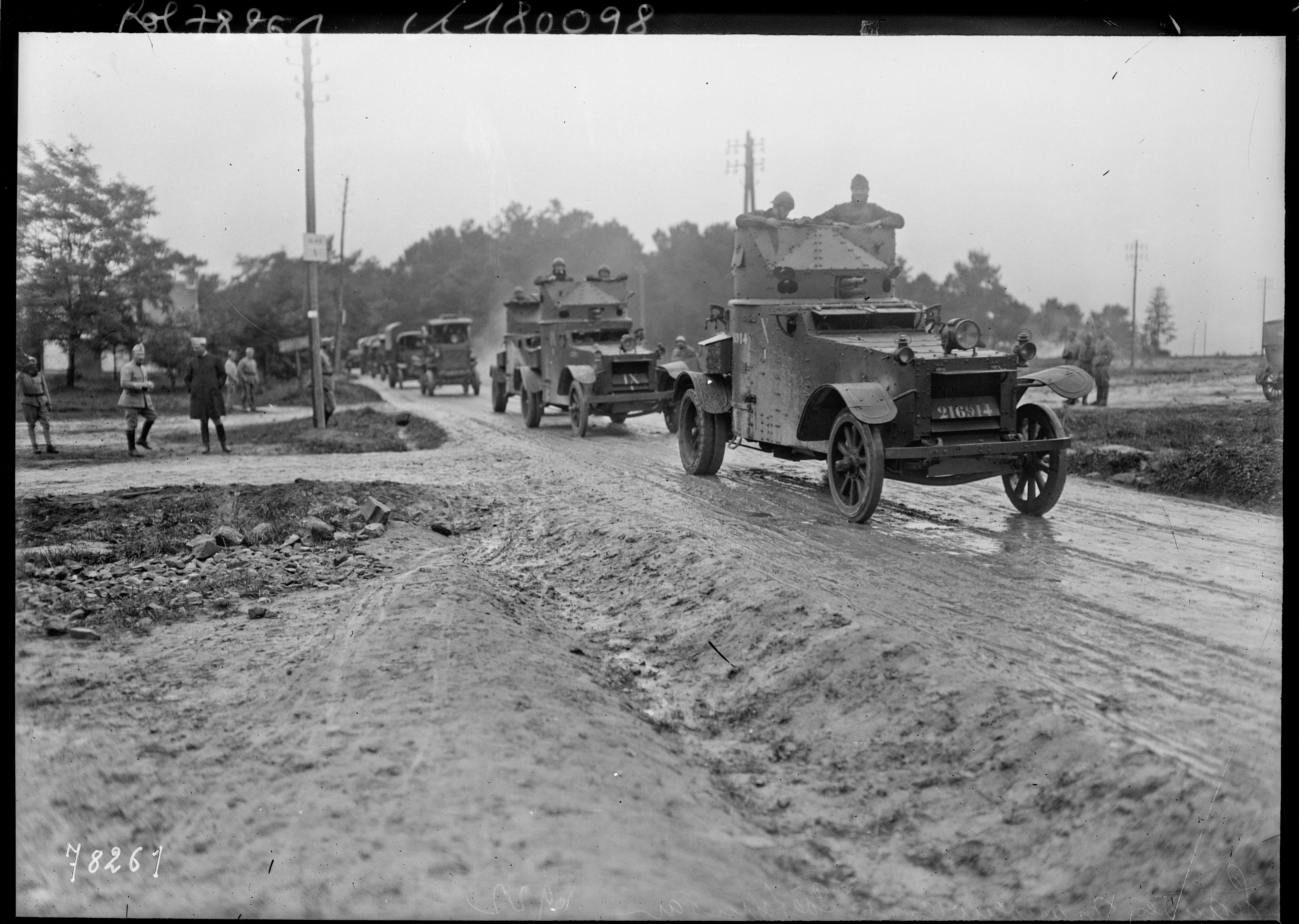
Grandes manœuvres de Coëtquidan, passage de véhicules blindés [White TBC], septembre 1922.
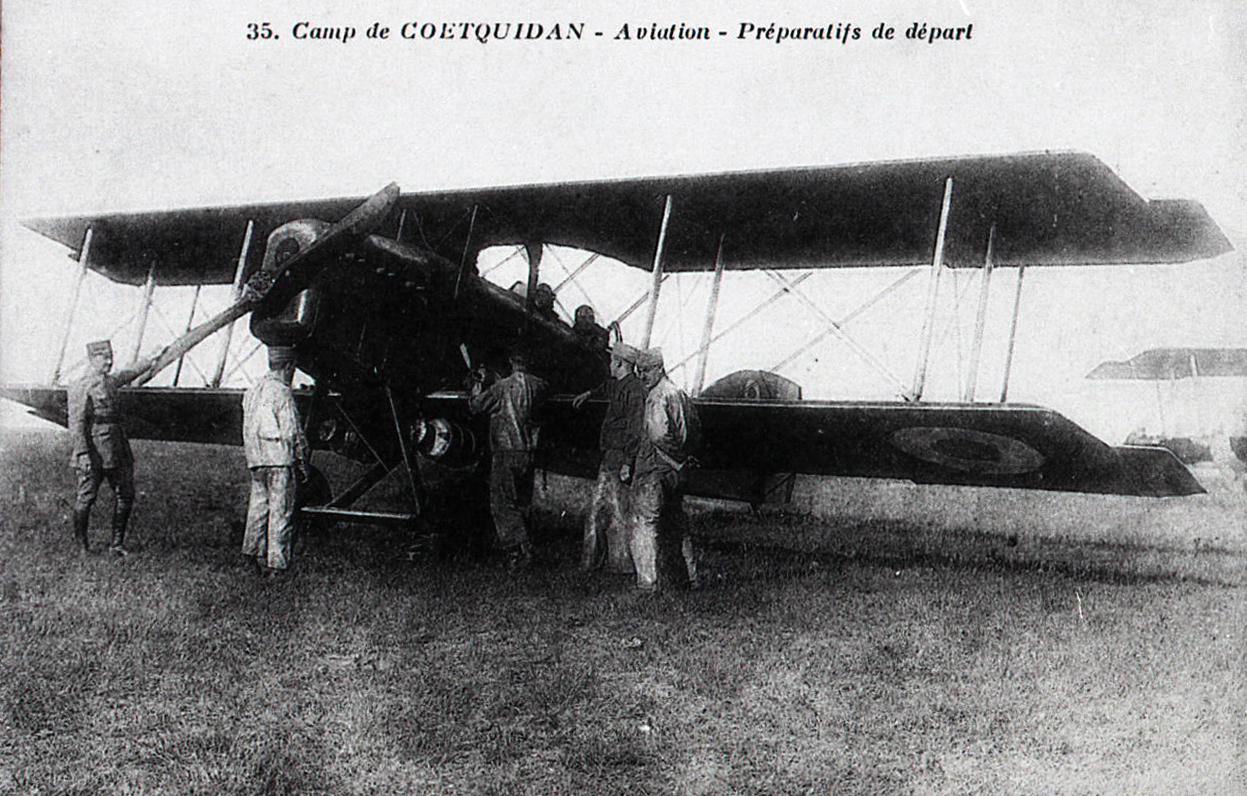
Camp de Coëtquidan en 1929 : avion militaire Potez XV.
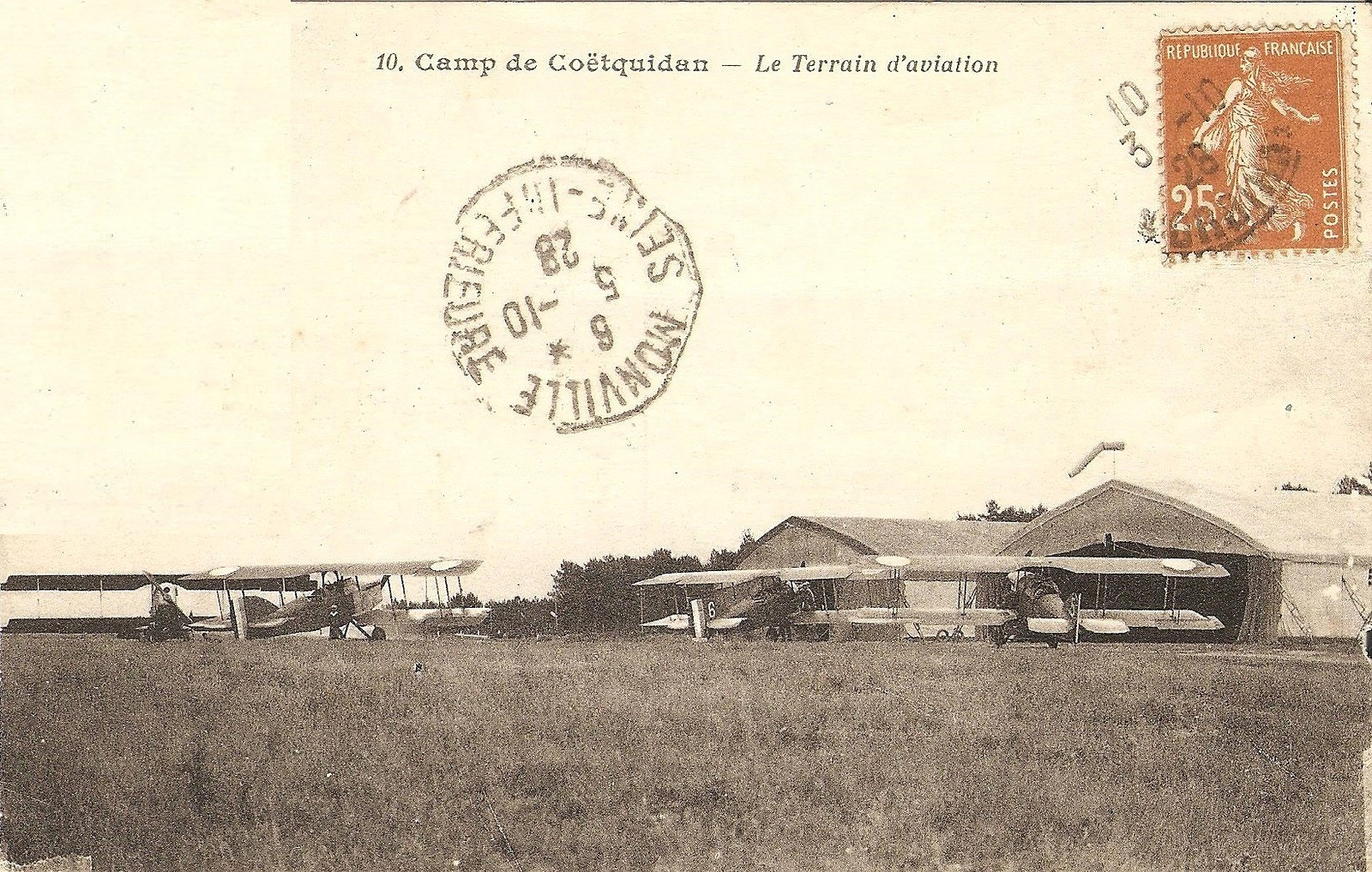
Le camp de Coëtquidan en 1928, terrain d'aviation (carte postale).
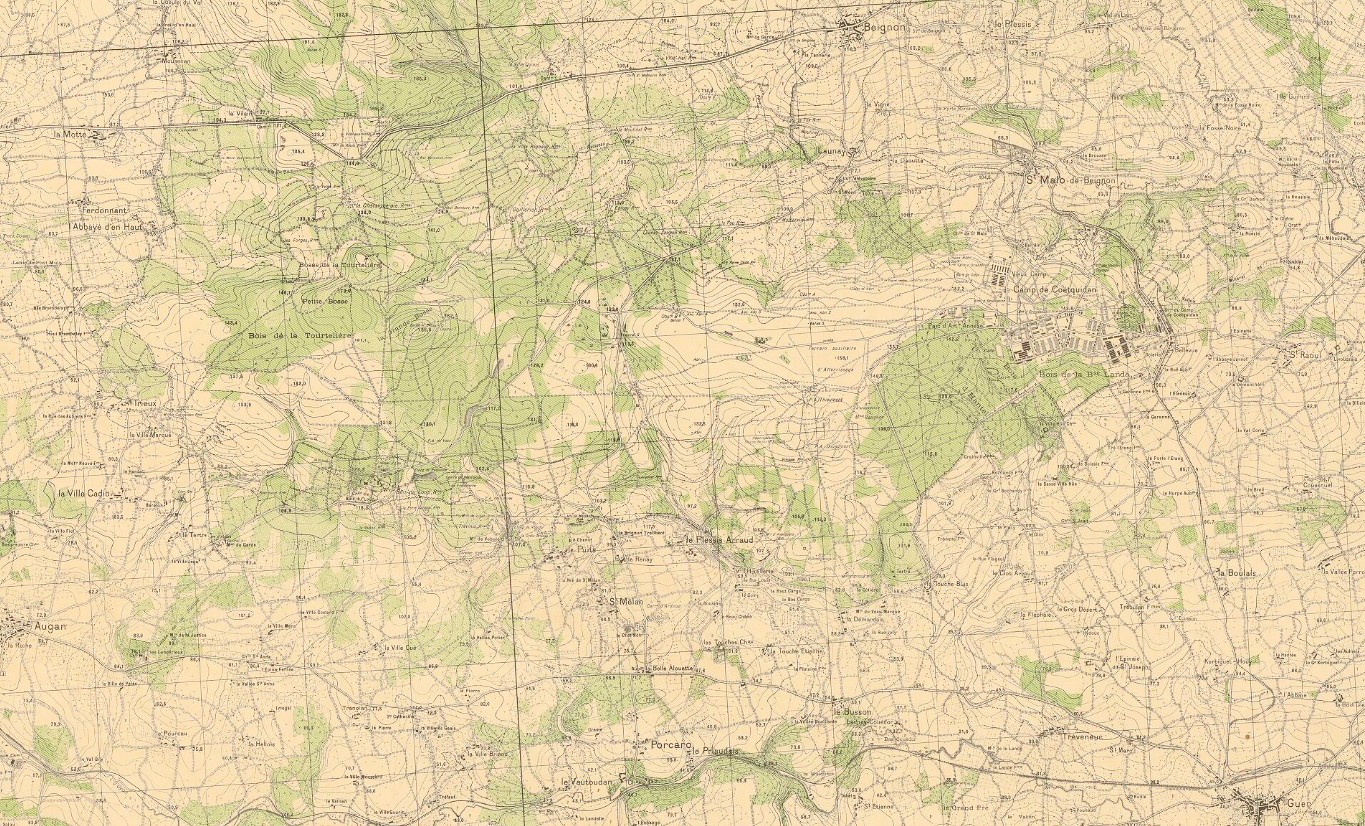
Carte du camp de Coëtquidan en 1926 (Service géographique de l'armée).
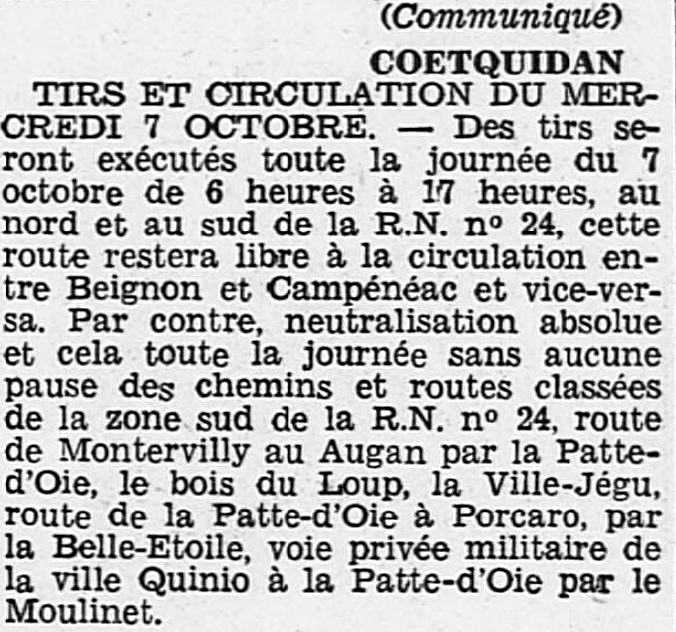
Communiqué annonçant la fermeture de routes lors d'une séance de tirs dans le camp de Coëtquidan (journal L'Ouest-Éclair du 7 octobre 1936).

#### Seconde Guerre mondiale
Pendant la Seconde Guerre mondiale, une division polonaise en formation a séjourné au camp d'octobre 1939 à mai 1940.
Un braconnier tua le 31 octobre 1941 un capitaine allemand parti à la chasse au sanglier dans le camp de Coëtquidan ; en représailles 85 habitants des villages avoisinants furent pris en otage dont 18 de Beignon ; parmi eux le maire de Beignon, Louis Déron, et André Meunier, de Guer : ce dernier fut fusillé le 14 mars 1942 alors qu'il était innocent.
Le monument aux morts de Guer porte les noms de 33 personnes mortes pour la France pendant la Seconde Guerre mondiale ; parmi eux Alphonse Houguet, Rogatien Cornet, Ernest Praud, Alphonse Reminiac, Félix Rousseau et Jean Resnais (ce dernier tué en Belgique) sont des soldats morts au printemps 1940 lors de la Bataille de France ; plusieurs résistants, la plupart membres du groupe Buckmaster, réseau Oscar Parson (Charles Barre, mort le 15 janvier 1944 dans l'actuelle Pologne après avoir été déporté au camp de concentration de Buchenwald ;  Félix Landais, mort au camp de concentration de Dora le 23 mars 1944 ; Roger Chotard, mort le 16 juillet 1944 au camp de concentration de Mauthausen ; Maurice Le Fouille, mort au camp de concentration de Dora en avril 1945 ; Henri Paistel, déporté à Buchenwald, puis à Dora, mort en déportation le 13 avril 1945 ; Joseph Commandoux, mort le 15 avril 1945 au camp de concentration de Neuengamme ; Henri Nogret, déporté au camp de concentration de Neuengamme, puis à Sandbostel, mort le 4 mai 1945 alors qu'il était en instance de rapatriement ) ; Marcel Guillotel, soldat au 218e régiment d'artillerie lourde, est mort des suites de ses blessures le 7 mars 1945 à Miavra (Pologne) ; Joseph Laroche et Jean Courtin, mort alors qu'ils étaient prisonniers de guerre en Allemagne ; Eugène Corbel est une victime civile, tuée par les Allemands le 4 mars 1944 à Ploërmel.
Georges Audigé (nommé aussi par anagramme Georges Guédia), originaire de Corrèze, fut chargé par des chefs du francisme d'infiltrer un groupe de résistants de la région de Guer-Comblessac (le groupe Buckmaster, réseau Oscar Parson) en se faisant passer pour un réfractaire  évadé d'Allemagne. Il parvint à gagner la confiance d'Alain de Bouëxic, connu pour ses activités dans la résistance et fut reçu au château. En octobre 1943 il livra aux Allemands les noms de nombreux résistants dont Charles Touzet, cheminot retraité, chef du groupe ; le château de Saint-Gurval fut cerné et de nombreux résistants arrêtés, dont Mme du Bouëxic et des membres de sa famille (Alain du Bouēxic, alors absent du château, y échappa), et torturés, avant d'être déportés (26 en tout, dont 11 moururent en déportation). Georges Audigé (Guédia) fut condamné aux travaux forcés à perpétuité et à la dégradation nationale.
Après le débarquement de juin 1944, les résistants cachés dans le manoir de Saint-Gurval, se sont affrontés aux supplétifs de la Gestapo du Bezen Perrot.
Des prisonniers de guerre allemands ont été internés dans le camp de Coëtquidan en 1946 et 1947.

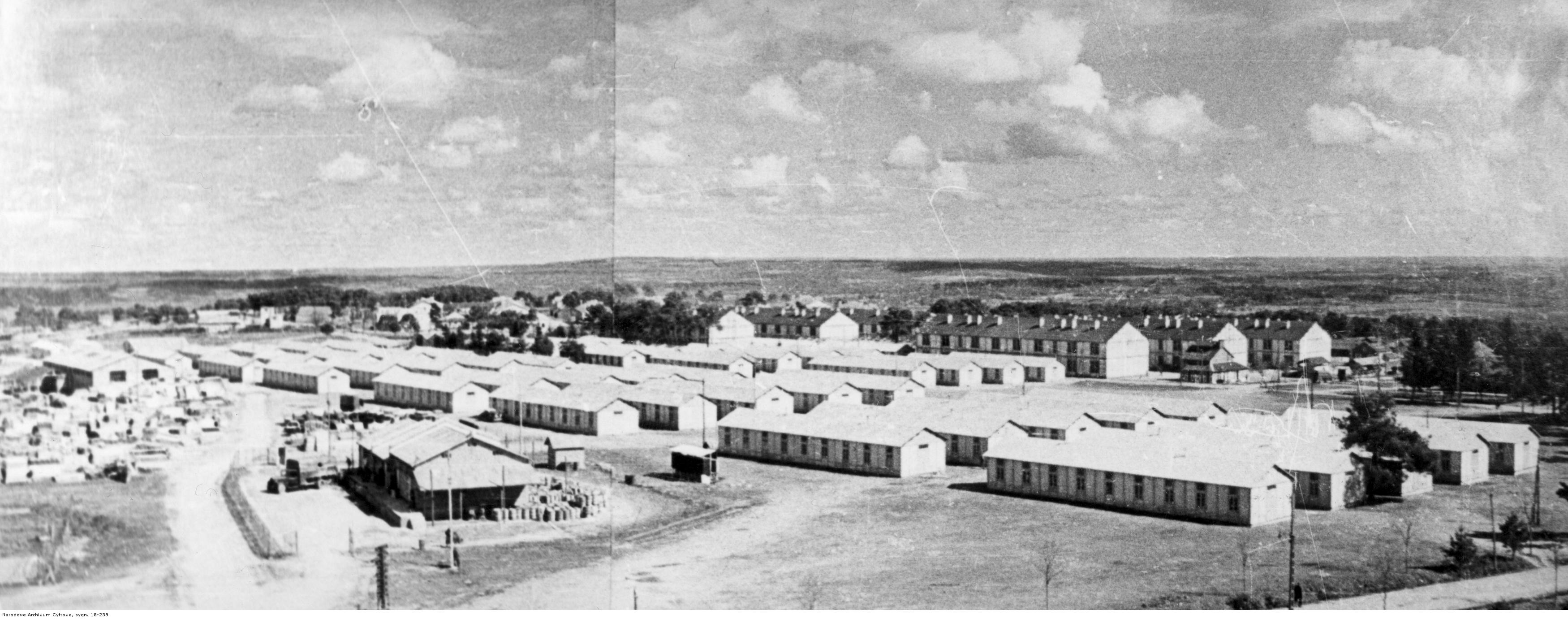
Le camp de la formation de l'armée polonaise à Coetquidan en France en 1939-1940, vue générale.

#### L'après Seconde Guerre mondiale
À partir de juillet 1945 les Écoles Militaires de formation des Officiers de l’Armée de Terre s'implantent à Coëtquidan. C’est une communauté d’environ 5 000 personnes (militaires, employés civils et leurs familles), qui viennent y vivre en permanence, principalement au village de Bellevue.
Trois soldats originaires de Guer (Rémy Baguelin, André Felin et Émile Gauchard) sont morts pour la France lors de la Guerre d'Indochine.
Le tronçon de Guer à Ploërmel de la ligne ferroviaire de Châteaubriant à Ploërmel (PK 426,500 à 448,900) ferme le 19 octobre 1967 et celui de Messac à Guer (PK 398,730 à 426,500) ferme le 9 décembre 1992.

### LeXXIesiècle
Le canton de Guer est agrandi lors de la Réforme administrative de 2014, passant de 7 à 26 communes.

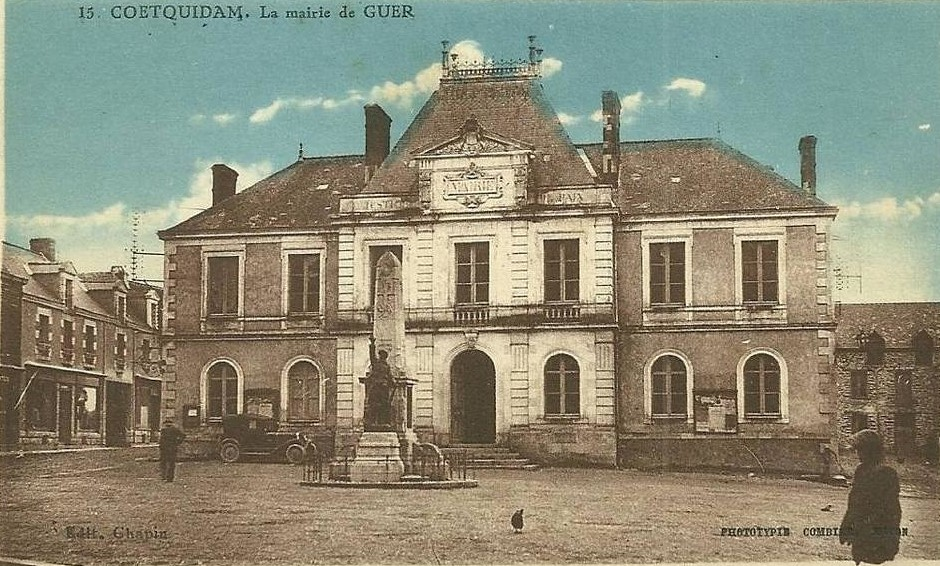
La mairie de Guer vers 1925 (carte postale).

## Démographie
L'évolution du nombre d'habitants est connue à travers les recensements de la population effectués dans la commune depuis 1793. Pour les communes de moins de 10 000 habitants, une enquête de recensement portant sur toute la population est réalisée tous les cinq ans, les populations de référence des années intermédiaires étant quant à elles estimées par interpolation ou extrapolation. Pour la commune, le premier recensement exhaustif entrant dans le cadre du nouveau dispositif a été réalisé en 2004.

En 2022, la commune comptait 6 056 habitants, en évolution de −3,24 % par rapport à 2016 (Morbihan : +3,82 %, France hors Mayotte : +2,11 %).
| 1793  | 1800  | 1806  | 1821  | 1831  | 1836  | 1841  | 1846  | 1851  |
| ----- | ----- | ----- | ----- | ----- | ----- | ----- | ----- | ----- |
| 4 850 | 4 896 | 3 465 | 3 973 | 3 488 | 3 860 | 3 773 | 3 960 | 3 956 |

| 1856  | 1861  | 1866  | 1872  | 1876  | 1881  | 1886  | 1891  | 1896  |
| ----- | ----- | ----- | ----- | ----- | ----- | ----- | ----- | ----- |
| 3 974 | 3 343 | 3 327 | 3 381 | 3 371 | 3 476 | 3 544 | 3 563 | 3 547 |

| 1901  | 1906  | 1911  | 1921  | 1926  | 1931  | 1936  | 1946  | 1954  |
| ----- | ----- | ----- | ----- | ----- | ----- | ----- | ----- | ----- |
| 3 802 | 3 473 | 3 543 | 3 389 | 3 656 | 3 631 | 6 989 | 6 827 | 6 934 |

| 1962  | 1968  | 1975  | 1982  | 1990  | 1999  | 2004  | 2006  | 2009  |
| ----- | ----- | ----- | ----- | ----- | ----- | ----- | ----- | ----- |
| 5 428 | 5 757 | 5 922 | 5 657 | 5 794 | 5 560 | 6 174 | 6 369 | 6 174 |

| 2014  | 2019  | 2022  | - | - | - | - | - | - |
| ----- | ----- | ----- | - | - | - | - | - | - |
| 6 292 | 6 091 | 6 056 | - | - | - | - | - | - |

## Enseignement
La cité scolaire de Brocéliande a ouvert dans la décennie 1970 : elle est constituée d'un collège, d'un lycée d'enseignement général et d'un lycée d'enseignement professionnel ; dans un cadre verdoyant, elle accueille en 2024 prés de 1 400 élèves.
Guer possède aussi un collège privé : le collège Saint-Maurice.

## Économie

### Entreprises et commerces
- Agroalimentaire : Mix Buffet, fabricant de salades composées, plus de 1 000 salariés.
- Transports routiers de voyageurs : Entreprise des Transports Herviaux créée en 1934 par François Herviaux, devenue en 2016 Linevia par fusion de plusieurs sociétés, entre 100 et 250 salariés.
- Photographe : actif en 1974, Yvon Ristori, ancien de l'École nationale de photographie et cinématographie dite de la rue de Vaugirard, Paris (promotion 67-69).

## Culture et patrimoine

### Lieux et monuments

#### Monuments religieux
Guer présente la particularité d'avoir 3 églises car la commune était divisée au XIXe siècle en trois paroisses : Saint-Gurval pour la partie centrale, Saint-Raoul pour la partie nord et la Telhaie pour la partie sud.
- l'église Saint-Gurval ; en forme de croix latine, elle a été reconstruite entre 1807 et 1847 ; son aménagement intérieur actuel date de 1870 ; son dallage en mosaïque est dû aux frères Odorico et date de 1923[84] ; elle abrite notamment une châsse reliquaire de saint Gurval qui date du XVe siècle[85] et un mobilier religieux diversifié.

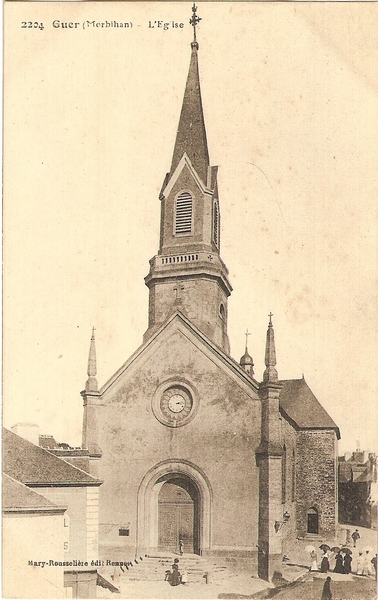
L'église paroissiale Saint-Gurval (carte postale).
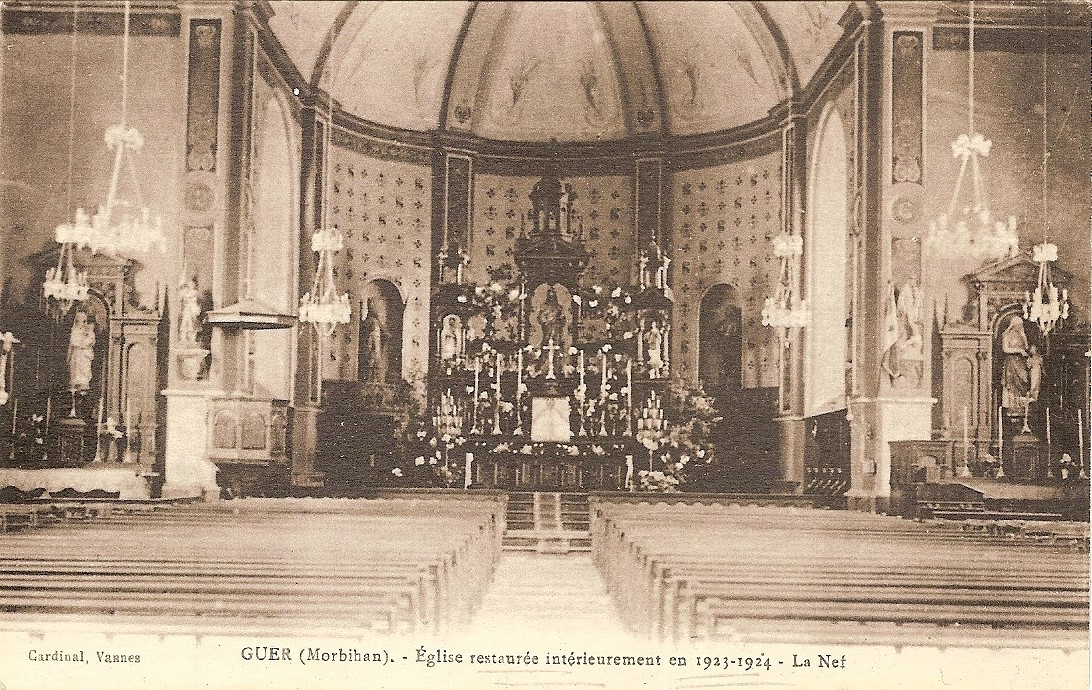
L'église Saint-Gurval, vue intérieure après sa restauration de 1923-1924 (carte postale).

- l'église Saint-Raoul : elle est construite en 1870 pour replacer l'ancienne chapelle frairienne[86]. Le recteur de Saint-Raoul était aussi aumônier du camp de Coëtquidan[87].

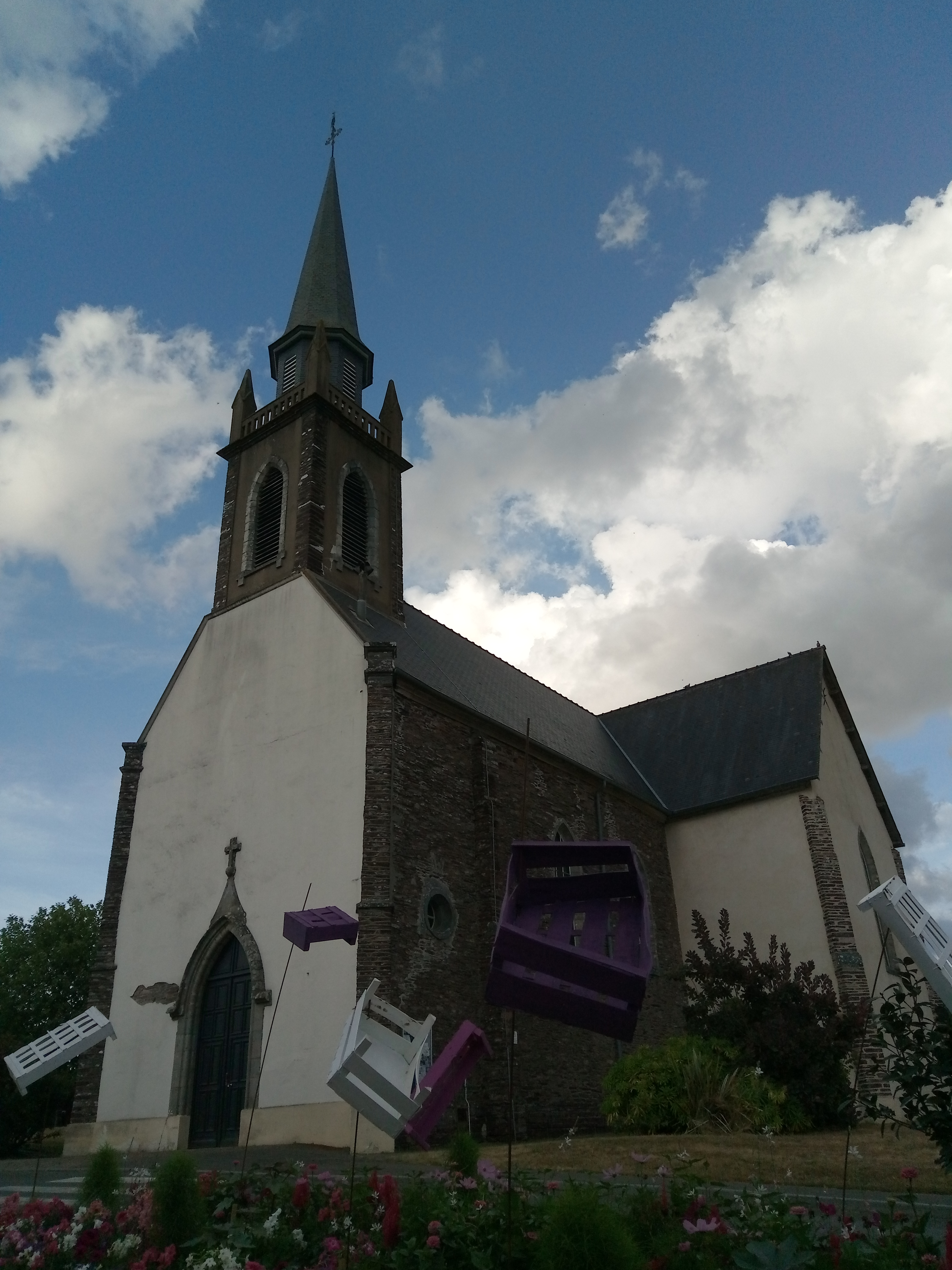
Église Saint-Raoul : vue extérieure.

- l'église Notre-Dame de la Telhaie : en forme de croix latine, elle est postérieure à la création de la paroisse en 1844, datant de la seconde moitié du XIXe siècle[88] ; désormais privée de son autel.

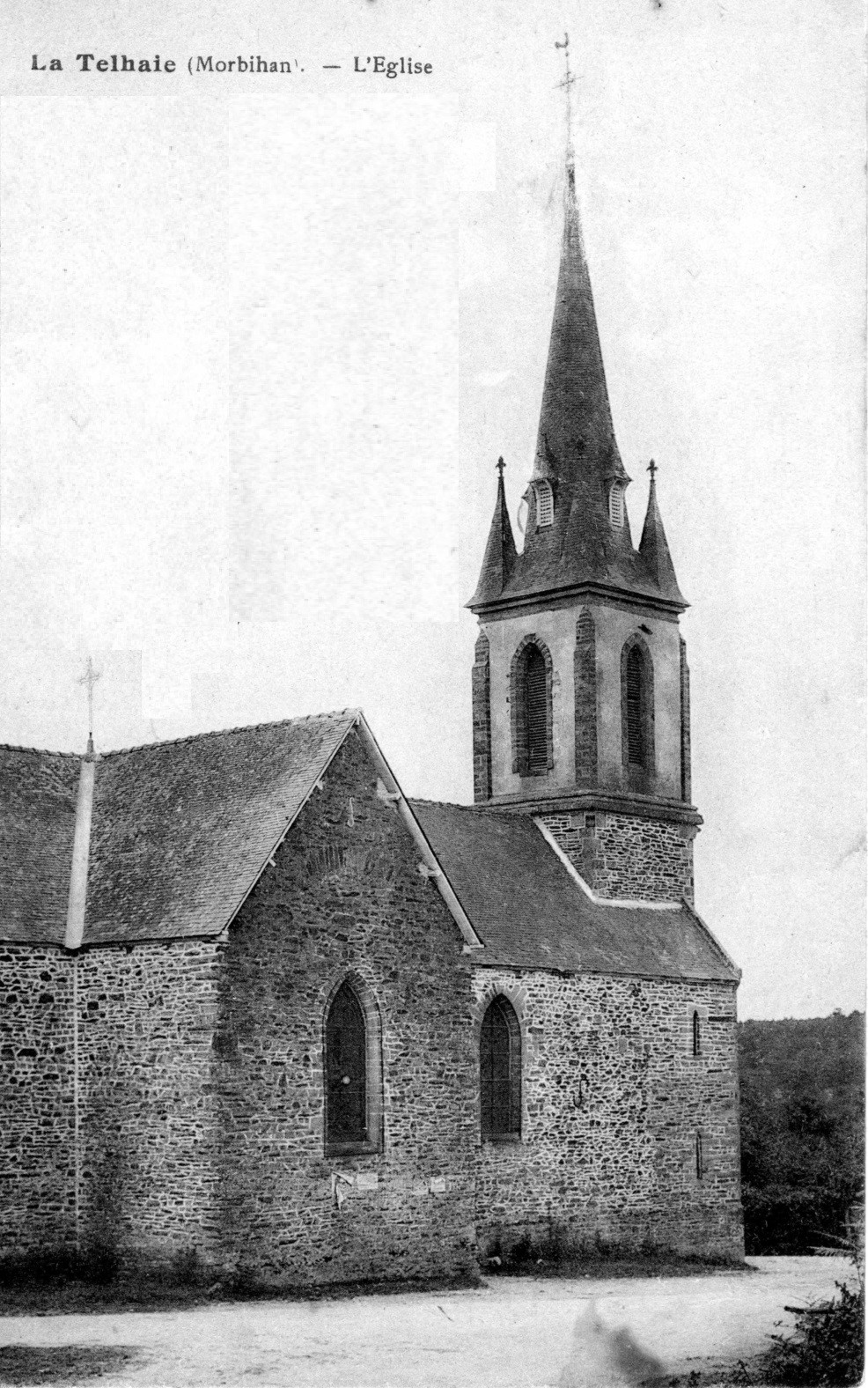
L'église de la Telhaie vers 1925 (carte postale).

Guer possède aussi plusieurs chapelles :
- la chapelle Saint-Étienne, édifice construit à l'époque carolingienne avec des matériaux et peut-être une partie du soubassement datant de l'époque gallo-romaine. Elle fut vendue comme bien national en 1791 et utilisée comme grange au XIXe siècle. Elle est classée monument historique par arrêté du 16 août 1971[89] ;

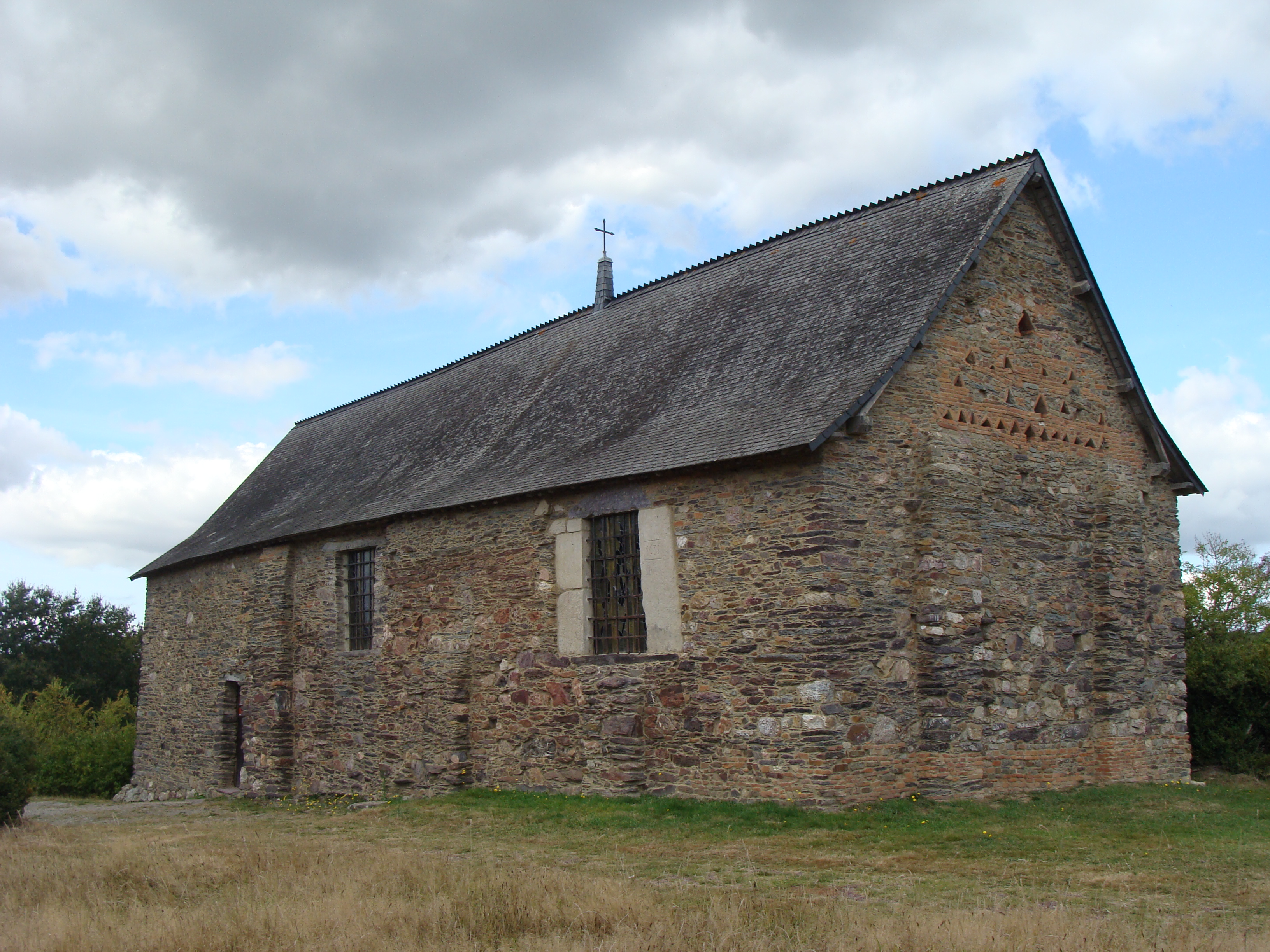
Chapelle Saint-Étienne : vue extérieure.
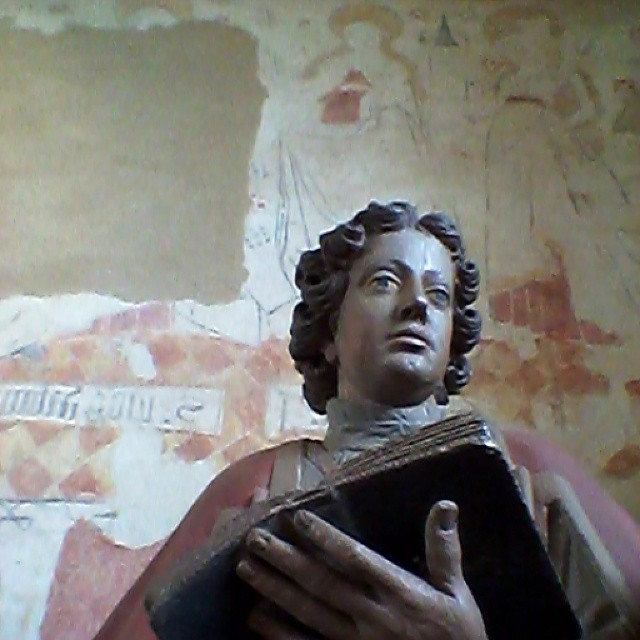
Statue de saint Étienne.
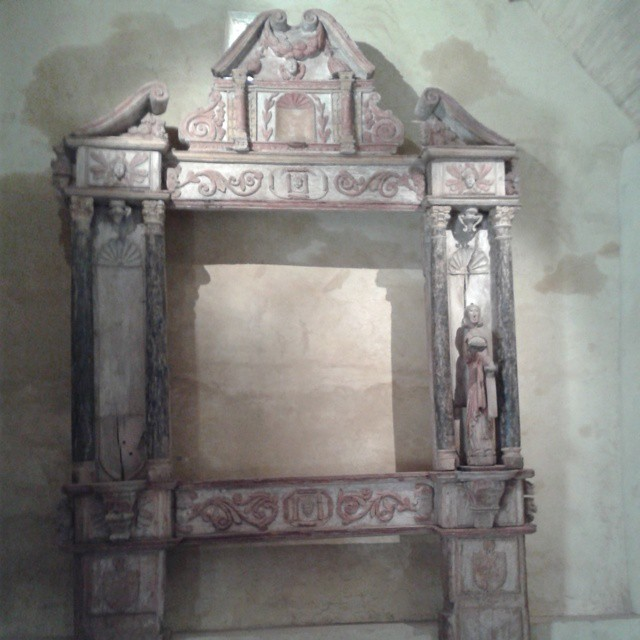
Retable en bois.
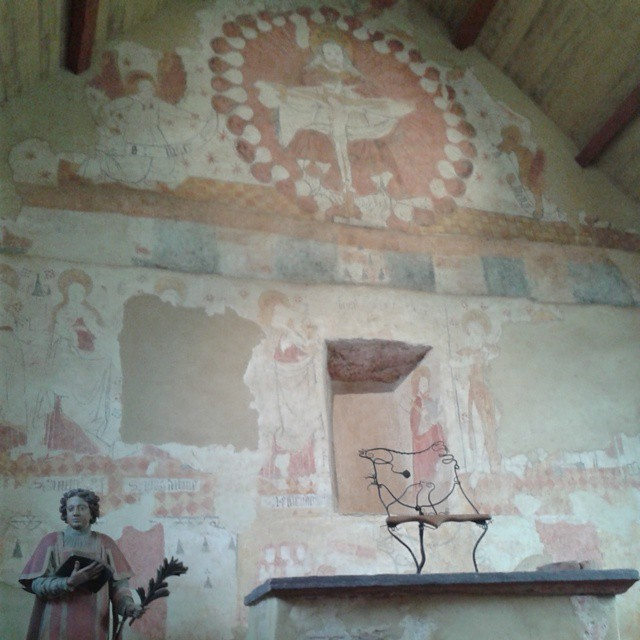
Fresques murales.

- le hameau de Saint-Nicolas possède une croix située devant la chapelle Saint-Nicolas[90] , inscrite à l'inventaire supplémentaire des monuments historiques par arrêté du 23 mai 1927[91] ;

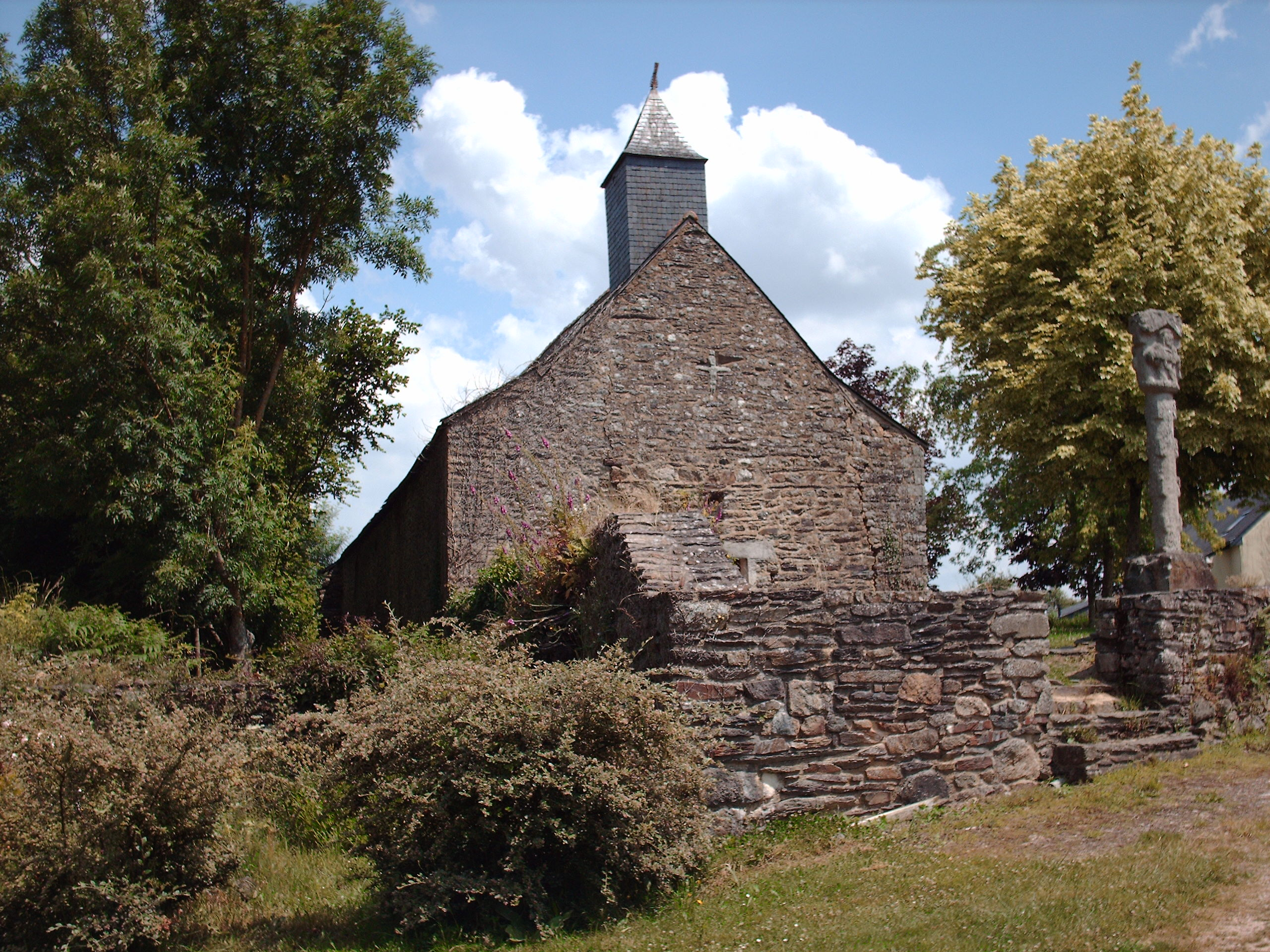
Chapelle Saint-Nicolas et sa croix : vue extérieure d'ensemble.

- la chapelle Notre-Dame du Prado : de plan rectangulaire elle a été probablement construite par les seigneurs du château du Tertre au XVIIe siècle[92] ;

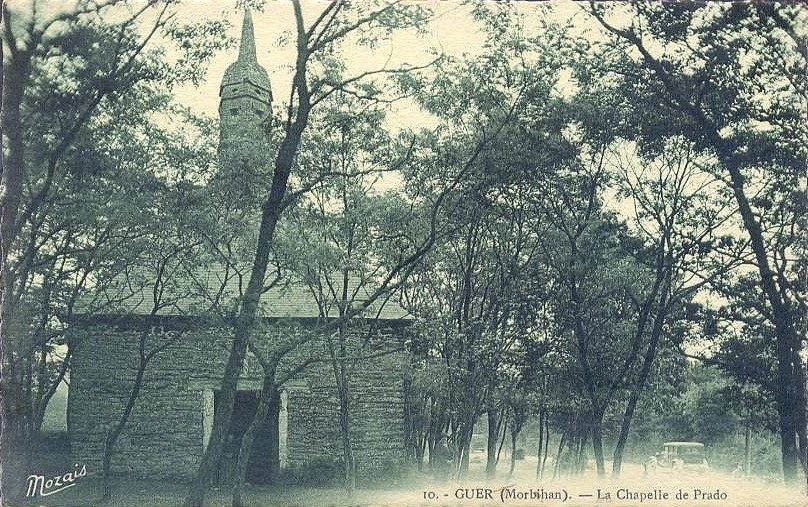
La chapelle de Prado au début du XXe siècle (carte postale).

- la chapelle Saint-Thomas : elle date de 1633 ; désacralisée, c'est désormais la "Maison des Arts" de Guer[93].
- l'ancienne chapelle Saint-Marc (XIXe siècle probablement ; détruite en 1981 contre l'avis d'une partie de la population car considérée comme dangereuse pour la circulation)[94].

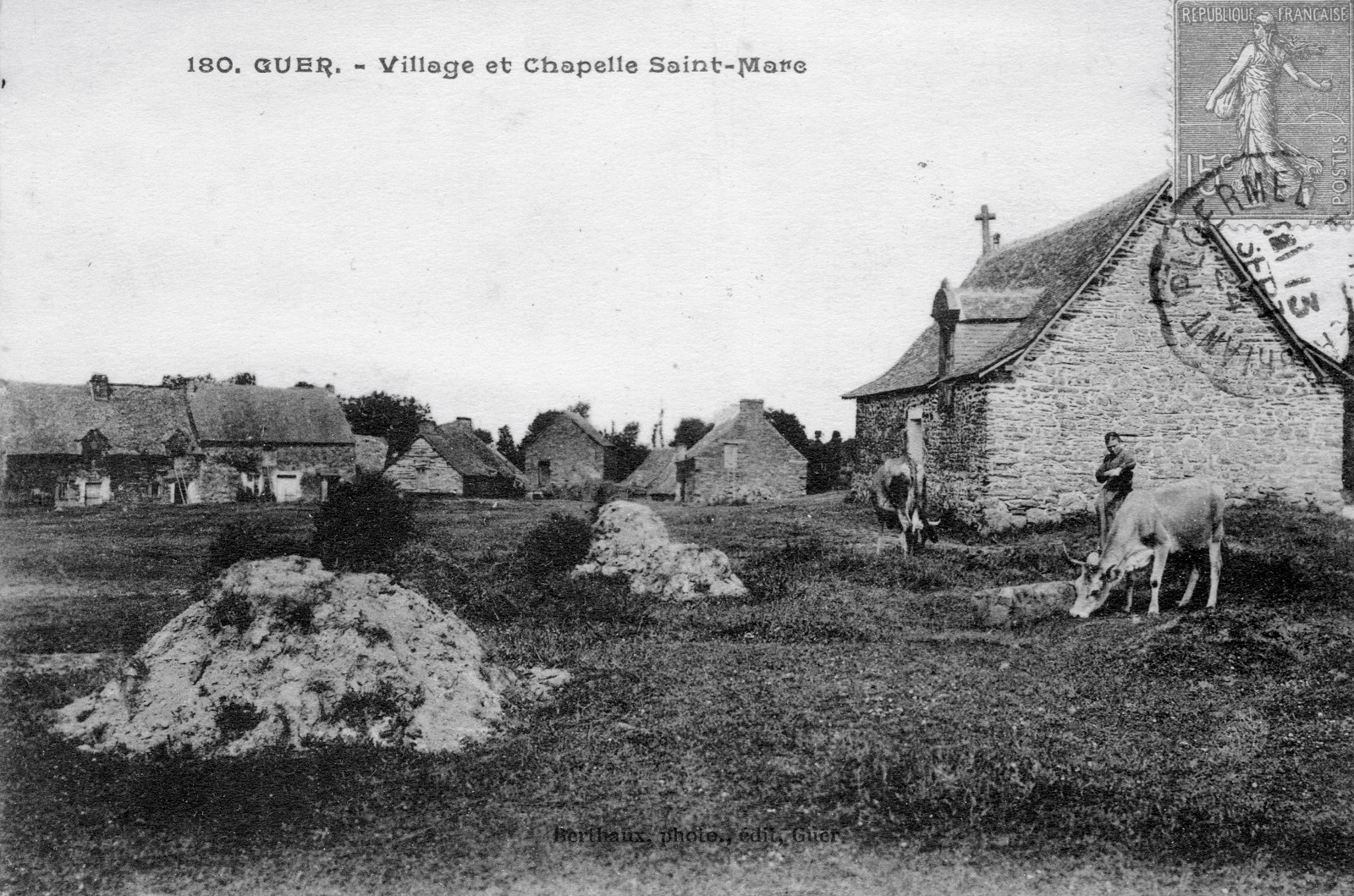
Le village et la chapelle Saint-Marc vers 1925 (carte postale).

- l'oratoire Notre-Dame-de-Grottais, construit par un architecte italien en 1946, dans un style unique en la région[95].

#### Bâtiments civils
- la parcelle contenant des vestiges d'un édifice gallo-romain, située sur le lieu-dit Saint-Étienne, classé au titre des monuments historiques par arrêté du 21 mai 1976[96] ;
- le château de la Ville-Huë : XIIIe, XVIIIe, XIXe et XXe siècles. Élégant château en pierre enduite sous ardoises composé du vieux logis dans sa partie Nord (XIIIe siècle), d'un corps principal, élevé sur deux étages, formant façade orientée sud - sud-ouest flanqué de deux tours (XIXe siècle). Le château a été ravagé par les flammes à la suite de l'incendie du 14 septembre 1947. Il a été reconstruit à l'identique dans la foulée avec des modifications de distribution à l'intérieur et une toiture inférieure de près de 2,50 m pour des raisons d'économies. Le château est sis au milieu d'un agréable parc planté d'arbres centenaires. La même famille habite le château depuis sa fondation. La légende de la Ville-Huë dit que « Monsieur de PORCARO, vient tous les soirs, pendant la période de chasse, avec son costume de chasseur et ses chiens, sur la Lande Saint-Jean. On le voit rôder autour de la chapelle Saint-Jean sans essayer d'y entrer. Il n'y fait aucun bruit et à l'aurore il disparaît. On dit qu'il y fait son purgatoire »[97] ;
- le château de Coëtbo, manoir depuis le XVe siècle. L'édifice actuel est le résultat d'une reconstruction progressive à partir de 1620. Château, avec ses communs, la conciergerie, la chapelle, le pigeonnier ainsi que le jardin avec ses terrasses et leurs escaliers classé au titre des monuments historiques  par arrêté du 4 juin 1993[98] ;

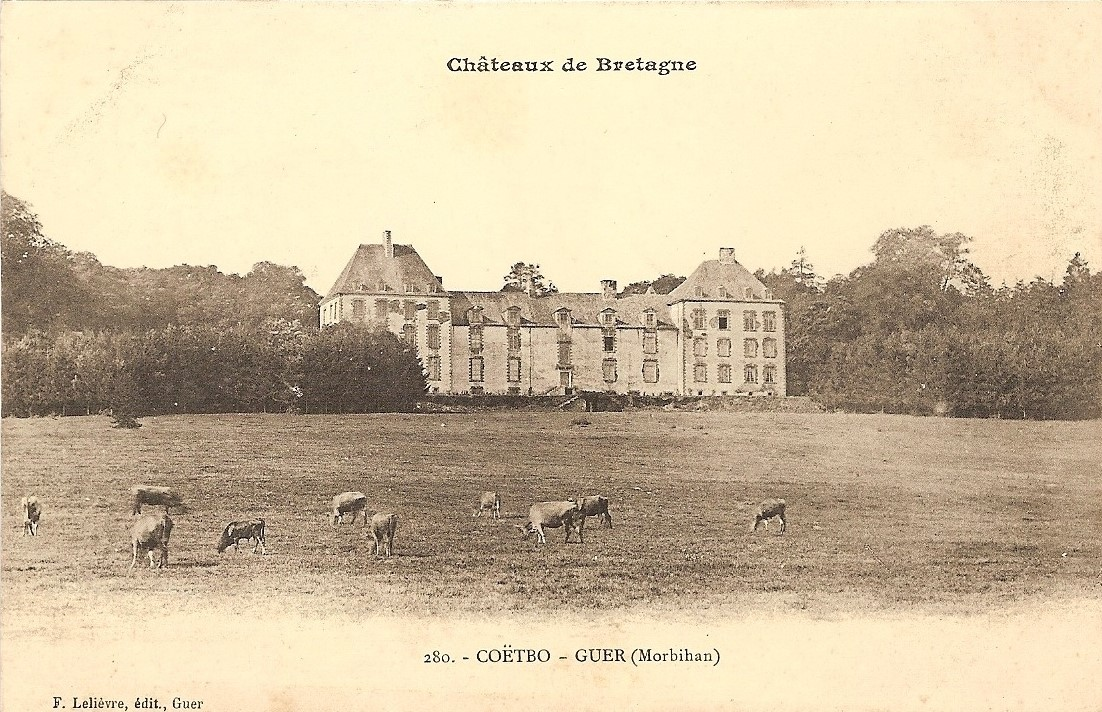
Le château de Coëtbo au début du XXe siècle (carte postale).
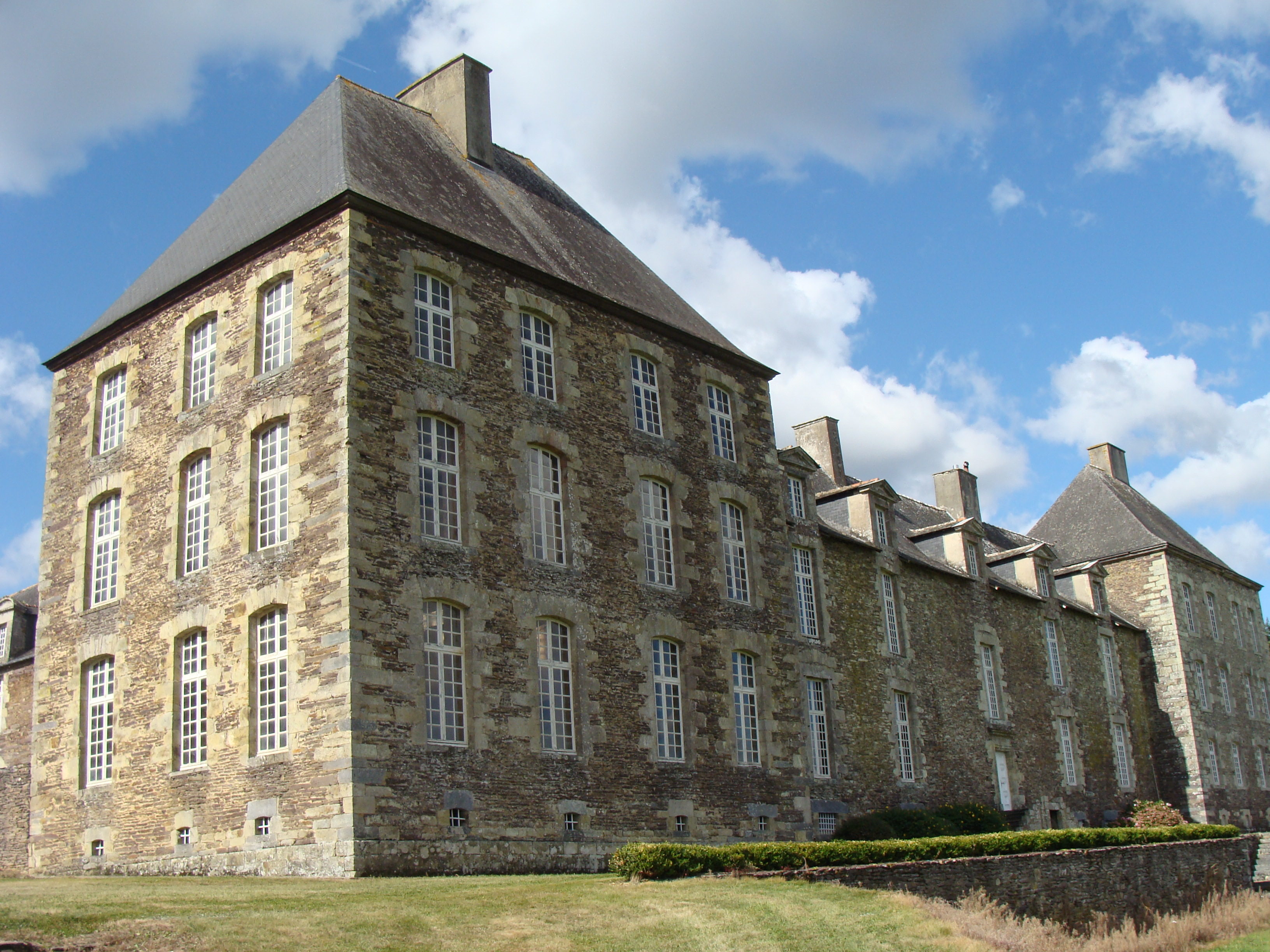
Château de Coëtbo : la façade.
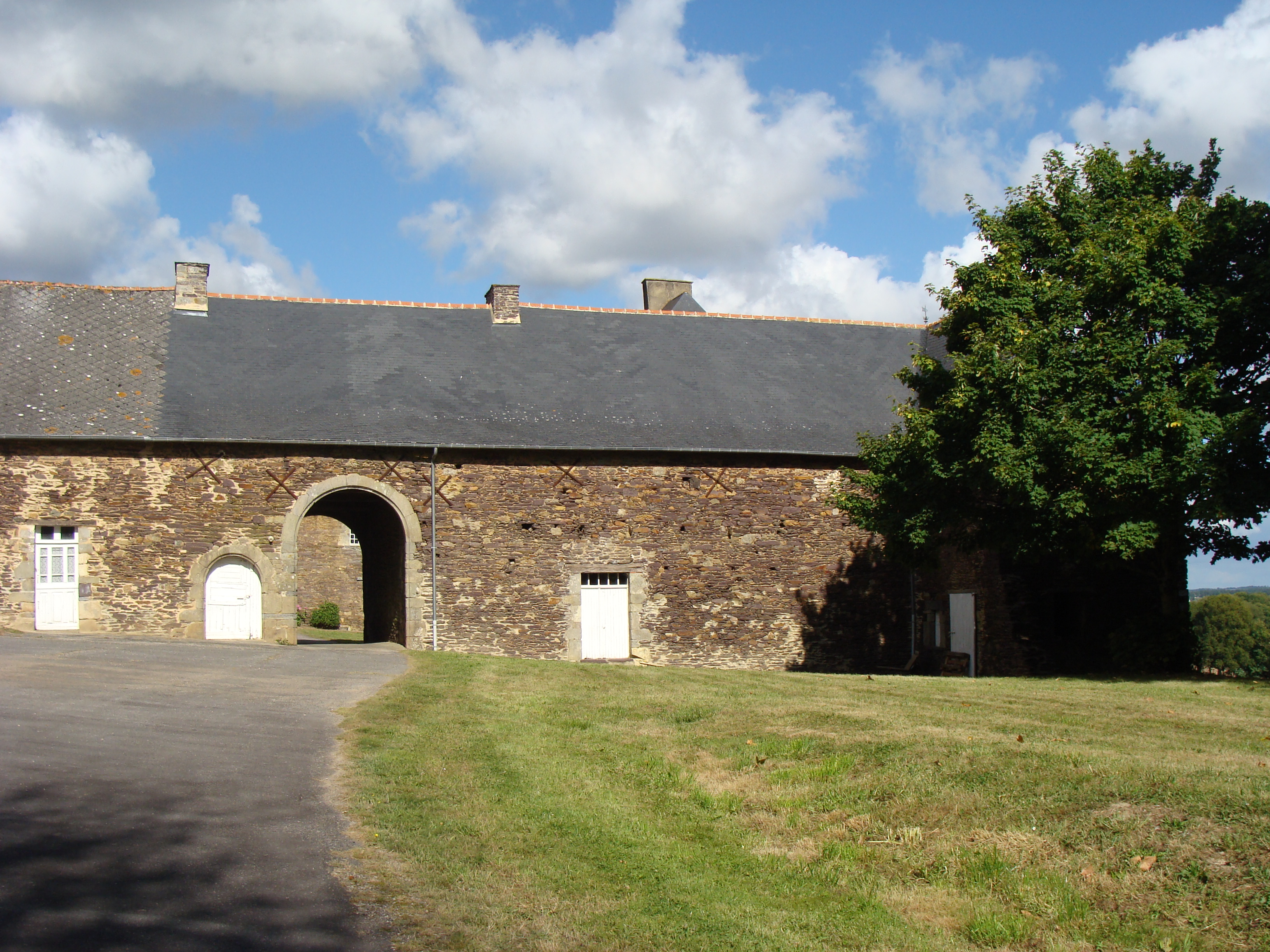
Château de Coëtbo : l'entrée.
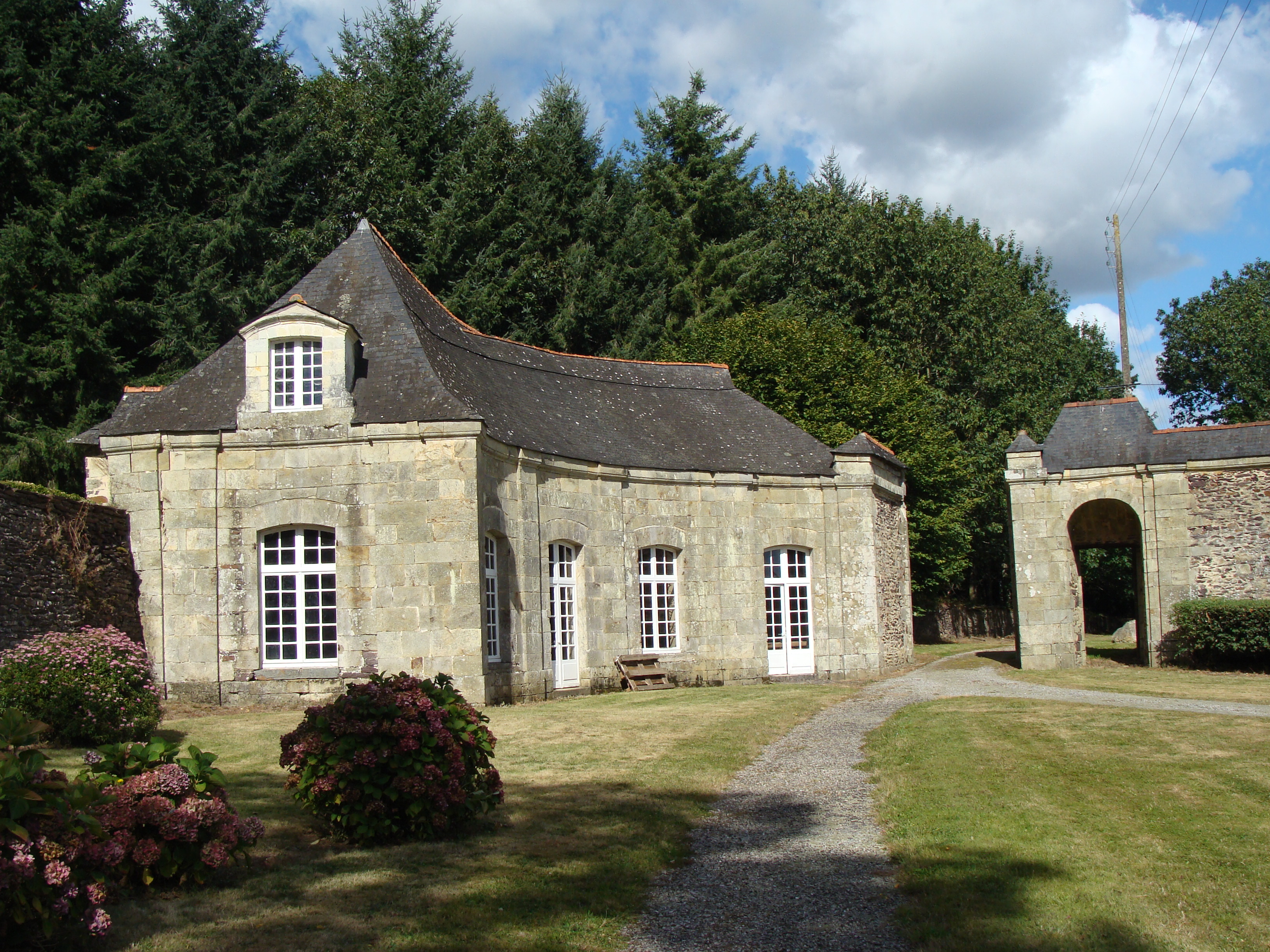
Château de Coētbo : la conciergerie.
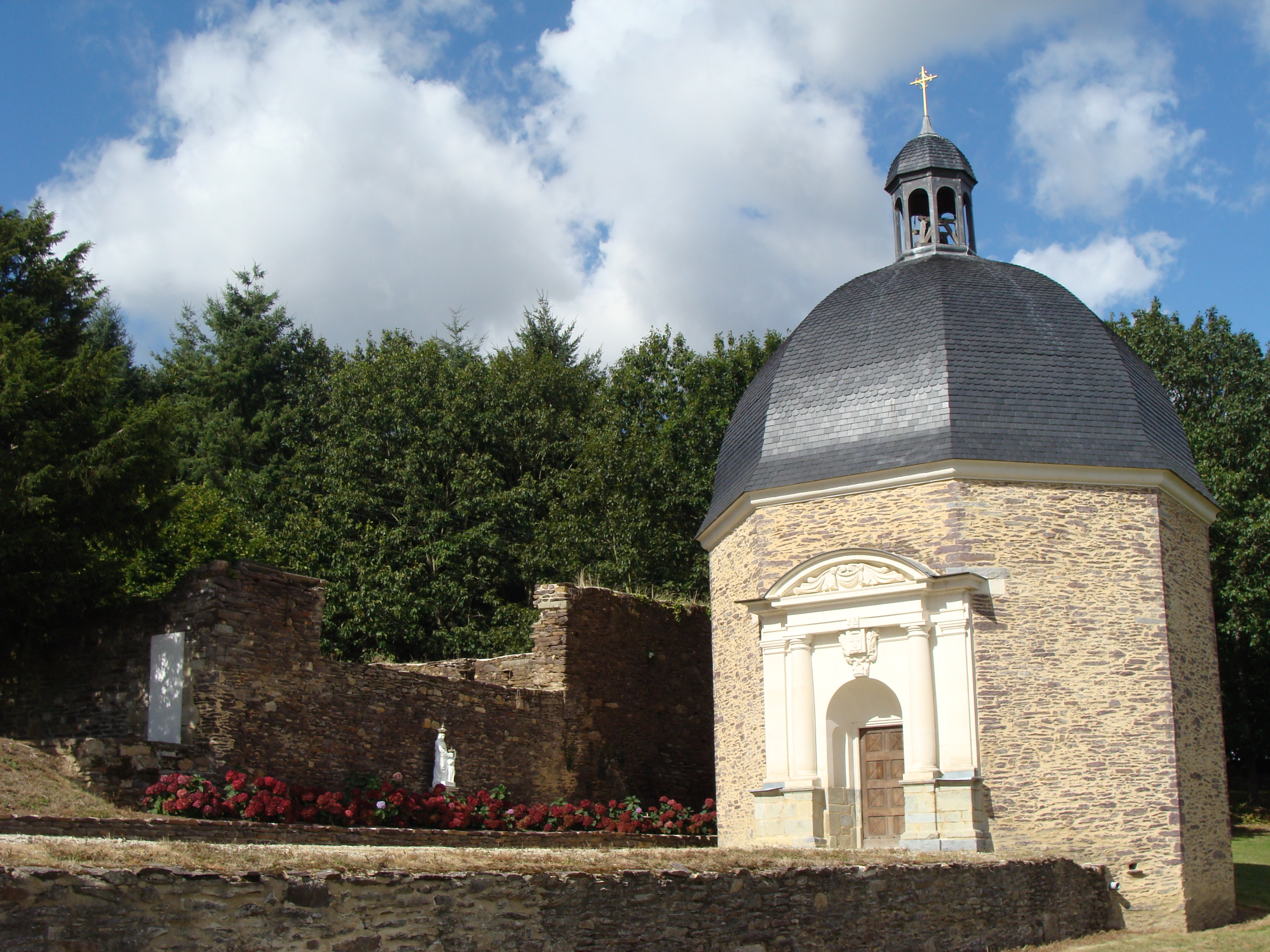
Château de Coëtbo : la chapelle.
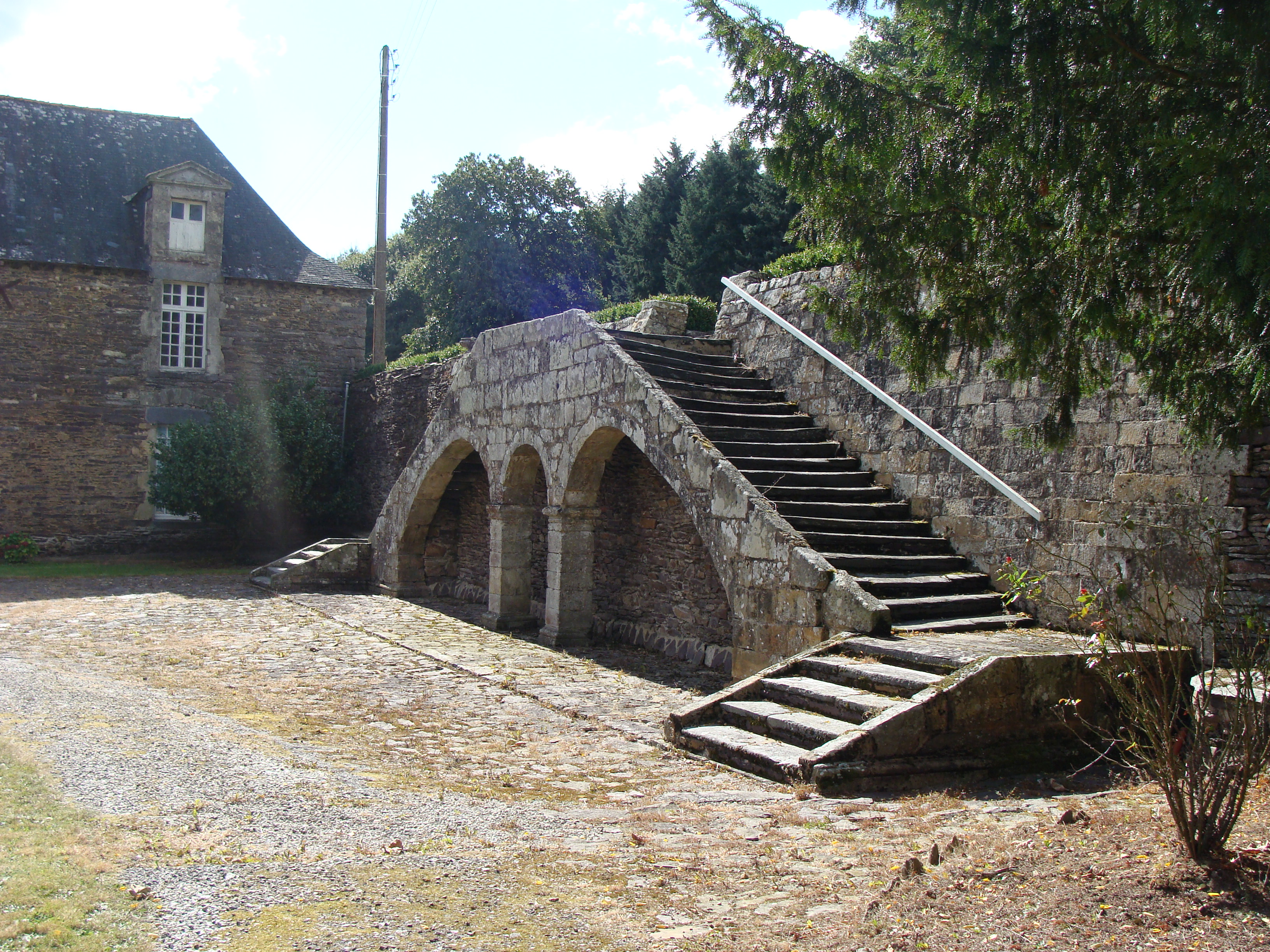
Château de Coëtbo : grand escalier extérieur.

- le château de Couédor date des XVe et XVIe siècles, il est inscrit à l'inventaire général du patrimoine culturel[99] ;
- le château de la Fléchaie date du XIXe siècle, il est inscrit à l'inventaire général du patrimoine culturel[100] ;

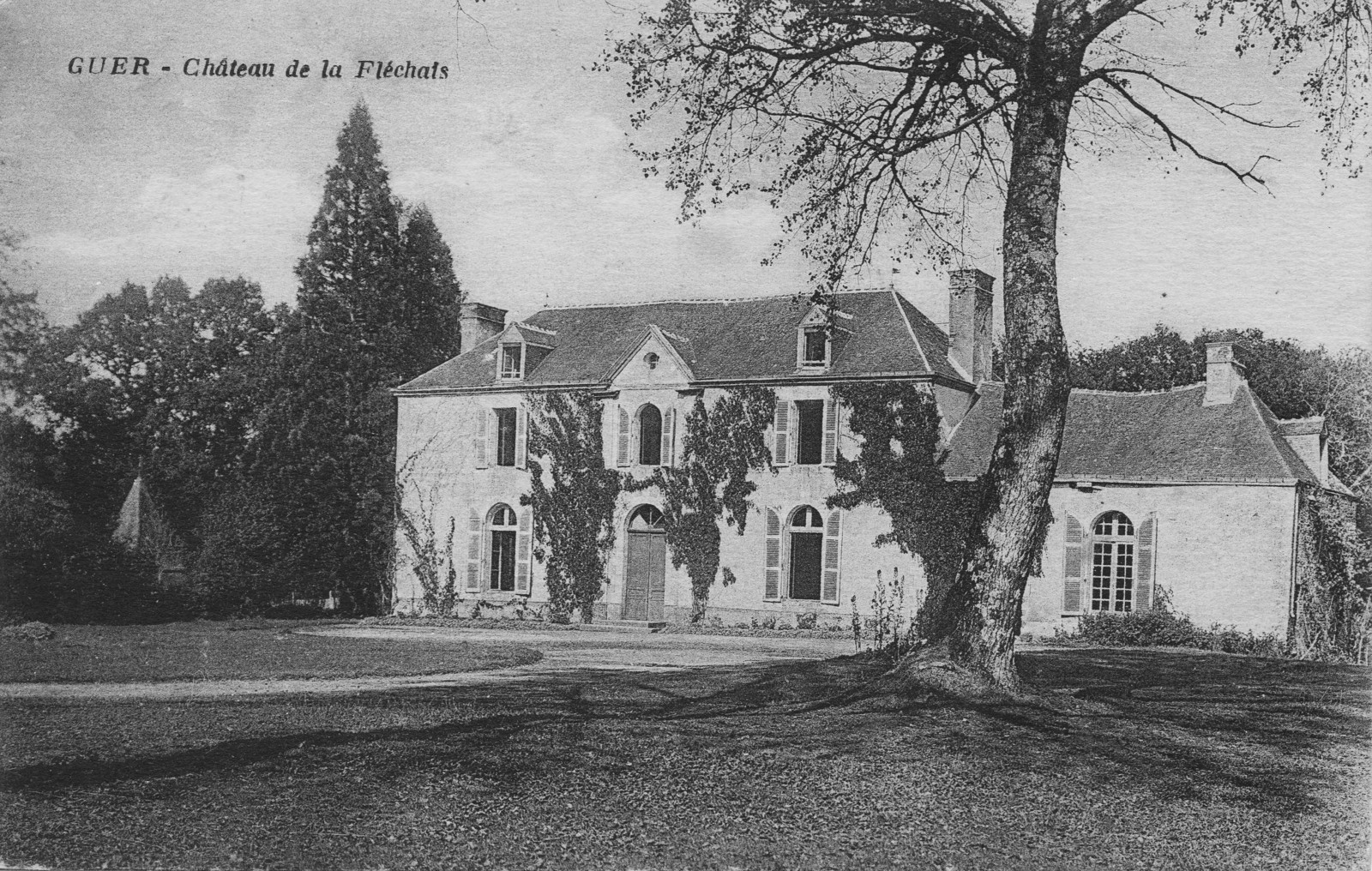
Le château de la Fléchaie (Fléchais) vers 1925 (carte postale).

- le château de la Hattaie date du XIXe siècle, il est inscrit à l'inventaire général du patrimoine culturel[101] ;
- le château du Tertre (1851)[102] ;

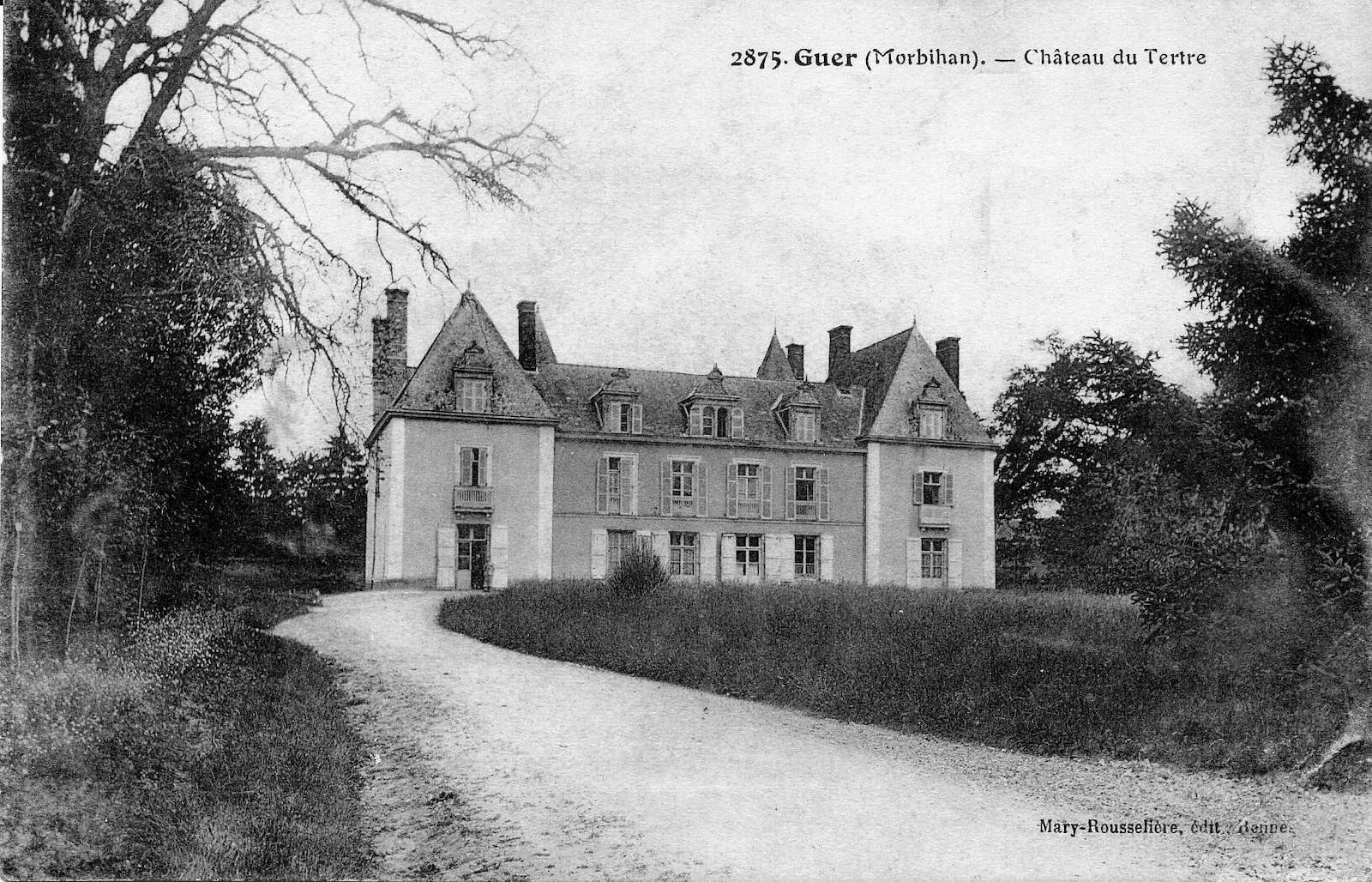
Le château du Tertre au début du XXe siècle (carte postale).

- le manoir de l'Abbaye date du XVIe siècle, il est inscrit à l'inventaire général du patrimoine culturel[103] ;
- le manoir de la Demanchère date des XVIe et XVIIe siècles, il est inscrit à l'inventaire général du patrimoine culturel[104] ;
- le manoir du Grand Kerbiguet date des XVe et XVIe siècles, il est inscrit à l'inventaire général du patrimoine culturel[105] ;
- le manoir de Livoudrais date des XVe et XVIe siècles, il est inscrit à l'inventaire général du patrimoine culturel[106] ;
- le manoir de Lohinga date probablement du XVe et XVIe siècles, il est inscrit à l'inventaire général du patrimoine culturel[107] ;
- le manoir de Longouët date du XVIe siècle, il est inscrit à l'inventaire général du patrimoine culturel[108] ;
- le manoir de Rotileuc date du XIXe siècle, il est inscrit à l'inventaire général du patrimoine culturel[109] ;
- le manoir de Saint-Gurval date du XXe siècle, il est inscrit à l'inventaire général du patrimoine culturel[110] ;

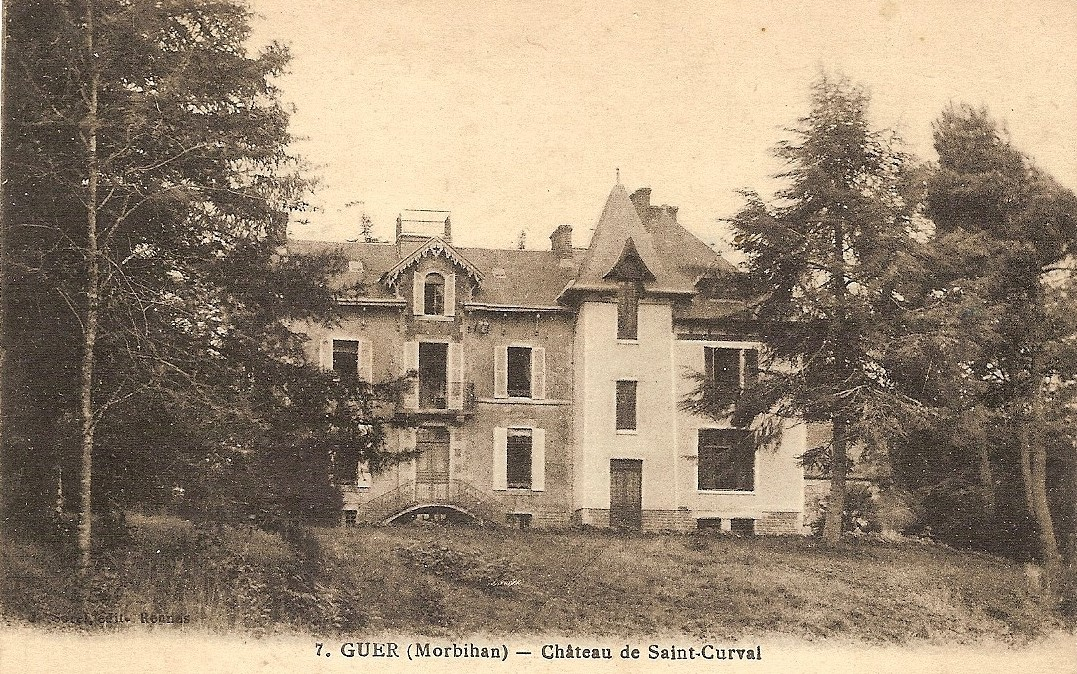
Le manoir de Saint-Gurval au début du XXe siècle (carte postale).
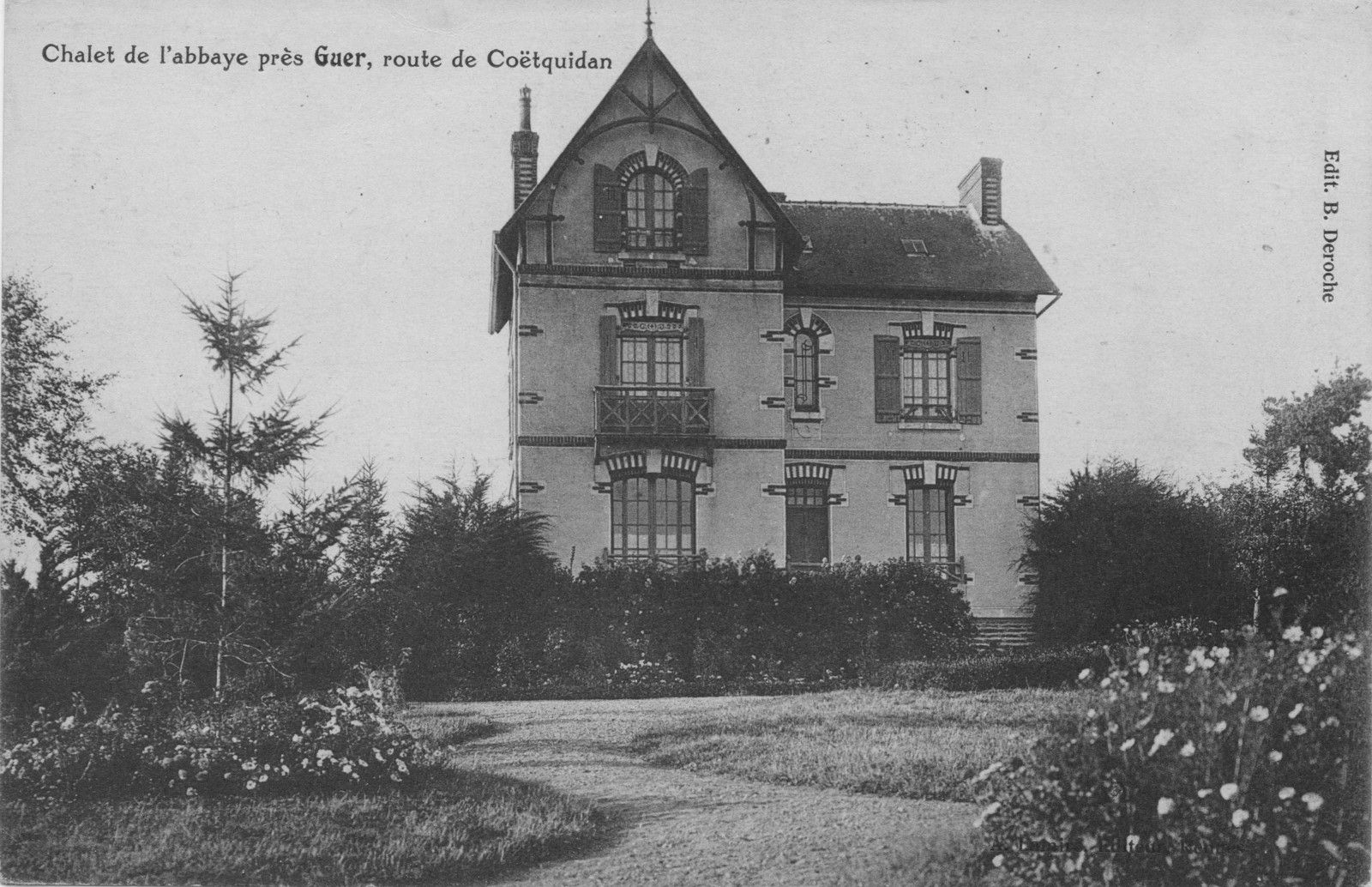
Le chalet Saint-Gurval au début du XXe siècle (carte postale).

- le manoir de Saint-Joseph  date du XVIIe siècle, les vestiges du manoir sont inscrits à l'inventaire général du patrimoine culturel[111] ;
- le manoir du Sergent de la Seigneurie de Peillac date des XVIe et XVIIIe siècles, il est inscrit à l'inventaire général du patrimoine culturel[112] ;
- le manoir de Trébulan date du XVIIe siècle, il est inscrit à l'inventaire général du patrimoine culturel[113] ;
- le manoir de la Trumelais date du XVIe siècle, il est inscrit à l'inventaire général du patrimoine culturel[114] ;
- de nombreux bâtiments anciens, dont la maison du XVe siècle dénommée  "Guer et sa femme" en raison d'une pierre d'angle présentant deux visages accolés d'un homme et d'une femme ; la Maison à pans de bois (Maison des Robin) ; etc..

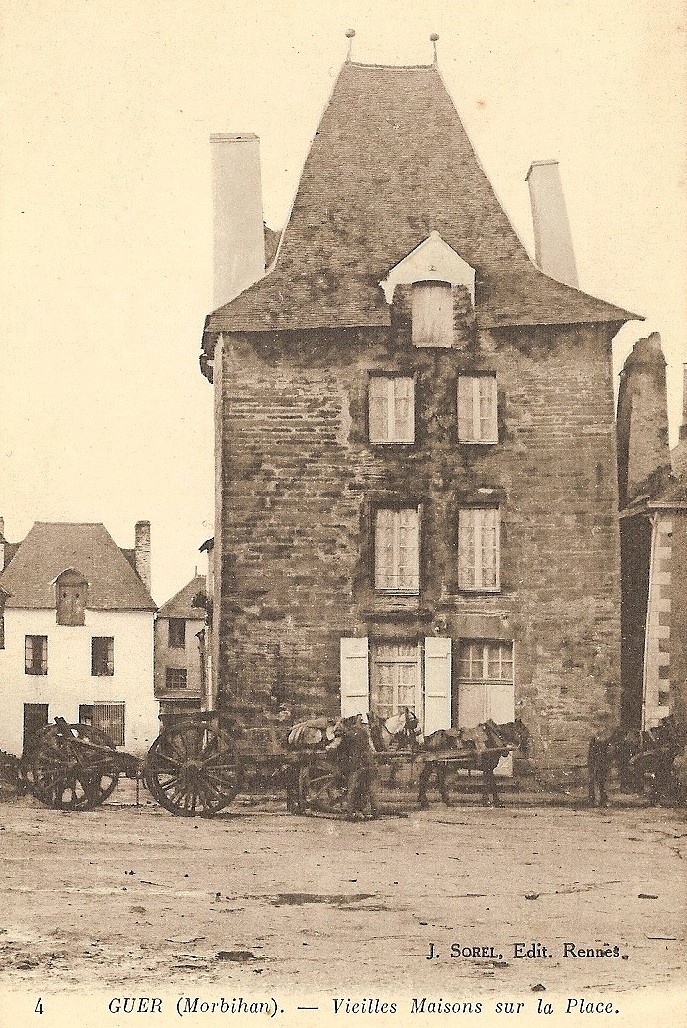
Vieilles maisons sur la place au début du XXe siècle (carte postale).

- plusieurs moulins : La Houssaie ; Tertre ; Prada ; Perche ; Vaux (moulins à  vent et à eau) ; Payen ; Lohinga ; Bois.

#### Autres sites
- le camp de Coëtquidan
- l'académie militaire de Saint-Cyr Coëtquidan et son musée ;
- l'hippodrome de la Hattaie ;

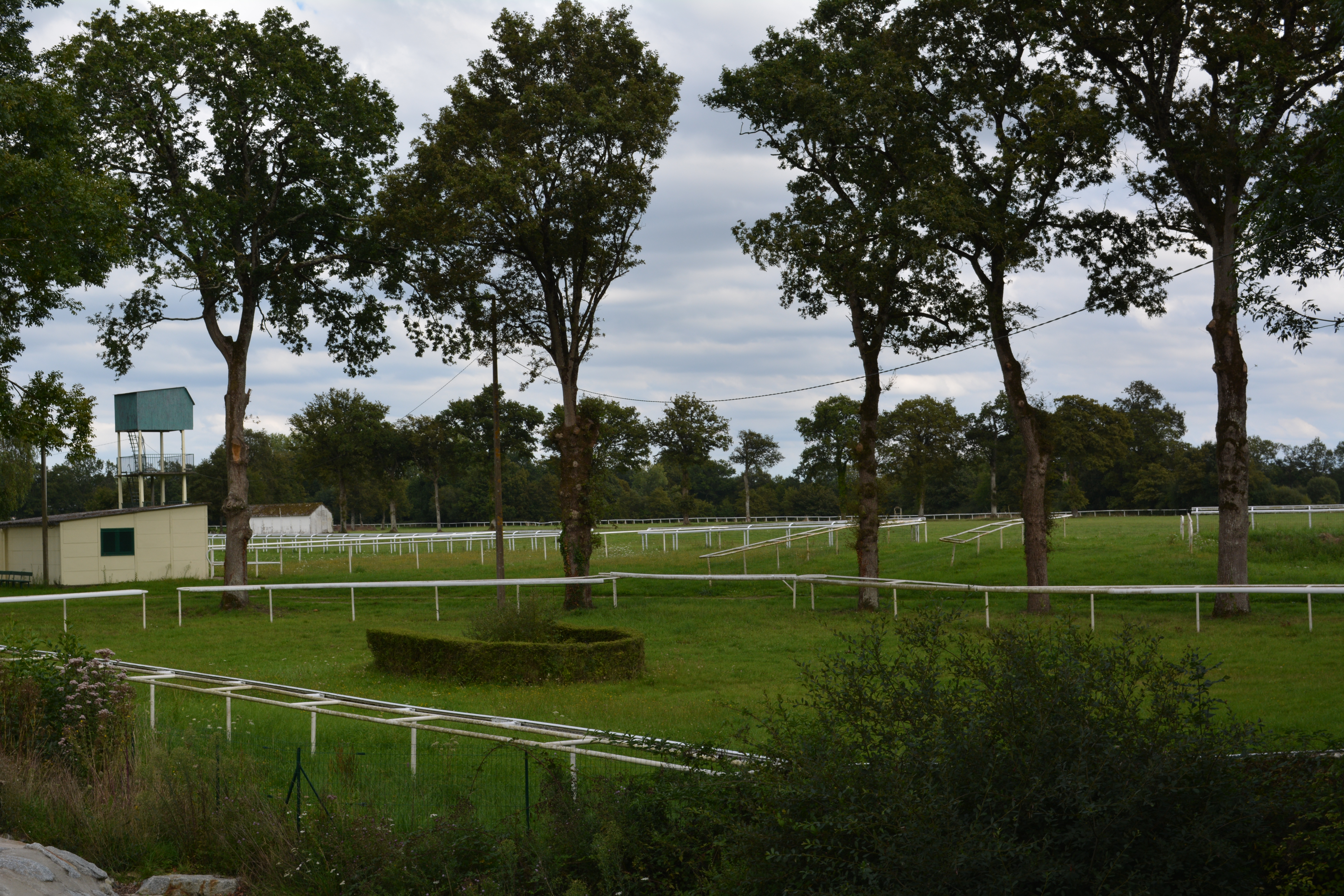
L'hippodrome de la Hattaie.

- des arbres remarquables : l'if de la chapelle du Prado[115] ; l'if des Moustiers[116] ; deux chênes verts[117] ; le châtaignier du Marchix[118] ; un chêne pédonculé[119].

### Héraldique
|  | Les armoiries de Guer se blasonnent ainsi : « D’azur à sept macles d’or posées trois, trois et un, au franc-canton brochant d’argent fretté de huit pièces de gueules. » (Armes de la famille de Guer : ramage de Le Sénéchal de Carcado, brisées d’un franc-canton). |

### Légendes et contes
- La bête de la Lohière : légende racontée par Alfred Fouquet en 1857, par Adolphe Orain en 1888 et par François Cadic en 1912[120].
- Les miracles de saint Nicolas : légende publiée pour la première fois par François Cadic en 1913[121].
- La clochette mystérieuse : légende publiée pour la première fois par François Cadic en 1910[122].
- La Vierge de Saint-Étienne de Guer : légende publiée pour la première fois par François Cadic en 1919[123].
- Le curé de Guer : conte collecté par Adolphe Orain en 1898[124].
- Le ménage de la paix : conte collecté à Guer par François Cadic et publié pour la première fois en 1912[125].
- Le chasseur fantôme de Porcaro : conte collecté par François Cadic et publié pour la première fois en 1913[126].
- Les lutins du moulin de la Hâtaie : conte collecté par François Cadic et publié pour la première fois en 1914[127].
- Les lutins du château de Coëtbo : conte collecté pour la première fois par Alfred Fouquet et publié pour la première fois en 1857[128].

## Personnalités liées à la commune

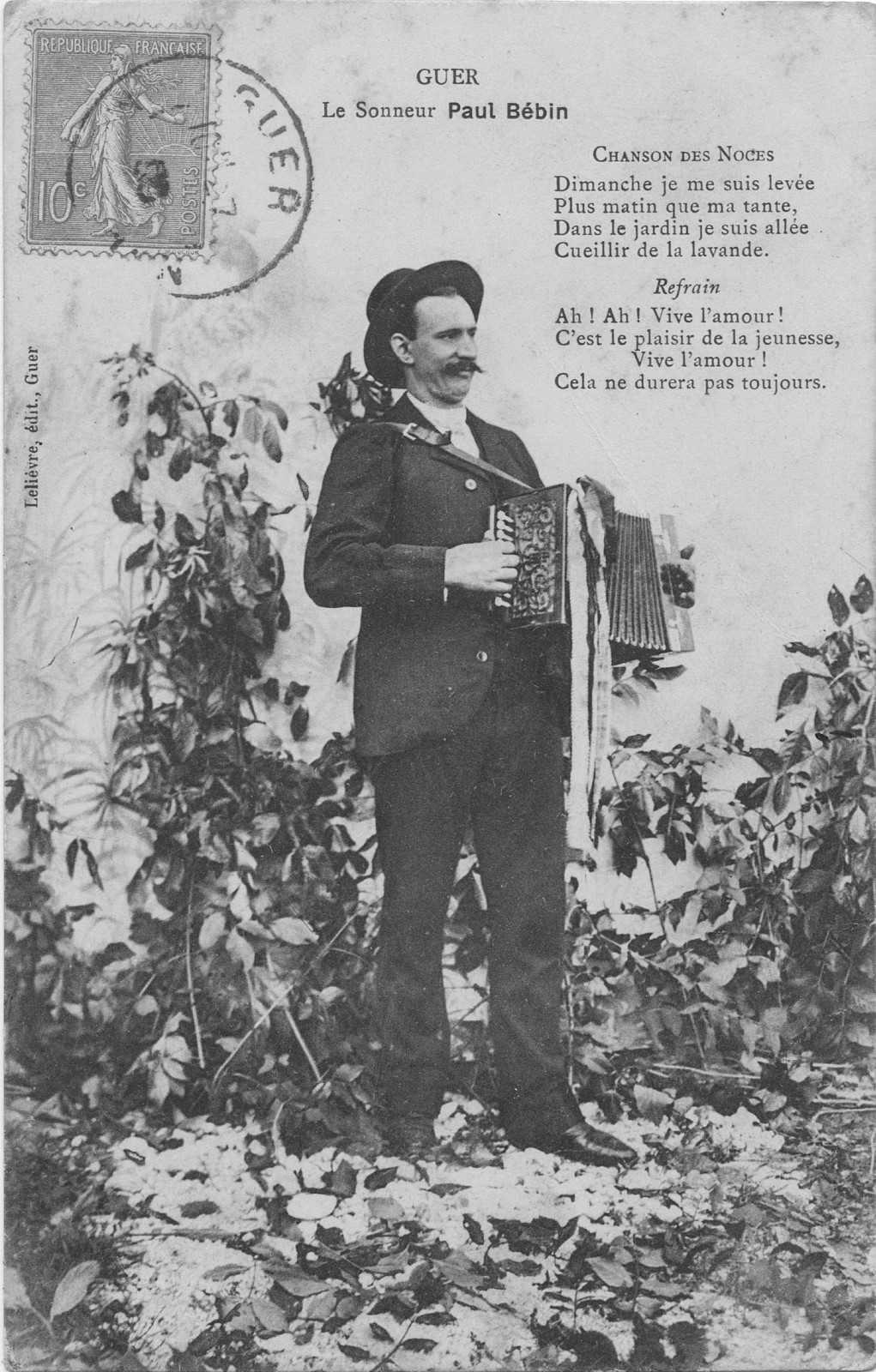
Paul Bébin, sonneur.

- Plusieurs membres de la famille de Guer furent marquis de Pontcallec, dont Clément-Chrysogone de Guer, un des responsables de la Conspiration de Pontcallec.
- Famille Huchet.
- Félix Trochu (né le 25 mai 1868 à Guer, décédé le 26 septembre 1950), un des fondateurs du journal L'Ouest-Éclair.
- Anne Robert (née en 1874 à la Boulais en Guer, décédée en 1958), épouse de Louis Catherine, photographe (ses photographies sur plaque de verre sont au Musée de Bretagne).
- Paul Bébin (né le 28 avril 1875 à la Boulaie en Guer, décédé le 2 février 1953 à Guer), sonneur.
- Paul Molac, professeur au lycée-collège de Brocéliande à Guer depuis 1990, président du Conseil culturel de Bretagne depuis 2009, député autonomiste UDB et secrétaire de la commission des lois à l'Assemblée nationale depuis 2012.
- Louis Roger (1928-2018), artiste peintre, fresquiste, illustrateur, graveur, cinéaste mort dans la commune.